# 阪神バス
阪神バス株式会社（はんしんバス、英: HANSHIN BUS CO,LTD.）は、阪神電気鉄道の子会社で阪急阪神東宝グループに属するバス事業者。

## 概要

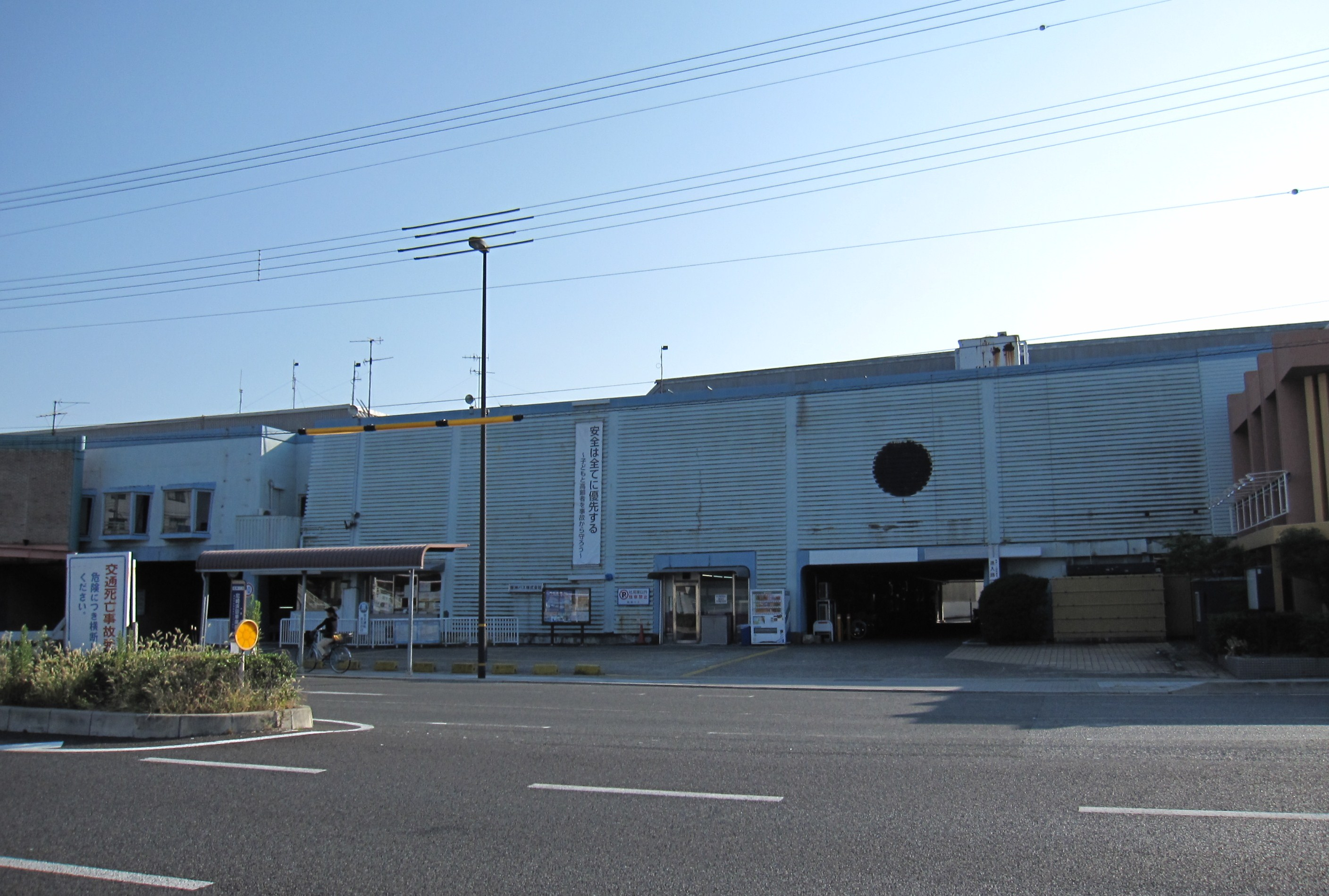
本社（建て替え前）

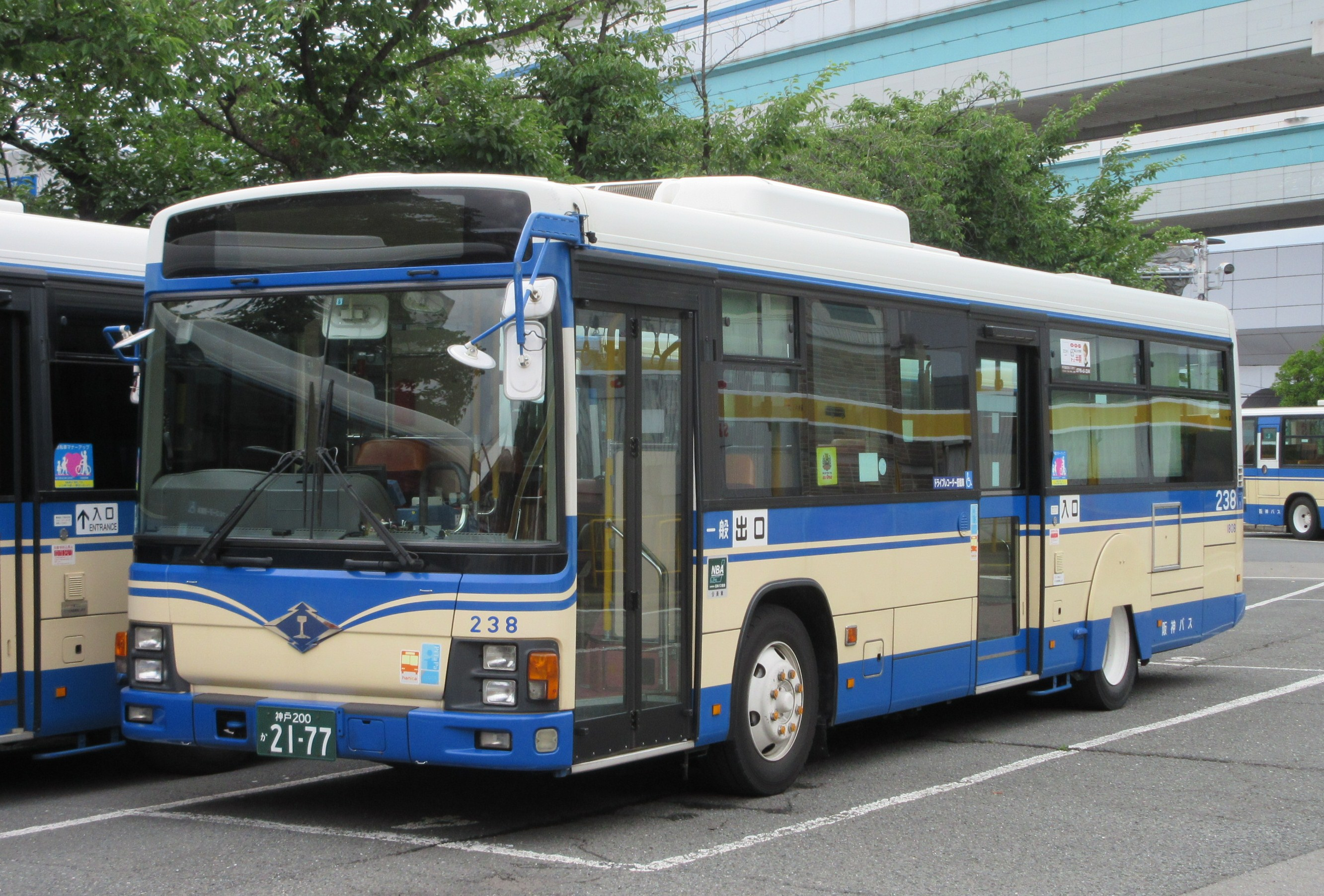
阪神バス238（2015年6月27日・甲子園駅にて）

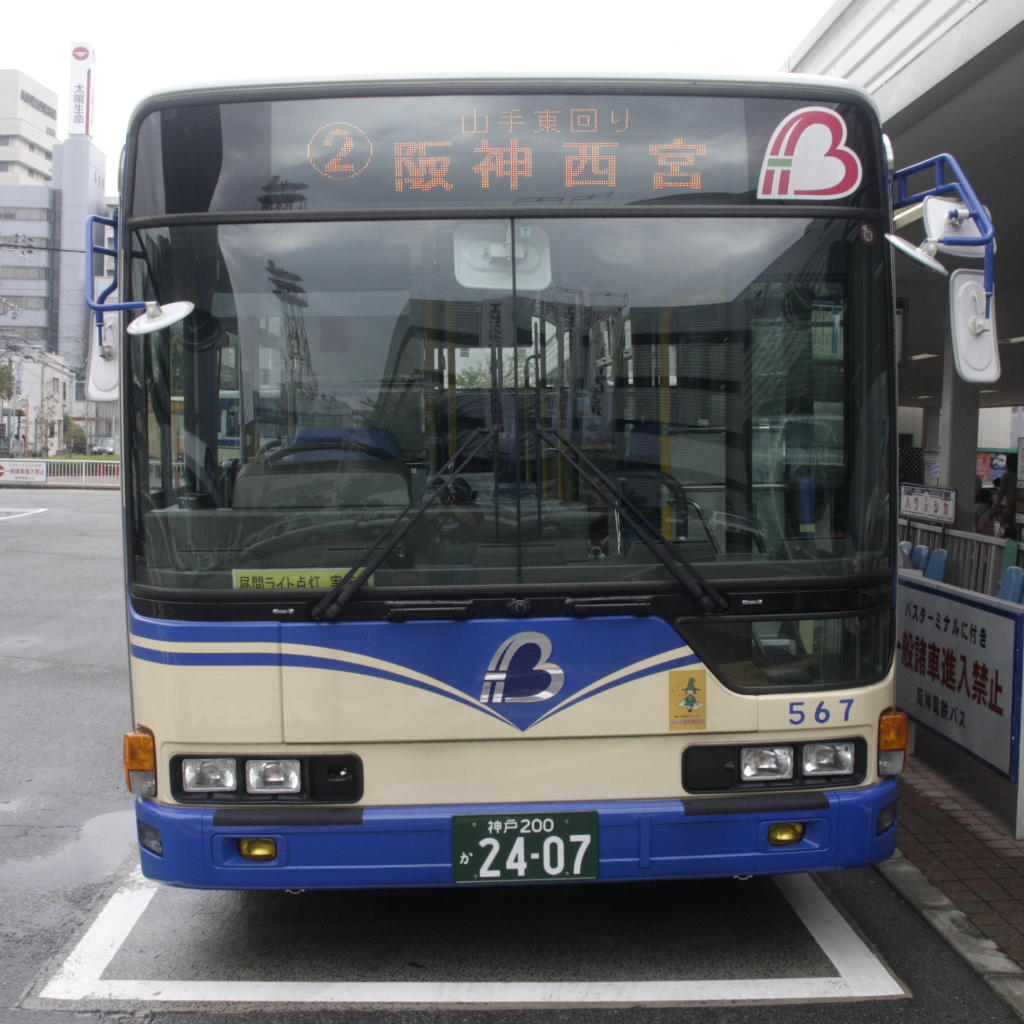
2系統、山手東回りのバス。阪神バスの自社発注車のため、ロゴマークが正面下と右上に入っている

阪神電気鉄道が行ってきた直営バス事業（阪神電気鉄道自動車部）を、2006年から2009年にかけて分社化により設立した企業。兵庫県尼崎市・西宮市を中心に宝塚市・芦屋市・神戸市にかけての阪神間をカバーする一般路線、大阪・神戸・尼崎・西宮から大阪国際空港および関西国際空港への空港連絡バス、大阪・神戸から中国地方・四国地方への高速バスおよび観光バス事業を行っている。阪神バスの設立に伴い、在阪大手私鉄系列のバス事業はすべて分社化（当初から独立会社だった阪急バス・京阪バス、沿線の中小バス会社を買収し後から合併して直営化していた南海バスも含む）された。
一般路線の運行エリアは、西宮市南部を中心に、東は尼崎市の杭瀬駅及び阪急園田、西は神戸市中央区の神戸税関前、北は宝塚まで広がる。大阪ローカル線・北大阪線・尼崎西宮線・西宮神戸線など、旧路面電車線である国道線・北大阪線などをそのまま代替した路線、尼崎宝塚線のように鉄道未成線を代替した路線も存在する。特に、西宮市・芦屋市・宝塚市・尼崎市には市営交通事業がないため阪急バスとともにその代わりを担っている。なお、西宮市内ではJR神戸線以南が阪神バス、以北が阪急バスと役割が分担されている（一部で重複あり）。阪急バスとは阪急阪神ホールディングス統合後に相互に乗り入れる新路線も開設されたが、後に廃止または減便となっている。また杭瀬駅や御影駅で見られるように、駅の近くにバス停（「～駅北」）を設置してはいるものの駅前には乗り入れない、ターミナルを構えないという特徴もある。
社章は、Hanshin Busの頭文字「HB」をハートの形にしたもの。路線車においては、社名部分の変更と前面行先表示脇・側面・後面に阪神バス社章を張り付けている。分社化以前に購入した車両のうち、阪神バスに完全移管される前に阪神バス西宮浜営業所に所属していた車両については一部を除き、阪神電気鉄道の社章である稲妻がレールを囲んだマークを残すが、それ以外の分社化以前の車両は社名部分の変更のみが行われている。阪神バス籍で購入した車両については、当初より阪神電気鉄道の社章に代えて阪神バス社章を取付けている。
事業者としては目立たないが、1982年に業界で初めてMCA無線を導入。これを利用した運行管理システムも整備した。また、2002年2月1日には、一般路線バスの運賃を全線均一の210円（大阪市内・神戸市内で市バスと競合する区間のみ200円で、この区間の利用のみ整理券が必要。いずれも当時の運賃）としたことでも注目された。長距離乗車では大幅な値下げとなったが、阪神バスでは元々ほとんどの乗客が短距離の初乗り区間利用であったため、同年3月の「スルッとKANSAI」導入に際し乗車口へのカードリーダ設置を省略することでコストダウンを図った方が得策という判断であった。なお、現在はICカードに対応させるため、乗車口にICカードリーダーを設置している。
呼称は阪神電鉄直営時代は「阪神電鉄バス」としていたが、現在の社名でもある「阪神バス」と呼ばれることもあった。また、沿革で述べる歴史的な事情から、今もなお「阪国バス」と呼ぶ人もいる。
2016年3月20日に尼崎市交通局からバス事業が移譲され、「尼崎市内線」として同社の路線網に組み込まれる事となった。同年4月1日よりSuicaなど交通系ICカード全国相互利用サービスに対応を開始した。既存の阪神バス路線は「阪神線」として区別されている。

### 営業所

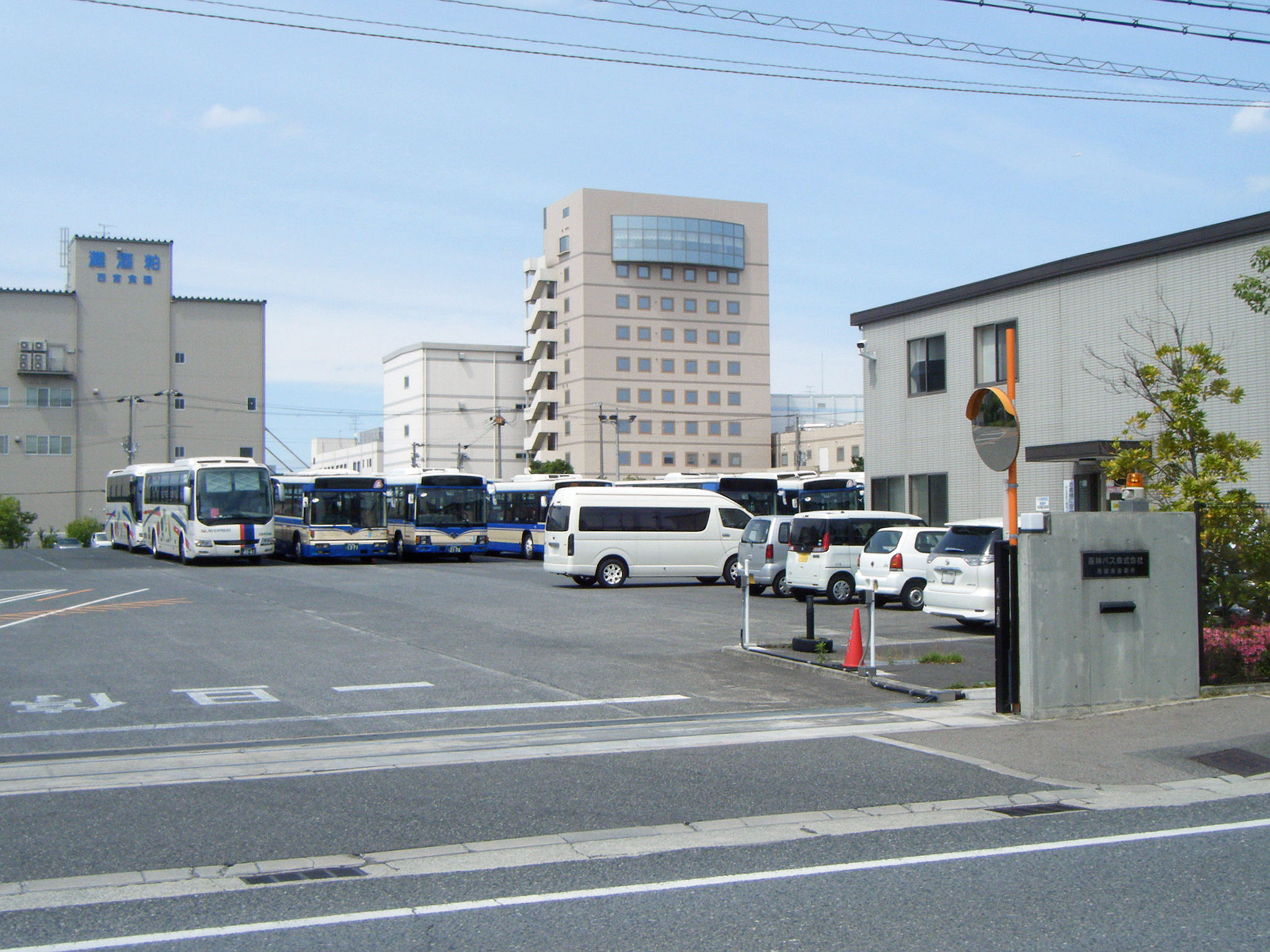
西宮浜営業所

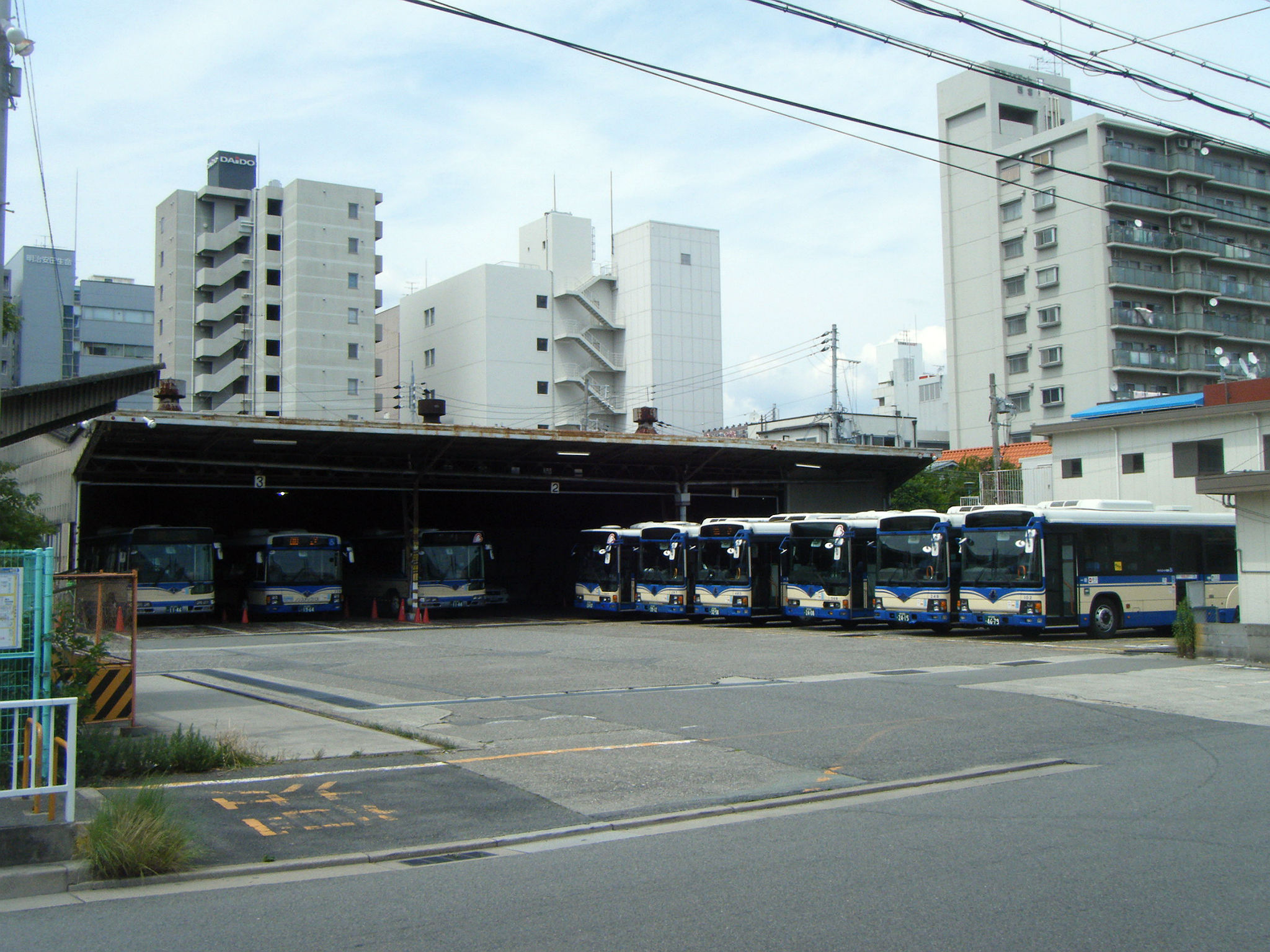
西宮車庫

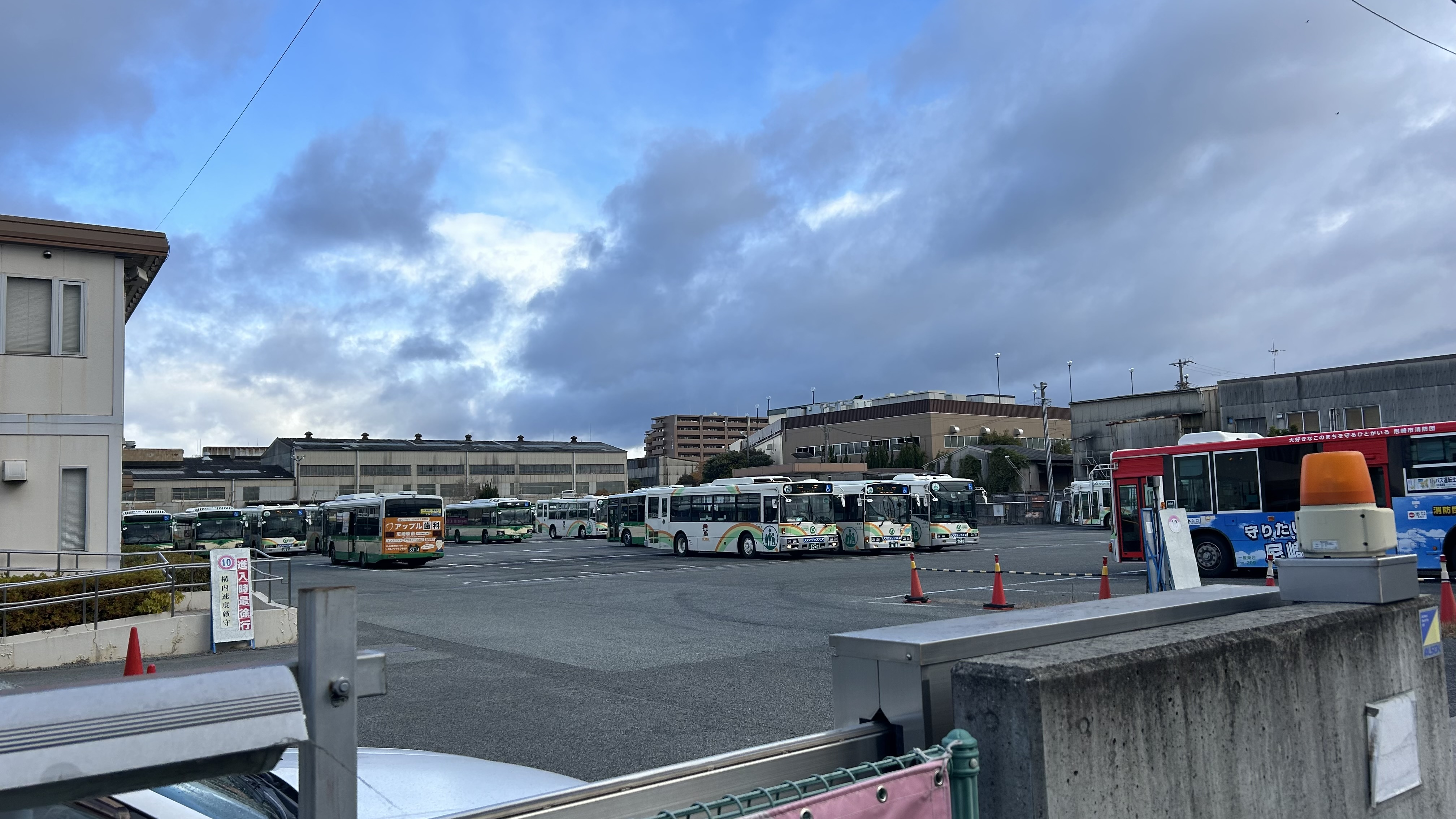
塚口営業所

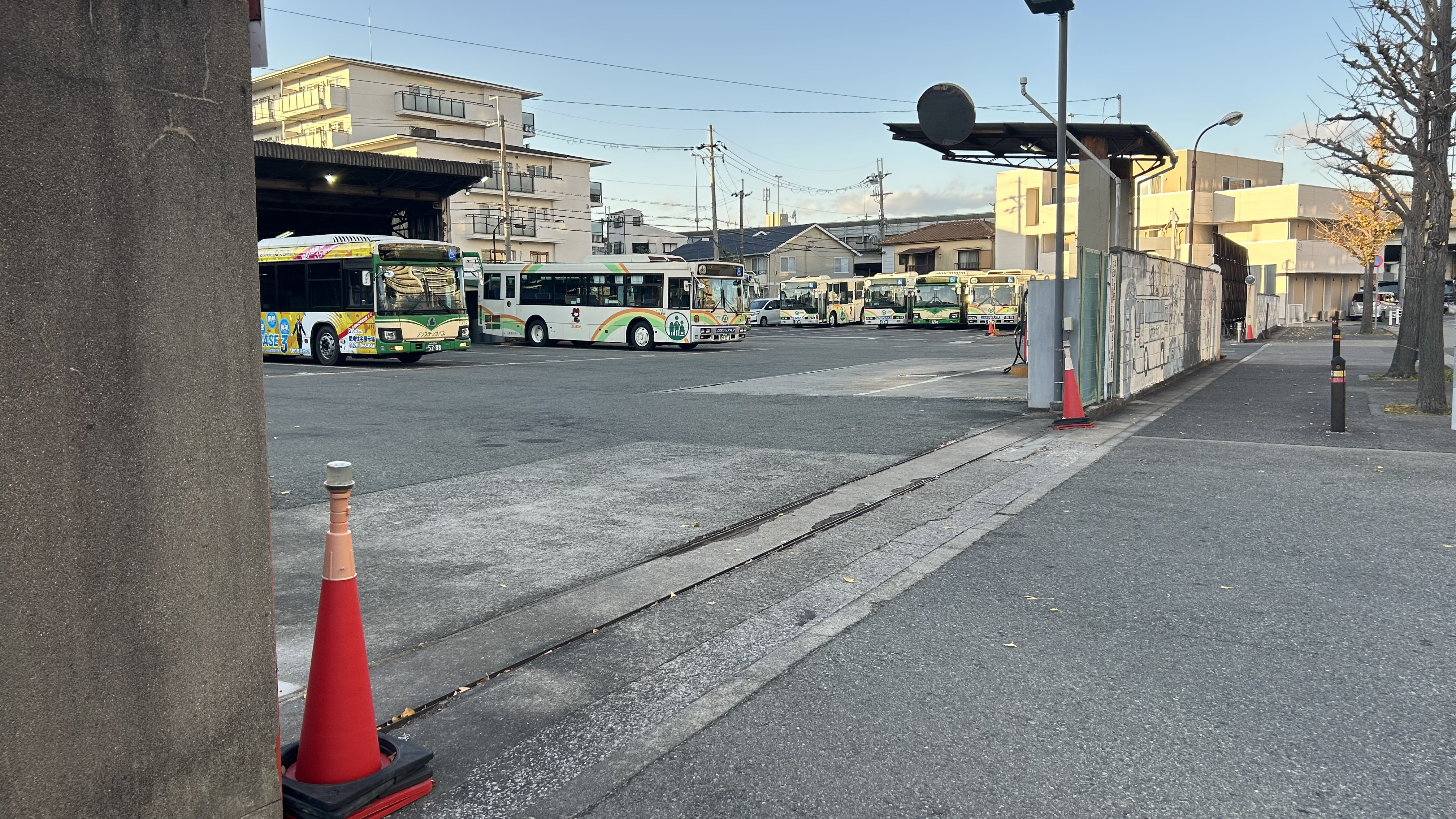
武庫営業所

- 本社
所在地： 尼崎市大庄川田町
阪神電鉄バス時代は電鉄本社（梅田→野田阪神）とは別にこの地に自動車部本部を設置していた。そのため阪神電鉄バスは兵庫県のバス事業者という扱いをされていた。尼崎浜田車庫を併設する。なお、阪神バスとしては西宮市内を先に分社化した関係で当初は西宮浜に本社を置いていたが、全面分社化により本社機能を移転し自動車部本部が本社となった。

- 尼崎営業所（浜田車庫）
所在地： 尼崎市大庄川田町108-1
最寄停留所： 尼崎浜田車庫前[注釈 4]
本社所在地にある阪神バスにおける基幹となる車庫。国道2号に面する。車庫前を通る路線（尼崎西宮線、杭瀬尼崎甲子園線、杭瀬尼崎宝塚線）はここで運転士の交代が行われる。建物はボウリング場（ボウル阪神。1968年営業開始、2013年1月27日営業終了）を併設していた。
隣接して阪神タイガース二軍がかつて本拠地として使用した浜田球場があったが、この旧浜田球場は国道線電車の車庫跡であった。敷地は広く、隣接して阪急阪神エムテックの自動車整備工場（尼崎工場。旧・阪神モータードック）もある。
2016年11月中旬より2018年8月下旬まで、前記の自動車整備工場と共に建て替え工事が行われ、延床面積合計約8,400m2の鉄骨造2階建て等が新築された[10]。浜田球場も併せて解体され、現在はその跡地に商業施設が営業中である。
担当路線：甲子園浜田車庫線、杭瀬宝塚線、尼崎宝塚線、尼崎スポーツの森線、伊丹立花線、尼崎西宮線、宝塚甲子園線、武庫川団地線、高須東線、鳴尾浜線、浜甲子園線、誠成公倫線、空港リムジン（大阪空港 - 大阪駅前・西宮線、関西空港 - 大阪駅前・尼崎・西宮線）、高速バス（神戸徳島線を除く各線）[11]

- 大阪営業所（野田車庫）
所在地： 大阪市福島区海老江一丁目
最寄停留所： 野田阪神前
大阪側の拠点として設置。この営業所に所属する車両はなにわナンバー（他は神戸ナンバー）となる。
阪神野田駅の北口にかつて広大な車庫があり、一般路線車も配置されていたが、現在はリムジンバスのみの配置。2021年現在は阪神本線のガード下に小さな車庫があり、野田阪神前バスターミナルの奥にはターンテーブルも設けられている。かつての車庫跡は、阪神国道線および阪神北大阪線の電車庫が存在した場所でもあり、今では阪神電鉄本社・ウイステ（イオンスタイル野田阪神店）等の再開発ビルになっている。

- 西宮浜営業所
所在地： 西宮市西宮浜3-20
最寄停留所： 西宮浜営業所前（旧西宮浜三丁目）
阪神バスの第一次分社化に際し、手狭となった旧西宮営業所の機能を移す形で新設された。西宮・神戸市内の一般路線を中心に担当する。敷地は100台収容可能で所属する車両数に比べ余裕がある[12]。阪神バスとして西宮市内を先に分社化した関係で当初は西宮浜に本社を置いていたが、全面分社化により本社機能を尼崎浜田車庫内の事務所に移した。
担当路線：西宮神戸線、西宮団地線、西宮甲子園線、西宮浜甲子園線、西宮浜手線、西宮浜（マリナパーク）線、西宮山手線、鷲林寺線、西宮北口線、空港リムジン（大阪空港 - 神戸三宮・USJ線、関西空港 - 神戸三宮・USJ線）、高速バス（神戸徳島線）[11]

- 西宮車庫（旧西宮営業所）
所在地： 西宮市和上町
最寄停留所： 阪神西宮
阪神西宮駅の北口にある。阪神バスの登記上の本店所在地[1]。かつては西宮市内の路線は当車庫で担当していたが、分社化により西宮浜に営業所を移しており、こちらには折返のための車庫機能のみ残されている。

- 神戸営業所
所在地： 神戸市中央区浜辺通
最寄停留所： 神戸税関前
神戸における路線バス・空港リムジンバスの折返し基地となっている。西宮神戸線の終点にあたり、同路線は営業所前の国道2号上で乗降を扱う。 塚口営業所

- 塚口営業所
所在地： 尼崎市東塚口町2-4-37
最寄停留所： 塚口営業所前[注釈 5]
元々は尼崎市交通局塚口営業所で2016年3月20日に塚口営業所を含むすべての尼崎市交通局の路線を引き継いだ。一部路線は尼崎交通事業振興に委託または共同運行。
担当路線：尼崎市内線（11・12・13・13-2・14・15・20・21・21-2・22・22-2・23・24・30・31・48-2・50・50-2・50-3・50-4・51・52・55・58・60・70・85・90・AD2・AD3番）[11]

- 武庫営業所
所在地： 尼崎市武庫豊町3-11-1
最寄停留所： 武庫営業所
元々は尼崎市交通局武庫営業所で2009年12月1日より運行管理受託を開始した。2016年3月20日に武庫営業所を含むすべての尼崎市交通局の路線を引き継いだ。
担当路線：尼崎市内線（15・40・41・41-2・43・43-2・45・46・47・47-2・48・48-2・49・55・AD1番）[11]
- その他
案内所が阪神甲子園と阪神尼崎に設けられている（かつては野田と宝塚、阪神西宮にもあったが、廃止された。宝塚の案内所機能は阪急バス案内所に統合）。阪神尼崎の案内所は尼崎市交通局時代に「市バスサービスセンター」として営業していたもので、阪神バスが引き継ぎ「阪神バスサービスセンター」として営業している。

## 沿革

### 阪国バス
現在の阪神バスの母体は、かつて「阪国バス」と呼ばれた阪神国道自動車である。同社は1928年10月8日に設立された乗合バス会社で、「マッチ王」で知られた実業家の滝川儀作、阪神電気鉄道、阪神急行電鉄、そして地元有力者達の四者が大口出資者となっていた。翌1929年4月1日、阪神国道とも呼ばれる国道2号経由の大阪・福島 - 神戸・滝道間を開業。1931年1月、滝川の持株は阪神電気鉄道に譲渡され、1932年11月18日阪神電気鉄道系の鉄道未成会社・宝塚尼崎電気鉄道を吸収合併したことで阪神国道自動車は阪神電気鉄道との関係が一層強まった。結局1945年8月、京阪神急行電鉄は阪神国道自動車の持株を阪神電気鉄道に譲渡し、阪国バスは完全に阪神電気鉄道の系列下に入った。

#### 旧阪国バスの主な路線
- 国道線： 梅田新道 - 野田阪神前 - 歌島橋 - 北杭瀬 - 玉江橋 - 西大島 - 上甲子園 - 北今津 - 札場筋 -  西宮西口(さくら夙川駅）  - 芦屋川（業平橋） - 甲南学園前 - 住吉駅前 - 徳井 - 大石川 - 敏馬 - 三宮駅前 - 神戸税関前 - 日銀前 - 三宮警察（京町筋） - 御幸通八丁目（国際会館前）
- 宝塚線： 梅田新道 - 野田阪神前 - 歌島橋 - 北杭瀬 - 玉江橋 - 西大島 - 昆陽里 - 歌劇場前 - 宝塚
1932年11月25日、上述の宝塚尼崎電気鉄道の鉄道未成線を改築した専用自動車道（西大島 - 宝塚歌劇場前間）が開通。同年12月25日より運行開始。1942年4月2日専用自動車道は兵庫県道に強制編入される（現在の兵庫県道42号尼崎宝塚線）。
- 清荒神線： 宝塚 - 清荒神
1934年9月15日に清宝自動車を買収。1976年8月廃止。対阪急の一環として買収したもの。なお清宝自動車の重役であった田中義一はそのまま阪神グループに入り、関西球界に通じていたこともあり、彼が奔走して1935年に現在の阪神タイガースが結成される。
- 尼崎海岸線：立花駅 - 今北 - 東大島 - 大庄支所前 - 祇園橋（道意神社北） - 道意六丁目 - 中浜 - 鶴町、中浜 - 又兵衛新田(大浜一丁目) - 西小学校前 - 阪神武庫川 - 川中島（丸島町） - 又兵衛新田、川中島 - 丸島 - 大浜西高洲（尼崎スポーツの森）、又兵衛新田 - 大浜西高洲 - 人造石油前（尼崎の森中央緑地）、又兵衛新田 - 尼崎築港（末広町）
- 武庫川線： 大庄支所前 - 武庫川橋 - 阪神武庫川 - 川中島 - 平左衛門町、武庫大橋 - 武庫川橋
1941年3月15日に尼崎築港（株）より譲受。1950年東大島から立花駅まで延伸。1961年6月30日廃止。
- 住吉線：呉田浜 - 阪神住吉 - 住吉駅前 - 白鶴美術館前 - 山田 - 甲南病院前
1943年2月24日に住吉商事（株）より譲受した路線だが、譲受日より休止。戦時中は燃料事情、戦後は道路の狭隘を理由に運休を続け、1950年正式に廃止。阪国バスとしては一度も運行されなかった。

### 最初の直営バス
一方、阪神電気鉄道は1929年7月23日に香櫨園駅 - 香櫨園海水浴場間で直営バス事業を開始。路線によって「甲南バス」「西宝バス」「阪神バス（旧）」「芦屋バス」等の呼称を使い分け、阪神電車の培養線として、また阪急の阪神合同バス（現在の阪急バス）に対する防衛線として機能していた。1933年3月25日、阪神乗合自動車を設立して分離。同時に淀川自動車を合併し、阪神沿線のバス事業者として路線を拡充し、営業を続けた。

#### 旧阪神バスの主な路線
- 淀川線： 長柄橋南詰 - 長柄橋北詰（柴島付近） - 木川町 - 新北野（十三付近） - 塚本 - 淀川大橋北詰 - 野田阪神前 
新淀川右岸を運行。旧淀川自動車。
- 旧国道線： 野田阪神前 - 淀川大橋北詰 - 姫島町 - 新千舟橋 - 辰巳橋（大阪シティバス佃6丁目） - 東本町 - 西本町 - 出屋敷 - 大庄支所前 - 武庫川橋 - 水天宮前（甲子園六番町） - 今津 - 本町橋（阪急バス西宮本町） - 札場筋本町（阪神バス本町） - 荒戎町 - 打出宮川 - 芦屋川（精道） - 阪神住吉 - 乙女塚 - 大石 、 岩屋 - 三宮駅前、武庫川橋 - 阪神武庫川
旧国道を運行。野田阪神前から辰巳橋までは旧淀川自動車。
- 尼崎直通線・尼崎循環線：出屋敷 - 竹谷 - 西難波 - 難波公園 - 玉江橋 - 阪神尼崎 - 神田北通 - 竹谷、阪神尼崎 - 西本町 - 築地 - 東本町 - 大物駅 - 稲川橋 - 東長洲 - 長洲東通（尼崎工業高校前） -  潮江 - 浜 - 常光寺 - 長洲東通
阪神乗合自動車成立後の1936年6月に開通。当時、尼崎市は南北連絡交通の拡充のため市営バスの運行を計画していたため、運行に当たって市と報償契約を締結していた。
- 武庫川線： 武庫大橋（西詰） - 武庫川橋（西詰） - 川西飛行場前
甲南バス名義で運行開始。武庫川右岸を運行。阪神本線以南は現在の阪神武庫川線とほぼ並行。川西飛行場は現在の武庫川団地。
- 甲子園線： 甲子園ホテル前（上甲子園） -  水天宮前（甲子園六番町）  - 甲子園 - 浜甲子園
甲南バス名義で運行開始。
- 西宝線： 本町橋（西宮市） - 西宮東口 - 西宮駅前 - 昭和園前（市民運動場前） - 広田 - 能登町 - 門戸厄神 - 仁川 - 中州 - 宝塚武庫山(宝塚南口)、中州 - 歌劇場前、昭和園前 - 昭和町 - 能登町、西宮駅前 - 阪神西宮
- 上ヶ原線： 昭和園前 - 広田神社前 - 上ヶ原 - 仁川
西宝バス名義。1931年3月31日摂津電気軌道より買収。仁川より阪急今津線に併走。
- 西宮循環線： 香櫨園駅 - 川添町 - 西宮港前（阪神バス浜町） - 札場筋浜（鞍掛町） - 札場筋本町 - 西宮札場筋 - 越水町 - 奥畑 - 満池谷 - 苦楽園口 - 西宮西口（さくら夙川駅） - 香櫨園駅、香櫨園駅 - 浜夙川橋 - 香櫨園海水浴場前、浜夙川橋 - 川添町
西宮循環バスの名義で運行。
- 芦屋線： 阪急芦屋川 - 芦屋川（業平橋） - 芦屋駅 - 浜芦屋（芦屋浜。阪急バスシーサイド西口）、芦屋駅前 - 茶屋之町 - 精道町 - 竹園町 - 伊勢町 - 松浜町
1933年1月27日、芦屋乗合自動車の営業を譲受。主に芦屋川左岸を運行。
- 十善寺線：乙女塚 - 徳井 - 十善寺口

### その他の阪神系バス
このほかに、阪神電気鉄道系の乗合バス会社として、下記の各社が存在した。

#### 阪国バス・阪神乗合以外の阪神系各社
- 大阪乗合自動車： 通称「青バス」。阪神国道電軌（のちの阪神電気鉄道国道線）の大阪方終点の西野田が市街地から離れており、その市街地へのバス連絡のため、1926年9月に阪神国道電軌と大阪乗合自動車との間で出資協約が締結され、1927年下期に阪神国道電軌は大阪乗合自動車の筆頭株主となり、大阪乗合自動車は実質上阪神電気鉄道系となっていた。しかし、提携効果が乏しかったため1933年上期までに大阪乗合自動車に対する阪神電気鉄道の持株は大量放出され、阪神電気鉄道は事実上同社から手を引いた。なお、陸上交通事業調整法に基づき1939年11月1日に同社の経営は大阪市に移り、翌1940年6月1日大阪市営バスに統合された（現在の大阪シティバス）。
- 神戸市街自動車： 通称「神戸バス」。阪神国道電軌の神戸方終点の神戸東口（敏馬）がやはり市街地から離れており、市街地へのバス連絡のため、1926年3月に未開業だった同社株式を買収。1927年11月神港タクシーを合併して神港タクシーに商号を変更の上、1928年1月に乗合バス事業を開業した。しかし、1929年9月に同社株式のすべてを宇治川電気に譲渡。以降、1931年6月同じ宇治電系の神明自動車に合併したが、陸上交通事業調整法に基づき1943年1月17日神戸市が須磨一ノ谷以東を買収（現在の神戸市バス）。残余のバス部門は山陽電気鉄道に（現在の山陽バス）、タクシー部門は神戸自動車交通（現在の神姫タクシー）にそれぞれ買収されて解散した。
- 六甲越有馬鉄道： 1928年4月に阪神電気鉄道の関連会社となっていた同社は、1932年3月10日に六甲ケーブル線を開業。ケーブル連絡のための乗合バス路線を同年7月24日には阪神新在家 - 土橋間で開業。次いで12月25日には山上路線の六甲山 - 記念碑下（記念碑台） - 植物園前 - 東六甲間、六甲山 - 天狗岩 - 植物園前間を開業した。ケーブル連絡路線は1933年11月1日神戸市に譲渡（現在の神戸市バス）。残る山上路線も戦時下の不要不急線として1941年9月1日に休止され、戦後免許を失効した。現在の六甲山上バスは同社の失効を受けて1952年4月26日に阪神電気鉄道が同一路線を新規に開業した物である。
- 摩耶鋼索鉄道： 1925年1月6日に摩耶ケーブル線と、ケーブル連絡のための乗合バス路線を上筒井 - 福住通 - 丈角橋 - 五毛天神 - 高尾間で開業。バス路線はその後1927年10月27日上筒井 - 福住通 - 丈角橋 - 篠原（阪急六甲）間、1929年6月1日高尾 - 五毛天神 - 丈角橋 - 水道筋 - 大石川 - 大石間、1930年12月27日高尾 - 五毛天神 - 丈角橋 - 篠原（阪急六甲） - 石屋川（徳井）間をそれぞれ開業したが、1934年8月5日乗合バス事業を神戸市へ譲渡した（現在の神戸市バス）。その後、摩耶駅 - 天上寺仁王門前間に専用自動車道を敷設の上、連絡バスを開業するべく準備をしていたが、頓挫している。

### 戦後復興から阪神電鉄バスへ
阪神国道自動車と阪神乗合自動車は共に戦争により甚大な被害を被った。ほとんどの設備や車両が被災するも、休業による欠損金も増加しており直ちにこれを復旧するのは無理があった。特に阪神国道自動車は宝塚線のみの運行で阪神間直通の再開が急務であったが、戦争被害の他に債務償還の済んでいない専用自動車道が強制的に兵庫県道に編入されたりして負債だけが残ったこともあり、資金調達どころか既存の借入金が経営を圧迫する状態になってしまっていて、自力での再建は困難になった。1949年11月17日、阪神電気鉄道は阪神国道自動車の営業全部を譲受して、事実上同社を救済合併した。以降、暫くは「阪国バス」の呼称のまま阪神電気鉄道直営のバス事業が再開され、電鉄本体の手で「阪国バス」が復興された。休止中の阪神乗合自動車の代わりに甲子園線や西宮市内線、芦屋線等を、六甲越有馬鉄道の代わりに六甲山上バスをそれぞれ開業し、路線を拡充した。

一方の阪神乗合自動車もそのほとんどが休止中であり、淀川線の野田阪神前から木川町までの路線を細々と運行しているのみで、実態は戦時統合で得たトラック事業とタクシー事業でしのいでおり、特にトラックの軍需輸送でつないでいた状態だった。同社は1952年12月に旧国道線と淀川線を除く大半の休止路線を廃止。トラック事業も業績が悪化したため、タクシー事業に事業を絞ることとなり、1954年5月阪神タクシーに改称。1958年5月20日休止線も含めた乗合バス事業の一切を阪神電気鉄道に譲渡し、タクシー専業となる。ここに阪神電鉄グループの乗合バス事業は一本化され、「阪国バス」は「阪神電鉄バス」となる。
この間、尼崎市営バスの開業もあり、上述の通り阪神乗合自動車は運休中の尼崎市内線を1952年12月に廃止。阪国バスも尼崎海岸線を1961年6月30日に廃止した。また、芦屋市内の路線は阪神電気鉄道が1953年7月10日に阪急芦屋川 - 芦屋浜間で再開業をしたものの、不採算のため1966年4月1日に撤退したため、尼崎市営バスの事業譲受までは阪神国道・尼宝線の他はほぼ西宮市内に路線が集中していた。
以後、阪神国道線と甲子園線、北大阪線が廃止されたことによる代替路線バスの運行などもあり、バス事業は阪神間の都市部を中心に発展することになる。

### 阪神電鉄バスから阪神バスへ
1995年に発生した阪神・淡路大震災では、被災地を走る阪神電鉄バスも運行不能となる路線が出るなど大きな影響を受けた。代替バスの運行や定時性が確保できないため尼崎神戸線が一時期西宮を境に分断されたほか、震災によって沿線の人口が変わるなどしたため利用者が減少、採算も悪化した。その間、2002年には先述のように運賃210円均一の導入もし、利便性の向上も図った。
このため、2005年12月14日に分離子会社として阪神バス株式会社が設立された。まず、2006年6月14日から阪神西宮発着の一般バス路線 と三宮 - HAT神戸の路線を新設された西宮浜営業所を拠点に分社化し、2007年からはユニバーサル・スタジオ・ジャパン発着の空港リムジンバスも同社に移管された。
その後、阪神バスは設立時より黒字を計上できるほどに採算が改善されたことから、2009年4月1日より会社簡易分割により阪神電鉄直営の全てのバス路線を継承し、阪神電鉄バスは阪神バスへと生まれ変わった。同時に路線再編、ダイヤ改正、一部停留所名の変更も実施した。

### 尼崎市交通局バス路線の譲受
2008年11月、尼崎市交通局が経営の合理化の目的で、路線の運行を含む武庫営業所の業務について、管理委託事業者を公募。2009年1月に事業者としていったんは阪急バスに決定するも、運転手の処遇を巡る問題により中止され、かわって2009年12月1日より阪神バスが受託することとなった。
この後、6年あまりが経過した2016年3月20日には、尼崎市よりバス事業の移譲を受け、尼崎市内線として運行を開始した。
移譲にあたっては、路線の減便や廃止、値上げといった、民営化の弊害が懸念されたことから、尼崎市バスの路線や運賃制度などのサービスについて、移譲後3年間は変更せず維持する規定が盛り込まれた。
乗車方式やサービスの提供内容に差異が生じるため、尼崎市内線を除いた従前よりの阪神バスの一般路線には総称として阪神線の名称が与えられ、それぞれ区別されることとなった。
2017年3月31日には、旧尼崎市交通局から移譲され、尼崎市内線でのみ運用していたバスロケーションシステムを阪神線にも拡大した。システムには、ジョルダン株式会社の「MovEasy」が採用され、同時に尼崎市内線のシステムも更新された。

## 高速バス
同社が運行する高速バス・空港リムジンバスにはサラダエクスプレスの愛称名が付いている。

### 夜行路線

#### 中国方面
- 大阪梅田・神戸三宮 - 浜田・益田・津和野（石見交通と共同運行）

#### 四国方面
- 大阪梅田・神戸三宮 - 宇和島・大洲・卯之町・城辺（宇和島自動車と共同運行）（昼・夜運行）
- 大阪梅田・神戸三宮 - 川之江・新居浜・西条・今治（せとうちバスと共同運行）（昼・夜運行）

### 昼行路線

#### 四国方面
- 大阪梅田・なんば - 鳴門・徳島（南海バス・阪急バス・徳島バスと共同運行）
- 神戸三宮・舞子 - 鳴門・徳島（神姫バス・山陽バス・徳島バスと共同運行）
- 大阪梅田・神戸三宮 - 大洲・卯之町・宇和島（宇和島自動車と共同運行）
- 大阪梅田・神戸三宮 - 川之江・新居浜・西条・今治（せとうちバスと共同運行）

### 近畿地方内
- 大阪 - 三田線
  - 大阪梅田（ハービスOSAKA）→（直行）→関西学院大学（関学EXP）
  - 大阪梅田（ハービスOSAKA）→弥生が丘5丁目→ゆりのき台4丁目
  - 関西学院大学→（直行）→大阪梅田（ハービスOSAKA）
  - 関西学院大学→ゆりのき台4丁目→大阪梅田（ハービスOSAKA）

2021年4月1日に神姫バスが2018年から運行している大阪 - 三田間の路線へ2往復参入。同社と合わせて平日34往復・土休日32往復を運行。なお阪神バス便は神姫バス便と異なり新大阪駅北口へは乗り入れないほか、三田市内のみの乗降は不可。2022年4月1日より増便となり2社で平日87便、土休日76便となる（阪神便は平日大阪発7便、三田発6便、土休日大阪発4便、三田発3便）。
運賃は神姫バスと同じであるが、運行に参入した当初は同社と異なり乗車時の車内発券方式となっていた（現金またはPayPayでの決済）。神姫バスが発行する「NicoPa」は決済では利用できないが、所持している場合はNiCoPa割引運賃適用としていた（この場合も現金またはPayPayでの決済）。
2022年7月11日より、運賃支払方式は神姫バスと同じとなり、降車時支払い（乗車時整理券発行）への変更およびNiCoPaおよび交通系ICカード（乗降時にそれぞれカードリーダーにタッチ）での決済が可能になった一方で、PayPayでの決済は中止となった。

## 空港リムジンバス路線
大阪国際空港路線は、阪急系の阪急観光バス（旧・大阪空港交通）とともに、早くから参入。現在は、大阪梅田・神戸三宮に限らず阪神間の都市発着も運行する。関西空港路線は、開港時に神戸・尼崎・大阪梅田路線を開設。のちに西宮やUSJが加わった。2006年に開業した神戸空港発着の路線があったが、短期間で運行休止となった。

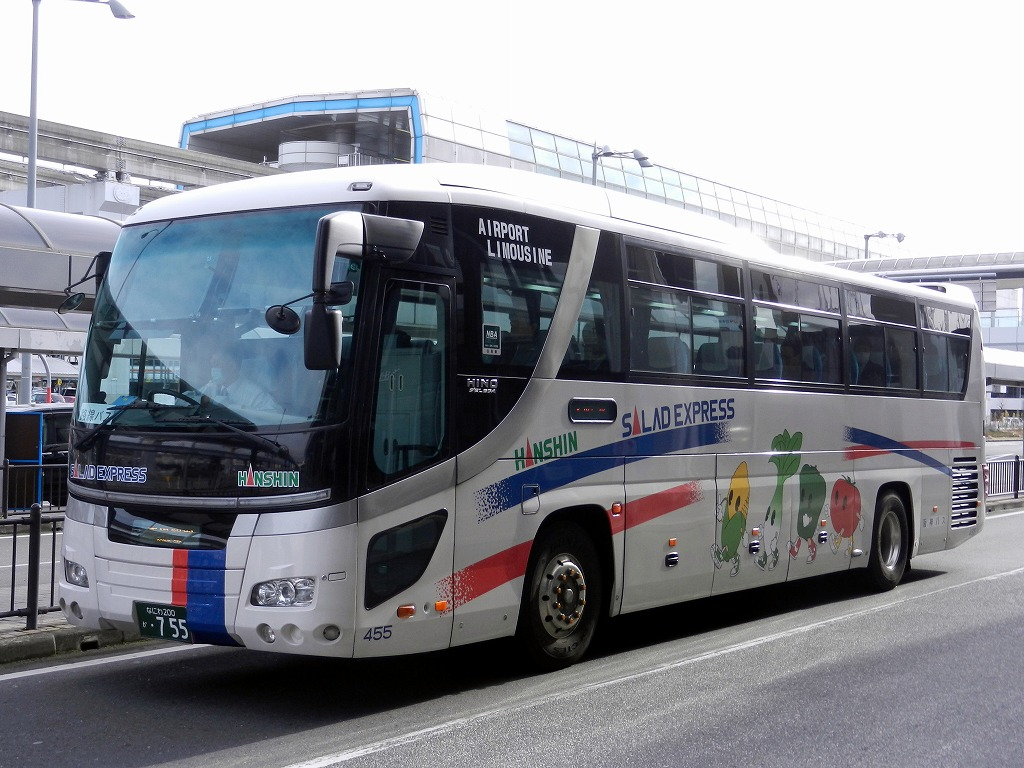
大阪国際空港（伊丹）発着路線

### 大阪国際空港（伊丹）発着路線
- ユニバーサル・スタジオ・ジャパン - 大阪国際空港（阪急観光バス、近鉄バスと共同運行）
- 梅田マルビル - 大阪国際空港（阪急観光バスと共同運行）
- ホテル阪神（一部便）・ハービスOSAKA - 大阪国際空港（単独運行）
- 西宮北口駅・阪神甲子園 - 大阪国際空港（阪急観光バスと共同運行）
- 神戸三宮（交通センタービル） - 大阪国際空港（阪急観光バスと共同運行）

### 関西国際空港発着路線
- ユニバーサル・シティウォーク大阪・ユニバーサル・スタジオ・ジャパン・海遊館（天保山）・グランドプリンスホテル大阪ベイ・ポートタウン東駅 - 関西国際空港（近鉄バス、関西空港交通、南海バスと共同運行）
- 新阪急ホテル・ハービスOSAKA - 関西国際空港（阪急観光バス、関西空港交通と共同運行）
一部便はウェスティンホテル大阪、ホテル阪急インターナショナル、ヒルトン大阪、千里ニュータウン、千里中央まで延長
- JR尼崎・阪神尼崎 - 関西国際空港（関西空港交通と共同運行）
- 西宮北口駅・JR西宮・阪神西宮 - 関西国際空港（阪急観光バス、関西空港交通、南海バスと共同運行）
- 神戸三宮（交通センタービル）・六甲アイランド（一部便） - 関西国際空港（阪急観光バス、関西空港交通と共同運行）

## 一般路線

### 阪神線
2016年3月に尼崎市交通局移譲路線が「尼崎市内線」として加わったことに伴い、既存の阪神バス路線は「阪神線」の名称で区別されている。阪神線は後乗り前降りで運賃後払いで両替方式である。

#### 尼崎営業所担当

##### 尼崎西宮線
- 阪神尼崎 - （西宮方面のみ阪神尼崎駅北） - 尼崎浜田車庫前 - 西大島 - 国道上甲子園 - JR西宮駅前 - 阪神西宮
- （出入庫）阪神尼崎 - （浜田車庫方面のみ阪神尼崎駅北） - 尼崎浜田車庫前
- （出入庫）尼崎浜田車庫前 - 西大島 - 国道上甲子園 - JR西宮駅前 - 阪神西宮

元は尼崎と神戸を結んでいた尼崎神戸線であった。同路線は長距離（24km）ゆえに定時性の確保が難しくなっていたため、2009年4月1日の分社化に際し、定時性確保の観点から路線分割により芦屋までの運行（12km）とし、これとは別に西宮からの西宮神戸線を設定した。芦屋市内路線の撤退後、阪神芦屋には阪神バスの単独路線はなく、業平橋停留所とともに阪急バスの停留所に併設される形となった。運行間隔は尼崎神戸線時代は10分毎であったがのち12分毎となり、さらに15分毎へと減便した（西宮戎 - 芦屋川間では西宮神戸線が加わるため増便）。起点と終点付近を除き、国道2号を走行する。この路線分割により、利用する停留所によっては乗り換えが発生（尼崎芦屋線の阪神尼崎 - 西宮市役所前と西宮神戸線の津知 - 神戸税関前の相互間）し、これに対する乗継割引も設定されていないため、運賃も分割前（大人210円、子供110円）の約2倍（大人420円、子供220円）になった。2013年10月1日改正より阪神芦屋発着は朝夕のみとなり昼間は阪神西宮折返しとなり約20分毎への減便も行われた。2022年12月18日改正で、阪神芦屋発着便が休止となり（これに伴い業平橋と阪神芦屋停留所も休止）、終日阪神西宮発着となるとともに終日1時間2便（概ね30分毎）に減便された。同時に路線名称も「尼崎西宮線」と改称している。これにより、阪神電鉄バス時代に直通していた尼崎 - 神戸間の路線は完全に西宮を境に分かれる格好となった。2025年時点では、平日日中では3時間近く運行されない時間帯もあるなど大幅に減便されている。

##### 甲子園浜田車庫線
- 阪神甲子園 - 鳴尾高校前 - 西大島 - 尼崎浜田車庫前

元・野田尼崎甲子園線。2024年1月13日ダイヤ改正時に路線名が変更された。

##### 尼崎スポーツの森線

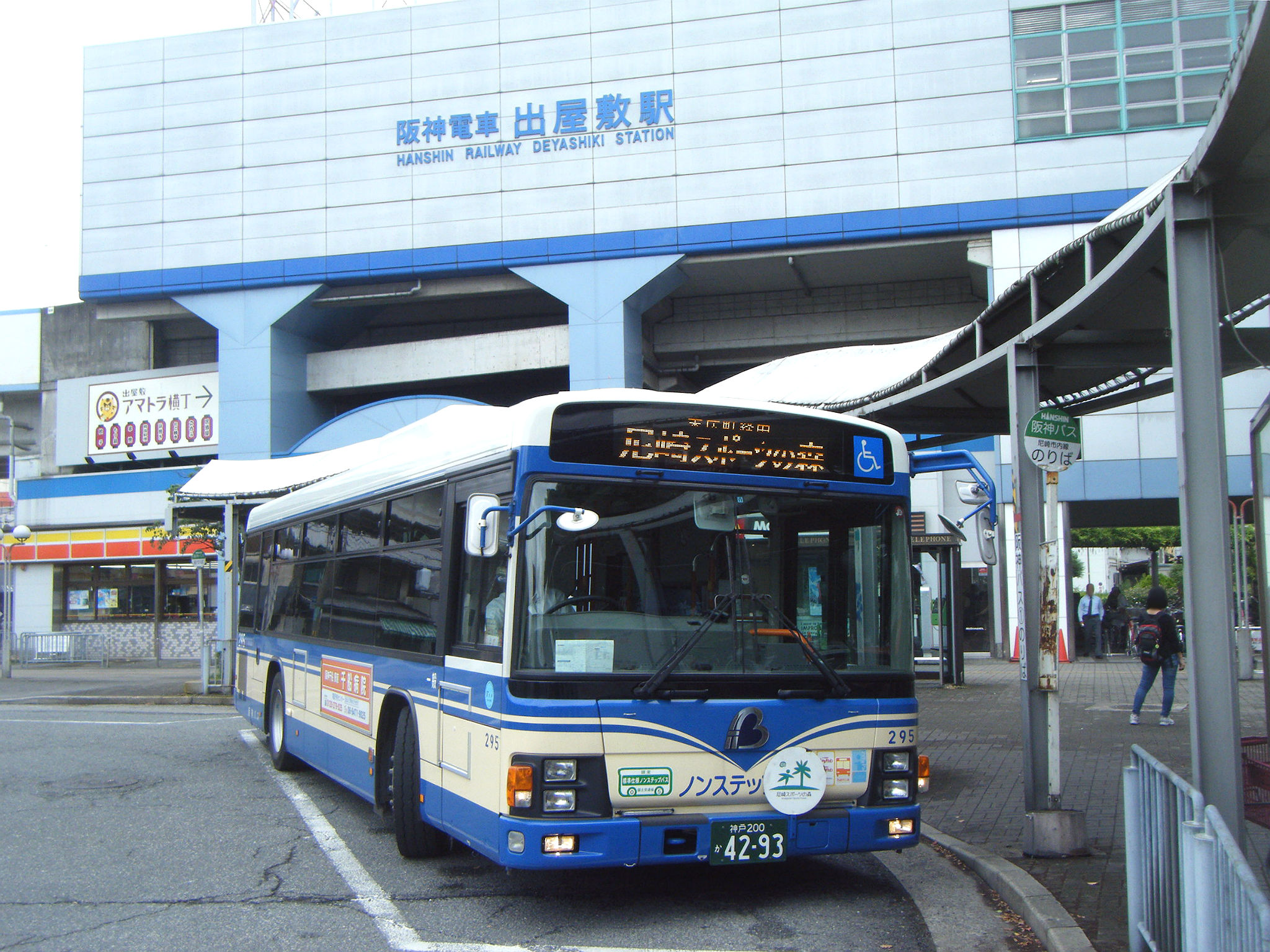
尼崎スポーツの森行（阪神出屋敷）

- 阪神出屋敷 - 高洲 - 中浜 - 鶴町 - 尼崎テクノランド前 - 末広町 - 尼崎スポーツの森

2006年に阪神尼崎から難波、出屋敷を経由して尼崎スポーツの森まで開設。尼崎市南部に出来た尼崎の森中央緑地の中にあるスポーツ施設である尼崎スポーツの森へのアクセス路線である。なお、尼崎市内線（旧・尼崎市交通局。市バス）もこのエリアへの乗り入れ路線があるほか、尼崎・西宮市内からスポーツの森が独自に送迎バスを運行していることもあり、当路線はその選択肢の一つとなっている。平日ダイヤでの運行も行われていたが、2018年5月14日から土休日ダイヤのみの運行に変更となった。
開設当時、隣接地には工都尼崎再生のシンボルと目されたパナソニック プラズマディスプレイ（以下、パナソニックPDP）尼崎工場が設置され、パナソニックのプラズマディスプレイ事業撤退により2014年に閉鎖されるまで同工場へのアクセス目的も併せ持っていた。
阪神出屋敷 - パナソニックPDP間は、市バス（路線番号・85番）と共同運行となり、阪神出屋敷は駅北口の市バス乗り場を共用（既存の路上にある「出屋敷」停留所にも停車するが、市バスは通過）している。2008年10月15日より阪神出屋敷 - パナソニックPDP間無停車の直行便が1往復のみ開設（土休日は臨時便も設定。市バスも1往復運行）された。この時点で乗降方式（阪神は後乗り前降り、市バスは前乗り後降り）や運賃（阪神は大人210円、市バスは大人200円） の違いはそのままで運行されていた（後述の通り2016年2月1日より尼崎特区の新設により運賃は市バスに合わせられた）。これに伴い、当路線と市バスの両方に乗車できる共通回数券も設定された。この回数券は市バスは全線で利用できるが、阪神は出屋敷 - パナソニックPDP前間に限り利用できた。
2010年4月26日のダイヤ改正で、阪神尼崎 - 阪神出屋敷間を廃止、阪神出屋敷 - 尼崎スポーツの森間を増便した。この時点ではパナソニックPDP折返便は夜間および土休日の朝に運行されていた。
2012年10月28日のダイヤ改正で減便され、パナソニックPDP折返便は平日朝の阪神出屋敷発の4便のみとなった。
2014年4月1日、パナソニックPDP尼崎工場の閉鎖に伴い、「パナソニックPDP前」の停留所名が「末広町」に改称された。なお市バスは、一足早く3月1日付けで変更している。
市バスから移譲を受けた後の2016年3月22日から、尼崎スポーツの森線であった阪神出屋敷 - 末広町間の便は、尼崎市内線85番に車種変更という形で統合されたが、尼崎スポーツの森発着便は阪神線のまま運行を継続している。出屋敷駅でののりばも同じであるが、出屋敷（路上）停留所については引き続き阪神線の便だけが停車している。また、経路上にある西宮尼崎線（および2016年まで末広町着で運行していた宝塚ローカル線）が停車する、高洲停留所には当初停車しなかったが2018年現在は停車している（阪神尼崎始発だった頃は昭和南通七丁目と竹谷小学校前も通過していた）。

##### 尼崎宝塚線

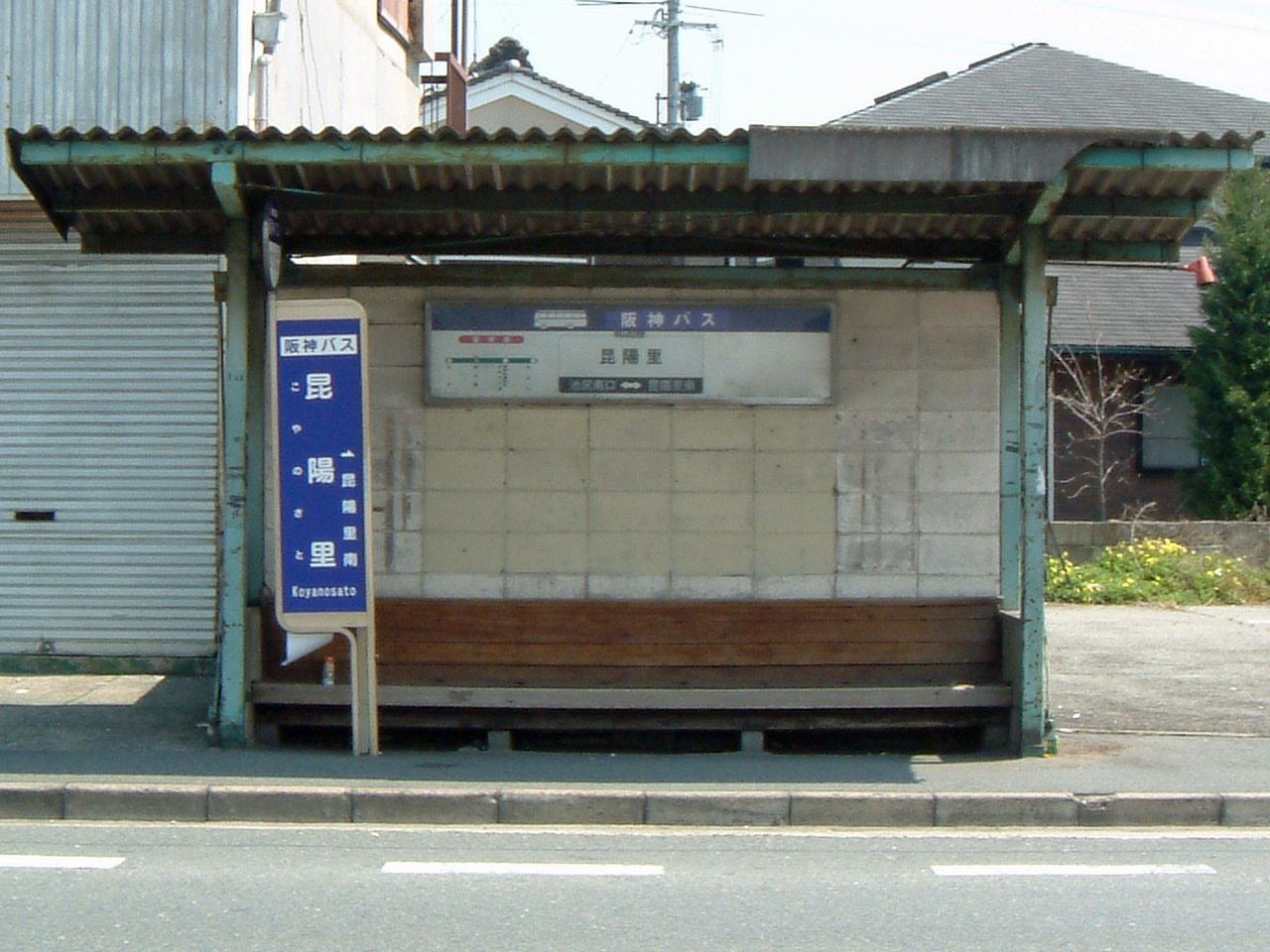
昆陽里バス停（2009年4月6日撮影）
尼崎市内・西宮市内とJR・阪急宝塚を結ぶ複数路線の一部の区間便はここを起終点とする。阪神電鉄バスから阪神バスへ路線が移管されたことにあわせ、標柱は刷新された。

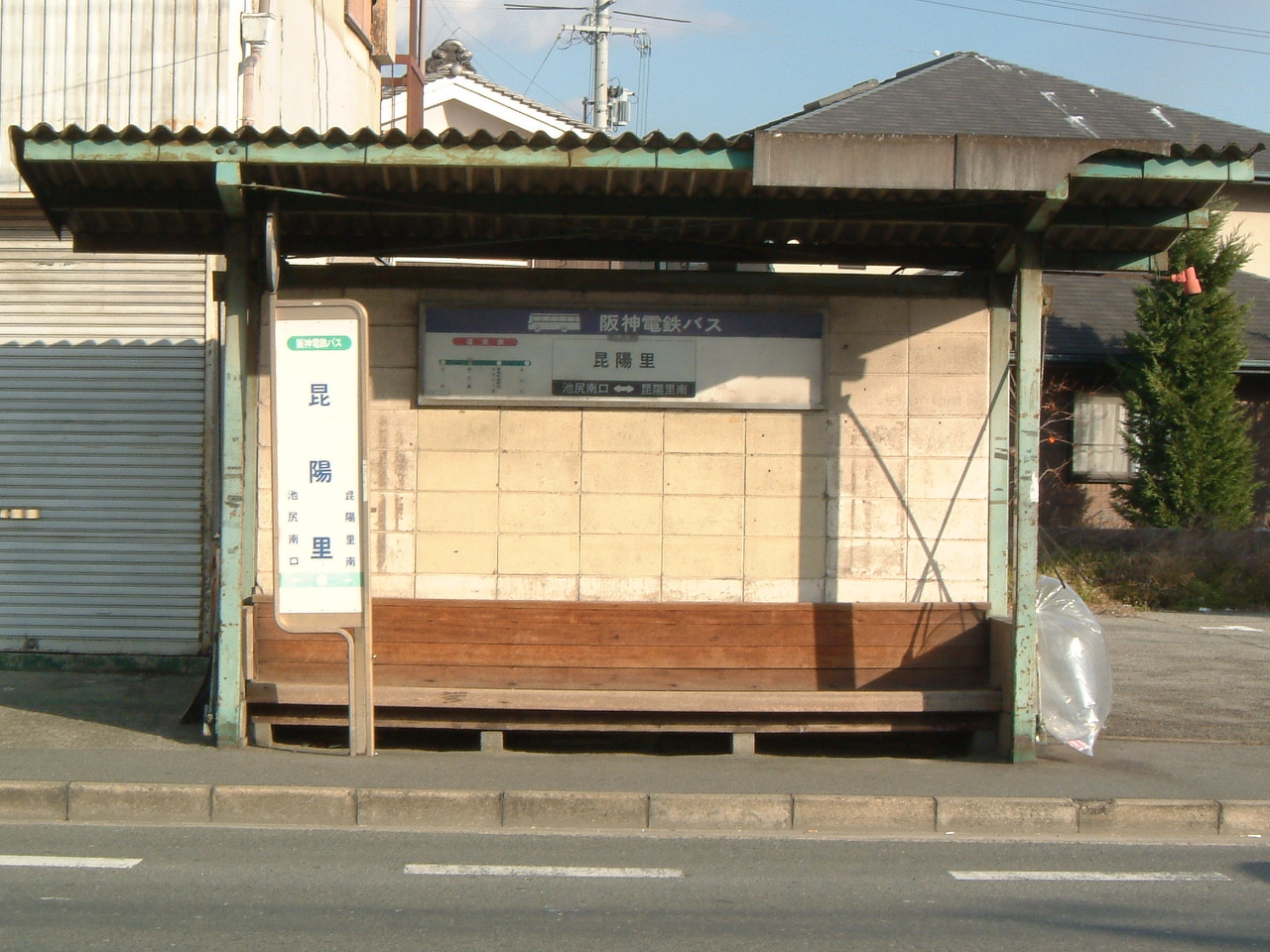
阪神電鉄バス当時の昆陽里バス停（2009年1月14日撮影）
昆陽里は、標柱とは別に駅名標を模した標識が掲示されている数少ない停留所の一つでもあった。かつては標柱が設置されておらず、時刻表も駅名標を模した標識の部分に掲出されていた。

- 阪神尼崎  - （宝塚方面のみ阪神尼崎駅北）- 尼崎浜田車庫前 - 西大島 - 昆陽里 - 西野 - 安倉 - 小浜 - 宝塚
- （区間便）阪神尼崎 - 尼崎浜田車庫前 - 西大島 - 昆陽里 - 西野 - 安倉団地
- （出入庫）尼崎浜田車庫前 - 西大島 - 昆陽里 - 西野 - 安倉 - 小浜 - 宝塚
- （出庫便）尼崎浜田車庫前 → 難波 →  阪神尼崎

阪神尼崎から伊丹市の西側を通り阪急電鉄・JR西日本の宝塚駅に至る路線を運行する幹線。西大島まで国道2号、ここから小浜までは未成線に終わった宝塚尼崎電気鉄道の線路敷を流用した尼宝線、さらに宝塚まで国道176号を走行する。宝塚停留所の乗場はJR駅側にある。
阪神尼崎駅北（復路は東難波） - 宝塚間では昼間時でも10分毎と便数が多く、沿線に駅が少ないこともあり区間利用も多い。なお、途中に武庫荘駅西口（「之」が入らない）という停留所があるが、武庫之荘駅までは遠く、乗り換えに適しているとはいいがたい。また、昆陽里（こやのさと）停留所は阪急バスと伊丹市交通局も同名の停留所を設けているが当路線の停留所はこの2事業者が設置している同名の停留所（阪急バスは「昆陽ノ里」表記）からは若干、離れた場所にある。なお、伊丹市交通局の昆陽里北停留所は阪神バスの昆陽里の宝塚方面停留所と同じ場所にある。2007年から小浜 - 宝塚間を並行する阪急バス空港宝塚線が当路線の停留所に停車するようになった。
かつては、当路線も大阪市からの直通であったが、のちに野田阪神前まで短縮（さらに野田阪神前発着は朝夕のみとなり）、2002年の改編で野田阪神前への乗り入れは廃止された。安倉団地（あくらだんち）発は朝に運行されている。

##### 杭瀬宝塚線
- 阪神杭瀬駅北 - 阪神尼崎駅北 - 尼崎浜田車庫前 - 西大島 - 昆陽里 - 西野 - 安倉 - 小浜 - 宝塚
- （区間便）安倉団地 → 西野 → 昆陽里 → 西大島 → 尼崎浜田車庫前 → 阪神尼崎駅北 → 阪神杭瀬駅北
- （出庫便）尼崎浜田車庫前 → 難波 → 阪神尼崎駅北 → 阪神杭瀬駅北

尼崎宝塚線とほぼ同様だが、尼崎側の発着駅が杭瀬駅となっている。
阪神杭瀬駅北は杭瀬駅近くの国道2号上にある。

##### 宝塚甲子園線
- 宝塚 - 宝塚市立病院前 - 安倉団地 - 西野 - 昆陽里 - 西大島 - 鳴尾高校前 - 阪神甲子園 - 甲子園八番町 - 鳴尾浜（循環）
- 宝塚 - 宝塚市立病院前 - 安倉団地 - 西野 - 昆陽里 - 西大島 - 鳴尾高校前 - 阪神甲子園
- （区間便）宝塚 - 宝塚市立病院前 - 鳥島 - 宝塚安倉団地 - 宝塚（循環）
- （出入庫）宝塚 - 宝塚市立病院前 - 安倉団地 - 西野 - 昆陽里 - 西大島 - 尼崎浜田車庫前
- （区間便）安倉団地 - 西野 - 昆陽里 - 西大島 - 鳴尾高校前 - 阪神甲子園 - 甲子園八番町 - 鳴尾浜（循環）
- 阪神甲子園 → 宝塚市立病院前 → 宝塚（直行便、阪神甲子園球場での土曜・休日のプロ野球公式戦ナイター開催日[注釈 12]のみ試合終了20分後を基準に発車）

阪急・JR宝塚駅前から阪神甲子園駅までの路線で、もとは高校野球観戦客向けの臨時バスとして昆陽里や安倉団地まで運行されていたものが、1985年から通年運行になったもの。同時に宝塚市立病院を経由し宝塚まで運行するようになった。鳴尾浜へ向かうのは朝にわずかにあるだけで（宝塚発着1往復と安倉団地発1回）、他は甲子園までの運行。2005年からららぽーと甲子園への足として、土休日の日中に宝塚から甲子園の間に臨時便を運行している。他に、朝夕（土休日は朝のみ）に宝塚と安倉団地を循環する系統が運行される。また、阪神甲子園球場で開催されるプロ野球タイガース公式戦のうち土曜・休日のナイター開催日のみ試合終了20分後を基準に直行便の運行が行われている（但し試合時間が長引いた場合は、試合終了を待たず22:00に発車）。なお、LED式行先表示を採用する前は方向幕の色を緑にしていた（甲子園・鳴尾浜発着系統のみ）。これは鳴尾浜方面は甲子園八番町経由であることを示す意味合いとともに、安倉団地経由であることを示すための識別であった。

##### 伊丹立花線
- 金井町 - 西野 - 昆陽里 - 武庫の郷 - 阪急武庫之荘 (北) - 富松城跡 - 裁判所 - JR立花 (上)
- 金井町 - 西野 - 昆陽里 - 武庫の郷 - 阪急武庫之荘 (北)

2018年3月24日に運行開始した、宝塚市の金井町を起点に伊丹市域から阪急武庫之荘駅・JR立花駅とを結ぶ路線。尼崎市内線以外では、唯一阪急武庫之荘・JR立花へ乗り入れる路線。JR立花発着は昼間のみで朝及び夕方以降は阪急武庫之荘発着。阪神線に属しているため、尼崎特区内のみの利用であっても尼崎市内線専用のバスカードや一日乗車券は使用不可。

##### 武庫川団地線
- JR甲子園口 - 甲子園商店街（JR甲子園口発）／戸崎町（JR甲子園口行き） - 県道上甲子園 - 阪神甲子園 - 甲子園八番町 - ららぽーと甲子園南 - 武庫川団地南
- 武庫川団地南 → 武庫川女子大学前 → 阪神鳴尾駅前 → 阪神甲子園 → 県道上甲子園 → 戸崎町 → JR甲子園口
- JR甲子園口 - 学文中学校前 - 小松西町 - 武庫川女子大学前 - 武庫川団地南

1970年代後半に開発されたレインボータウン武庫川団地への路線である。元々はこの地区にあった工場の従業員輸送に従事するための阪神甲子園 - 東浜（廃止）間の往復便であったが、工場跡地を団地として開発したことから、住民の足へと生まれ変わった。循環路線である高須東線とは異なり、武庫川団地南止まりである。日中は1時間にJR甲子園口発着と阪神甲子園発着がそれぞれ1本ずつ、30分間隔で運行される。阪神甲子園以南は甲子園八番町（臨港線）経由と阪神鳴尾駅前（国道43号）経由との2経路があるが、阪神鳴尾駅前はJR甲子園口行きのみ経由する。2019年3月23日のダイヤ改正で小松西町停留所を新設し、阪神甲子園を経由せず市道小曽根線を経由するショートカットの路線の小曽根線経由を開設したため3つのルートが混在することになった。阪神甲子園を経由しないルートについては、週末を中心にららぽーと甲子園周辺の道路で渋滞が発生することが多く遅延が頻発していたことや、阪神本線武庫川駅 - 甲子園駅間が高架化したことで交差する市道小曽根線の渋滞が緩和されたことからJR甲子園口発着便の遅延回避を目的としたものである。
かつての方向幕時代は、宝塚甲子園線と同様に甲子園八番町経由が緑色の幕になっていた。

##### 高須東線
- JR甲子園口 - 甲子園商店街（JR甲子園口発）／戸崎町（JR甲子園口行き） - 県道上甲子園 - 阪神甲子園 - 甲子園八番町 - ららぽーと甲子園南 → 武庫川団地南 → 高須東（第二 → 第一） → 武庫川団地駅前 （循環）
- JR甲子園口 - 甲子園商店街（JR甲子園口発）／戸崎町（JR甲子園口行き） - 県道上甲子園 - 阪神甲子園 - 阪神鳴尾駅前 - 武庫川女子大学前 → 武庫川団地南 → 高須東（第二 → 第一）→ 武庫川団地駅前（循環）
- JR甲子園口 - 学文中学校前 - 小松西町 - （兵庫医科大学病院前※平日日中のみ経由） - 鳴尾東小学校前 - 武庫川女子大学前 → 武庫川団地南 → 高須東（第二 → 第一）→ 武庫川団地駅前（循環）

高須東線は、2001年に武庫川団地の東側を循環する路線として開設された路線で、武庫川団地南から先、武庫川団地駅前を経て、甲子園方向を目指す循環路線である。阪神甲子園発着の区間便もある。従来からの甲子園八番町経由と阪神鳴尾駅前経由に加えて、こちらも2019年3月23日のダイヤ改正でJR甲子園口から阪神甲子園を経由しないショートカットの路線の小曽根線経由を新設したため、3つのルートが混在している。2024年2月23日より兵庫医科大学病院前停留所を新設、平日日中の小曽根線経由便が経由するようになった。

##### 鳴尾浜線
- JR甲子園口 - 甲子園商店街（JR甲子園口発）／戸崎町（JR甲子園口行き） - 県道上甲子園 - 阪神甲子園 - 甲子園八番町 - ららぽーと甲子園南 - 武庫川団地中央 - 鳴尾浜（循環）
- （区間便）阪神甲子園 - 甲子園八番町（一部鳴尾浜行きのみ阪神鳴尾駅前） - 武庫川団地中央 - 鳴尾浜（循環）
- JR甲子園口 - 甲子園商店街（JR甲子園口発）／戸崎町（JR甲子園口行き） - 県道上甲子園 - 阪神甲子園 - 阪神鳴尾駅前 - 武庫川女子大学前 - 武庫川団地中央 - 鳴尾浜（循環）
- JR甲子園口 - 学文中学校前 - 小松西町 - 武庫川女子大学前 - 武庫川団地中央 - 鳴尾浜（循環）

甲子園の南方、阪神タイガースの二軍が2024年まで本拠地として使用した阪神鳴尾浜球場、企業の工場などがある鳴尾浜地区への路線。武庫川団地中央を出ると、陸橋を超えて鳴尾浜へ入るため、武庫川団地線の武庫川団地南や武庫川団地駅前は経由しない。2019年3月23日より、武庫川団地線・高須東線と同様、阪神甲子園を経由しない路線を開設したため、3つのルートが混在している。なお、鳴尾浜西には阪神電車を製造していた武庫川車両工業の工場もあった。また、鳴尾浜南第二停留所前にはかつて甲子園高速フェリーの乗り場があり、当時は「フェリー前」という停留所であった。

##### 浜甲子園線
- JR甲子園口 - 甲子園商店街（JR甲子園口発）／戸崎町（JR甲子園口行き） - 県道上甲子園 - 阪神甲子園 → 南甲子園一丁目 → 浜甲子園三丁目 → 浜甲子園（循環）
- （区間便）阪神甲子園 - 南甲子園一丁目 - 浜甲子園三丁目 - 浜甲子園（循環）

JR甲子園口から阪神甲子園を抜けて甲子園九番町交差点まで甲子園筋をそのまま南下し、そこから右折して臨港線を通り、甲子園競輪場があった南甲子園一丁目を抜けて南甲子園交差点で左折し西宮市道中津浜線を南下し、大規模マンション横の交差点を左折し浜甲子園三丁目を通り、再び甲子園筋に出たあと浜甲子園、阪神甲子園と通り、JR甲子園口へと戻る循環路線。ただし、一部の区間では西宮甲子園線や西宮団地線と重複しているため、多くの停留所では両方向にバスが来ていることになる。メインのJR甲子園口発の循環系統が終日運行され（昼間時20分毎）、その補完として阪神甲子園発の循環系統が昼間時を除く時間帯に運行されている。かつての路面電車・阪神甲子園線と並行していた路線であり、甲子園線の廃止後は上甲子園 - 浜甲子園間の区間便も運行されていた。区間便末期は早朝に浜甲子園始発の数本のみの運行だった。区間便始発の浜甲子園ののりばは県道上ではなく、そこから少し南にある転回場の中にあった。2009年4月の改編以前は、循環経路は17時以降、逆回りで運行されていた。

##### 誠成公倫線
- 阪神甲子園 - 誠成公倫会館（直行便）

1992年9月に宗教法人誠成公倫会が西宮市東浜町に施設を開設したことから、運行を開始した。施設は阪神西宮からの方が近いが、阪神バスは阪神甲子園発着となっている（阪神西宮からでは阪急バス西宮市内線の一部を利用する）。元々休館日は運休していたが、2024年2月のダイヤ改正より土曜・休日のみの運行となり（休館日は運休）、平日も運休となった。なお、誠成公倫会とは関係のない者も乗車できる。

#### 西宮浜営業所担当

##### 西宮団地線
- 阪神西宮 - JR西宮駅南口 - 阪神国道駅前 - 県道上甲子園 - 阪神甲子園 → 武庫川女子大薬学部前 → 武庫川女子大附属中高前 → 団地第二〜第七 → 浜甲子園（循環）
- （区間便）阪神甲子園  → 武庫川女子大薬学部前 → 武庫川女子大附属中高前 → 団地第二〜第七 → 浜甲子園（循環）

西宮団地線は、阪神西宮と浜甲子園団地を結ぶことからこの名称となった。行先表示には「浜甲団地」と略される。甲子園地区路線の中で、当該路線と西宮甲子園線は西宮浜営業所の所属車両が運行にあたっている。阪神西宮発着は概ね朝から夕方にかけて運行し、それを補完する形で早朝と夕方から深夜に阪神甲子園発着便が運行されている（阪神西宮発は19時台が最終。朝ラッシュ時は12分毎、昼間時以降は20分毎）。阪神西宮発着便はJR西宮駅付近の国道2号やららぽーと甲子園付近の渋滞の影響で、土曜・休日の昼間時を中心に5〜10分程度の遅延がしばしば起こっている。かつては朝の通勤時の臨時便として団地第一（現・武庫川女子大付属中高前）を始発し団地第四（のちに厚生年金スポーツセンター前 → 現・浜甲子園運動公園前）を通過した後、団地第五方向へ右折せずに直進し、団地第五 - 団地第七を経由せずに浜甲子園へショートカットする便や、昼間時含め多数の甲子園発着便があったが、団地の住民が減ったこともあり減便された。
また、浜甲団地内で歩道の大幅整備工事が行われた際に団地第三と団地第四の停留所が使用不能となったため、コープ浜甲団地店（当時）北側に「臨時団地第二」という臨時の停留所を設け、団地第二 → 臨時団地第二 → 団地第六という運用を行ったことがあった。
2014年12月25日のダイヤ改正以降、循環経路が一部変更となり、それまでの甲子園筋から甲子園九番町交差点で左折して甲子園八番町・ららぽーと甲子園南・西宮東高校前（臨港線）を経由していたルートから、浜甲子園1丁目北交差点から左折して武庫川女子大学浜甲子園キャンパス（薬学部）、同附属中学校・高等学校の前を経由するルートとなった。

##### 西宮山手線
- （1：西回り）阪神西宮 → 満池谷 → 甲陽園駅前 → 新甲陽 → 広田神社前 → 阪神西宮
- （1：西回り）阪神西宮 → 満池谷 → 甲陽園駅前 → 新甲陽 → 広田神社前 → JR西宮 → 阪神西宮
- （2：東回り）阪神西宮 → 広田神社前 → 新甲陽 → 甲陽園駅前 → 満池谷 → 阪神西宮
- （2：東回り）阪神西宮 → JR西宮 → 広田神社前 → 新甲陽 → 甲陽園駅前 → 満池谷 → 阪神西宮
- （平日朝1便のみ）阪神西宮 → 広田神社前→ 新甲陽口 → 大師道（甲山大師道上・降車専用）→ 新甲陽 →広田神社前 → 阪神西宮

阪神西宮から、高級住宅街の山手エリアに足を伸ばす路線。循環線で西回り・東回り両方があるが、利用者が遠回りになるのを防ぐため、識別の番号が振られている。阪神線では基本的に系統番号を設けていないので、この路線は例外的な扱いといえる。JR西宮（北口）は、朝 - 昼間の西回りと午後以降の東回りの一部便が経由。住宅地の狭隘な道を進むため、途中経路沿いには「阪神バス徐行」の看板が建てられている。両回りとも昼間時は20分毎の運行。2022年5月23日のダイヤ改正時より経路となっている万葉苑筋の配水管布設替工事に伴い、常磐町停留所付近を迂回するため全便がJRさくら夙川経由となっていたが、工事終了により2023年3月4日より全便常磐町経由に戻された。

平日の朝1便のみ運行される区間便は、阪神西宮発の東回り・新甲陽行きとして運行されるが、これは往路の新甲陽口を発車すると甲山大師道上の「大師道」停留所で降車扱いをしたのちに右折して新甲陽へ向かい、そのまま西回り系統として復路の新甲陽口・広田神社前を経由して阪神西宮へ戻る循環運行となる。経路検索のサイトによっては、この系統のデータの取り扱いが異なっており、往路は「大師道行き」などと案内されるものもある。

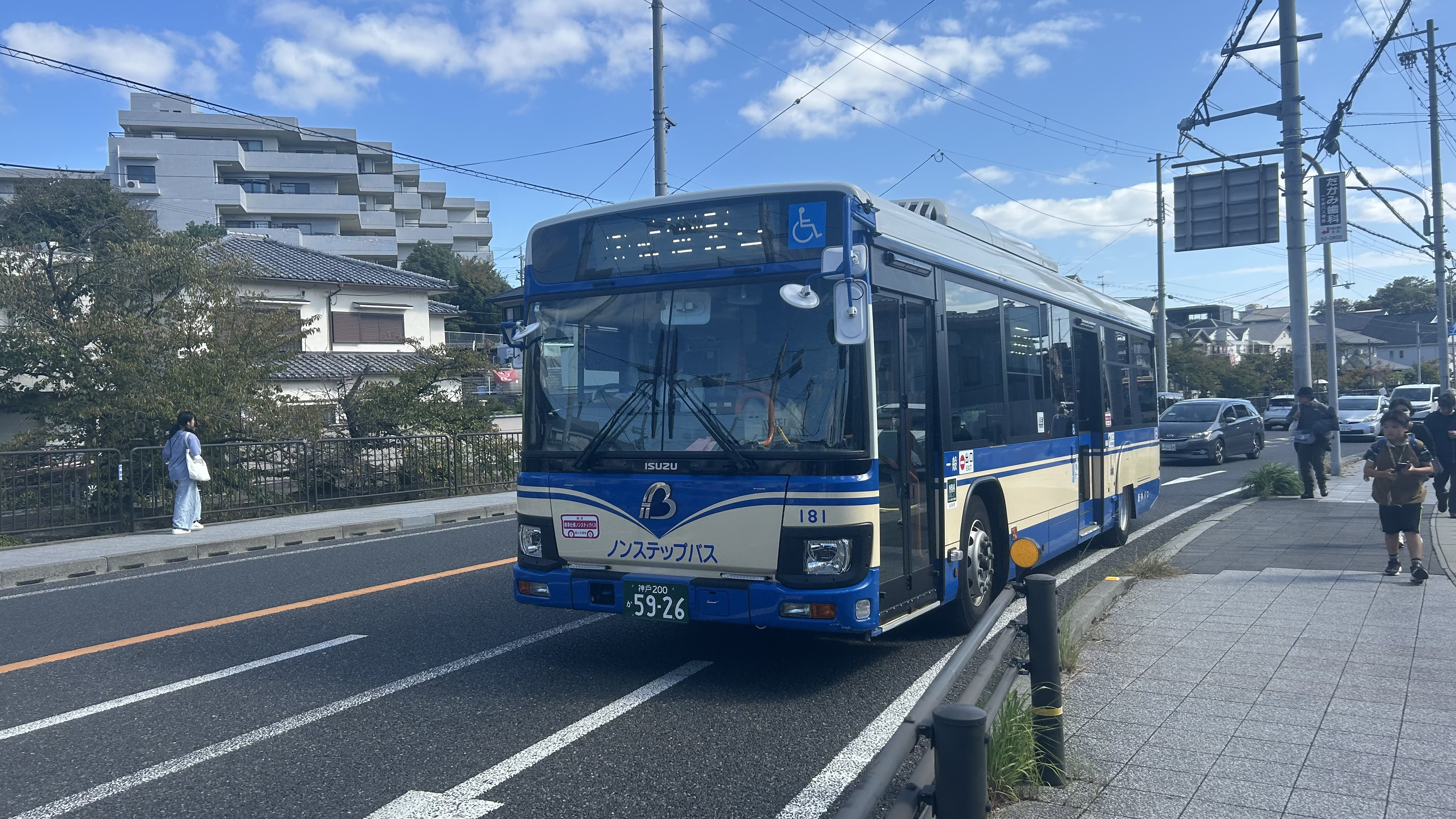
西宮山手線

##### 鷲林寺線
- （7-1：西回り）阪神西宮 → 満池谷 → 獅子ヶ口北 → 鷲林寺 → 西宮甲山高校 → 県立甲山森林公園前 → 新甲陽 → 広田神社前 → 阪神西
- （7-1：西回り）阪神西宮 → 満池谷 → 獅子ヶ口北 → 鷲林寺 → 西宮甲山高校 → 県立甲山森林公園前 → 新甲陽 → 広田神社前 → JR西宮 → 阪神西宮
- （7-1：西回り）阪神西宮 → 満池谷 → 獅子ヶ口北 → 鷲林寺 → 県立甲山森林公園前 → 新甲陽 → 広田神社前 → 阪神西宮
- （7-1：西回り・夙川経由）阪神西宮 → JRさくら夙川 → 阪急夙川 → 獅子ヶ口北 → 鷲林寺 → 西宮甲山高校 → 県立甲山森林公園前 → 新甲陽 → 広田神社前 → JR西宮 → 阪神西宮
- （7-1：西回り・夙川経由）阪神西宮 → JRさくら夙川 → 阪急夙川 → 獅子ヶ口北 → 鷲林寺 → 県立甲山森林公園前 → 新甲陽 → 広田神社前 → JR西宮 → 阪神西宮
- （7-2：東回り）阪神西宮 → 広田神社前 → 新甲陽 → 県立甲山森林公園前 → 西宮甲山高校 → 鷲林寺 → 獅子ヶ口北 → 満池谷 → 阪神西宮
- （7-2：東回り）阪神西宮 → JR西宮 → 広田神社前 → 新甲陽 → 県立甲山甲山森林公園前 → 西宮甲山高校 → 鷲林寺 → 獅子ヶ口北 → 満池谷 → 阪神西宮
- （7-2：東回り・夙川経由）阪神西宮 → 広田神社前 → 新甲陽 → 県立甲山森林公園前 → 西宮甲山高校 → 鷲林寺 → 獅子ヶ口北 → 満池谷 → JRさくら夙川 → 阪神西宮
- （7-2：東回り・夙川経由）阪神西宮 → JR西宮 → 広田神社前 → 新甲陽 → 県立甲山森林公園前 → 西宮甲山高校 → 鷲林寺 → 獅子ヶ口北 → 満池谷 → JRさくら夙川 → 阪神西宮

西宮山手線からさらに大回りして甲山森林公園や甲山高校への足として運行される。元々循環路線ではなく、当初は現在の西半分のルートで阪神西宮 - 県立甲山森林公園前を往復していたが、1990年代に東回りルートを開設したことで循環系統化した。阪神バス随一の山岳路線でもあり、途中経路には「ブレーキテスト」と書かれた看板が建っていたりもする。県立西宮甲山高校の生徒の利用も多い。甲山高校や森林公園へは阪急バス西宮市内線（夙川台系統）も運行しており、2007年3月18日のさくら夙川駅開業時には、同線ともども、同駅への乗り入れを開始した（便数は西回りが夜、東回りが朝にそれぞれ2便ずつ）。方向幕時代は白色（JR西宮乗り入れ便は黄色）の幕を表示していたが、LED表示化された際に西宮山手線と同様に、阪神西宮での（当時の）のりば番号である7番が表示されるようになった。2014年12月25日のダイヤ改正以降は阪神西宮ののりばが西回りは1番、東回りは2番へ移り、7番の枝番として区別されるようになった。2022年5月23日より、西宮山手線同様に万葉苑筋の配水管布設替工事に伴い、常磐町停留所付近を迂回するため全便がJRさくら夙川経由となったが、工事完了により西回り・東回りそれぞれ1日2便ずつがJRさくら夙川経由で残る他は常磐町経由に戻された。

##### 西宮甲子園線
- 阪神西宮 - JR西宮駅南口 - 阪神今津駅前 - 今津港町 - 巽町 - 南甲子園二丁目 - 浜甲子園三丁目 - 浜甲子園 - 阪神甲子園

津門西口から今津港町まで西宮市道今津西線を経由し、僅かに臨港線を経由しながら南甲子園交差点から阪神甲子園の間は浜甲子園線と同一のルートを走行する。なお、浜甲子園線は南甲子園二丁目 → 浜甲子園三丁目 → 浜甲子園のみの循環路線だが、当路線ではその逆方向も運行されている。 
2019年3月22日以前は、土曜・休日のみ阪神甲子園で折り返して甲子園九番町交差点から左折し兵庫県道341号甲子園尼崎線（臨港線）経由で阪神尼崎まで運行されていたため西宮尼崎線（臨港線）と称したが、翌3月23日より阪神甲子園 - 阪神尼崎間が休止となったため西宮甲子園線に改称した。また、運行は平日日中のみ、土曜・休日は終日運休となった。同時に、今津出在家町 - 巽町間はそれまでの今津出在家町交差点より臨港線（西谷町停留所）を経由したルートを改め、今津西線をそのまま南下しホームセンターコーナン西宮今津店の南側を回り込み、そのコーナンの東側に新設した今津港町停留所を経由して今津港町交差点から臨港線を経由するルートに変更した。2024年2月23日より、逆に平日は終日運休となり、土曜・休日の日中1往復のみの運行となった。

##### 西宮浜甲子園線
- 西宮浜中央 - マリナパーク - 西宮浜営業所 - 浜松原町 - 西谷町 - 阪神甲子園

2013年10月5日より運行。土曜・休日のみ日中1時間毎の運行で開始したが、2024年2月のダイヤ改正で土曜・休日の日中1往復のみに縮小された。

##### 西宮北口線
- 阪神西宮 - 西宮市役所前 - JR西宮 - 両度町 - 西宮北口

阪急バスとの共同運行（阪急バスは26・27系統〈進行方向によって系統番号が違う〉・西宮北口経由甲東園行）。阪急阪神ホールディングス発足後の2006年10月28日のダイヤ改正に伴い新設された。長らく両社の市内ターミナルが接続されていなかったが、両者合わせ1日10往復と少ないとはいえ、親会社の統合によってようやく実現した。なお、西宮浜線の西宮北口直通便とはルートが違う。
2009年12月1日のダイヤ改正で大幅減便され、平日5往復・土休日6往復となり、このうち阪神バス運行便については土休日1往復のみとなった。

##### 西宮浜手線
- 阪神西宮南口 → 浜松原町 → 白鹿博物館 → 泉町 → （西宮回生病院前） → 戎神社前 → 阪神西宮南口（循環）

通称、浜手循環。阪神西宮駅の南側を循環する路線で、おおむね35〜40分毎と比較的閑散であり、2013年9月30日まで午前中は右回り（浜松原町 → 泉町）、午後は左回り（泉町 → 浜松原町）で運行されていたが、翌10月1日改正より終日右回りに統一された（左回り経路上の停留所は休止）。2024年2月23日より泉町停留所と建石町停留所の間に「西宮回生病院前」停留所を新設し、一部の便が経由するようになった。

##### マリナパーク線
- 西宮北口 - JR西宮駅前 - 阪神西宮南口または阪神西宮駅東口 - 西宮浜東/西宮浜営業所前 - マリナパーク（大回り循環）
- JR西宮駅前 - 阪神西宮南口 - 西宮浜東/西宮浜営業所前 - マリナパーク（大回り循環）
- JR西宮駅前 - 西宮浜東/西宮浜営業所前 - マリナパーク（大回り循環）
- 阪神西宮南口 - 西宮浜東/西宮浜営業所前 - マリナパーク（大回り循環）
- JR西宮駅前 - 西宮浜中央/西宮浜営業所前 - マリナパーク（小回り循環）
- 阪神西宮南口 - 西宮浜中央/西宮浜営業所前 - マリナパーク（小回り循環）
- JR西宮駅前 - 阪神西宮南口 - 西宮浜中央/西宮浜営業所前 - マリナパーク（小回り循環）
- （区間便）JR西宮駅前 - 阪神西宮南口 - 西宮浜中央
- （区間便）阪神西宮南口 - 西宮浜中央

西宮浜マリナパークへの路線。もとは東側の産業団地のみであったが、住宅の開発により西側へも循環するようになった。さらに阪神西宮発着をJR西宮、さらに2007年3月の改編で昼間に限り西宮北口まで延長するようになった。この路線の西宮北口 - 阪神西宮間は西宮北口線とはルートが異なる。マリナパーク発JR西宮駅前・阪急西宮北口行きの全便と、平日朝ラッシュ時のマリナパーク行きの一部の便は阪神西宮南口を経由しない（阪神電車利用者は阪神西宮駅東口を利用）など、需要に応じて系統を変えている。なお、西宮浜エリアは午前中が右回り、午後が左回りとなる。西宮浜中央に車庫があるため、ここを起終点とする便がある。方向幕時代は大回り循環は緑色の幕、小回り循環は青色の幕を表示していた。

##### 西宮神戸線
- 阪神西宮 - JR芦屋駅前 - 甲南本通 - 住吉駅前 - 阪神御影駅北 - 阪神西灘駅前 - 三宮駅前 - 神戸税関前

2009年4月1日の再編時に今までの尼崎神戸線を分割する形で運行を開始した。日中の1時間あたりの運行本数は5本（12分毎）から4本（15分毎）を経て2016年9月1日より3本（20分毎）に減便された。また2024年9月21日より、日中の1時間あたりの運行本数が3本（20分毎）から2本（30分毎）に減便された。その代わり今まででは定時に来ることが少なかったところが、定時で来ることが多くなっている。神戸市内は甲南本通より西が神戸特区（運賃については後述）となるため、神戸税関前行では整理券が発行される。起点と三宮付近を除き国道2号上を直進しており、三宮にも直通するため神戸市内を中心に利用者が多い。

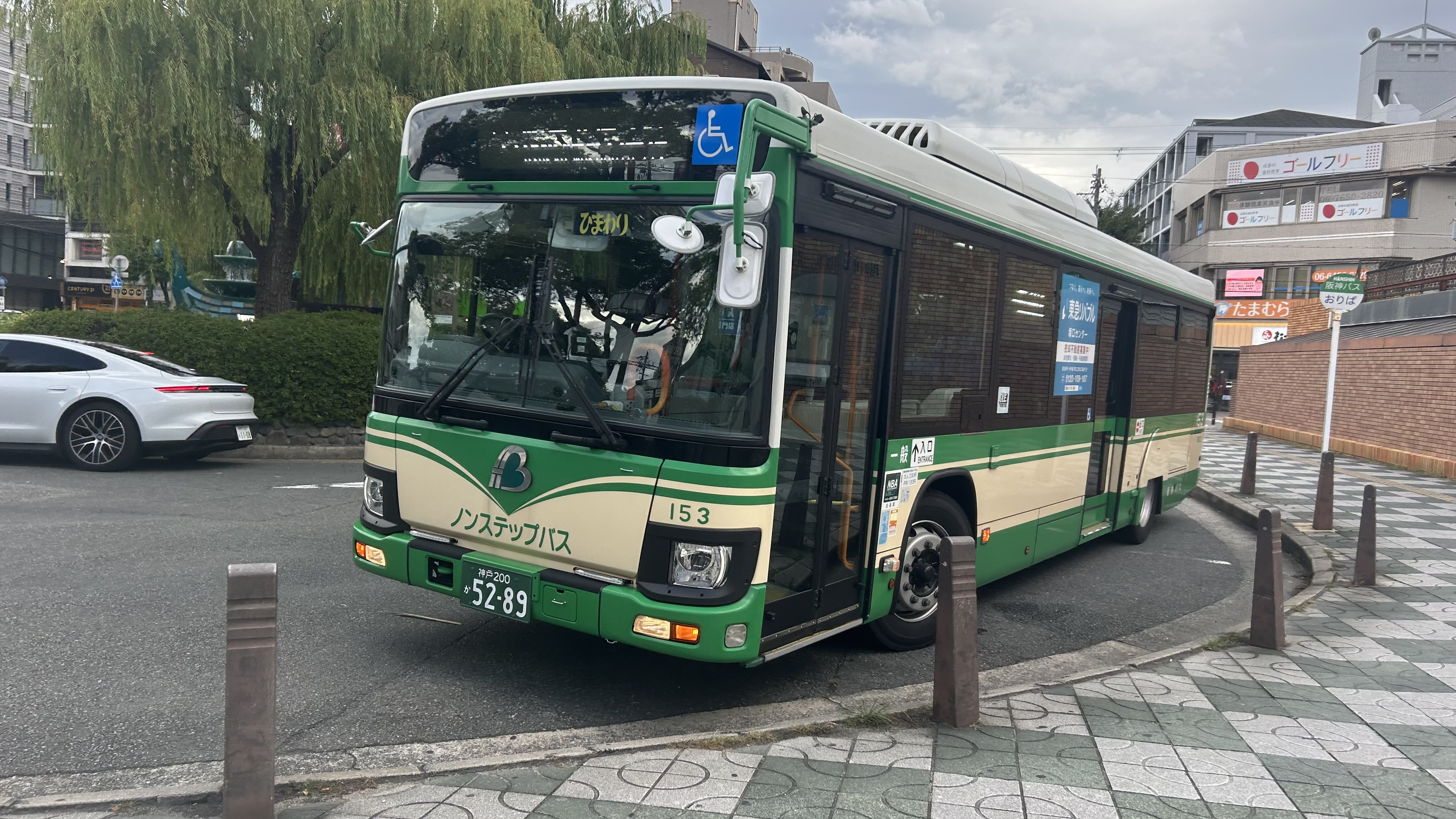
尼崎市内線のバス

### 尼崎市内線
尼崎市内線は他の路線（阪神線）と異なり、2016年3月20日に旧尼崎市交通局の路線を引き継いで誕生した路線をベースとしている。運賃は前乗り先払い方式である。
『尼崎市内線』という名称であるが、一部路線はわずかながら伊丹市内を走行している。
乗車方式は同局の方式を引き継ぎ、前乗り先払い・後降りであり、ICカードは乗車時のみタッチする方式である。尼崎市交通局時代から経路ごとに路線番号が振られており、幹線、地域線の区分がある。
車両については、旧尼崎市交通局から引き継いだ車両（虹色塗色）と、阪神バス仕様の塗色（他営業所からの転属車両および2016年の移譲以降に投入された新車）のものが混在する。

#### 尼崎市内線の変遷

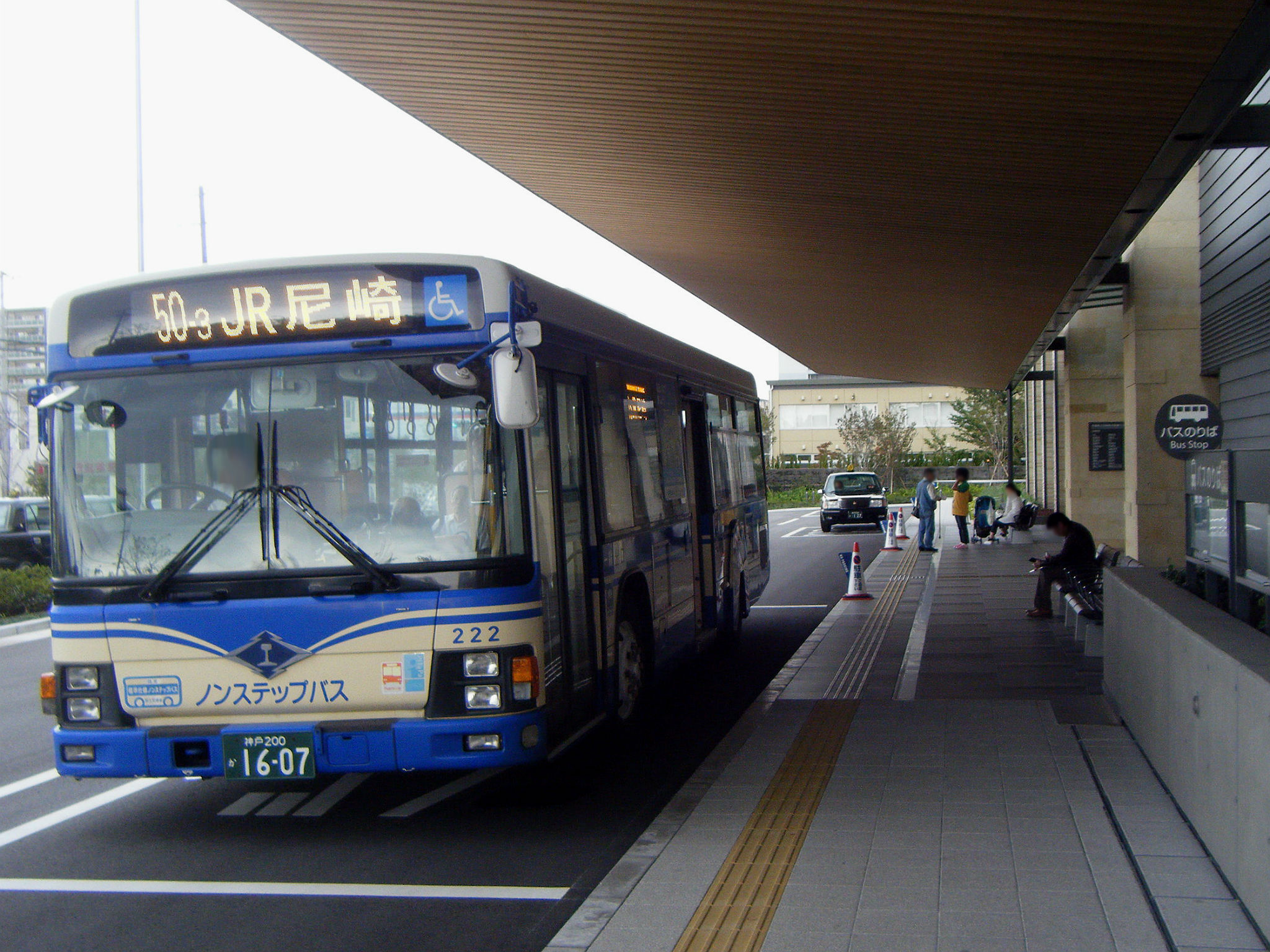
2015年7月1日から2016年3月19日までという短期間の運行だった阪神線車両による尼崎市バス50-3番（阪神バス尼崎総合医療センター線）

尼崎市からの移譲にあたっては、市営バスの路線やダイヤなどサービスについて、3年間変更せず維持する規定が盛り込まれており、移譲前に決定された小規模な改正が移譲とともに実施された。
- 阪神バス（阪神線）車両で運行していた50-3番（尼崎総合医療センター線）は、尼崎市内線車両での運行とする（後乗り・後払いを前乗り・先払いに変更）[40]
- 尼崎スポーツの森線の一部（末広町折返し便）を同経路を走る尼崎市内線85番に振り替え
- 武庫川停留所付近の経路変更（狭隘道路を対面通行していたものを片面通行化）[41]
- 停留所名の一部変更[42]
- 一部路線でのダイヤの見直し（増発等）[43]

また、2017年4月1日には、尼崎市役所武庫支所と尼崎東警察署の移転に伴う、停留所の新設と名称変更、小規模なダイヤ改正が実施された。
2019年4月1日には路線の一部改編とダイヤ改正が行われ、22番を平日昼間のみ尼崎総合医療センター経由の22-2番に、31番は尼崎総合医療センター経由にそれぞれ変更。47番・47-2番は阪急武庫之荘からJR立花方面への経路を北雁替公園前経由に変更。循環系統であった80-1番・80-2番は、南半分の阪神出屋敷 - 高洲 - 八幡橋 - 武庫川間を休止して北半分（琴浦神社回り）のみの80番に変更した。その他、停留所名の変更も行っている。
2019年7月26日には、更なる路線改編が行われ、尼崎東警察署前とJR尼崎 (北) の区間に停留所新設とそれに伴う経路変更が実施され、この区間を走行する48-2番、58番のダイヤ改正が行われた。また、このダイヤ改正で48番の昼間の運行が48-2番に置き換わった。
2020年12月17日改正をもって58番を共同運行していた阪急バスが運行を終了し、阪神バス単独の運行となった。 
2021年7月31日には、コロナ禍に伴う利用者減少や尼崎ドライブスクール（あまドラ）との提携による路線開設を含めた改編とダイヤ改正を実施した。
- 市内線全てにおいて土曜と休日（日曜・祝日）ダイヤの一本化。
- 11の系統で始発繰り下げや最終便の繰り上げ等による減便。
- 80番（阪神出屋敷 - 武庫川）の廃止とそれをカバーする目的で50番・50-2番の経路変更、50-4番（JR尼崎 - 武庫川）の新設。
- 尼崎総合医療センターのアクセス向上を目的として49番を平日朝を除き新設の55番（阪急武庫之荘 - 尼崎総合医療センター - JR尼崎）に変更、50-3番の増便。
- 公共施設の改称などを反映し、14箇所の停留所名を変更（各地区の支所・公民館などを地名や生涯学習プラザへの改称等）。
- 尼崎ドライブスクール前発着のAD1番 - 3番新設とそれに伴う一部系統の減便や振替（13番・15番・47番・52番など）などが行われた。
  - AD1番 - 3番はあまドラが運行していた尼崎市内の無料送迎バス3コースを代替するとともに、教習生が学校から提供される全線フリー乗車券を使い阪神バスを利用することで、阪神バスにとっては固定収入確保、あまドラにおいては乗車停留所の増加と集客力の増強、自社送迎による事故リスク低減等のメリットが生まれるとしている[51]。

#### 尼崎市内線の停留所について

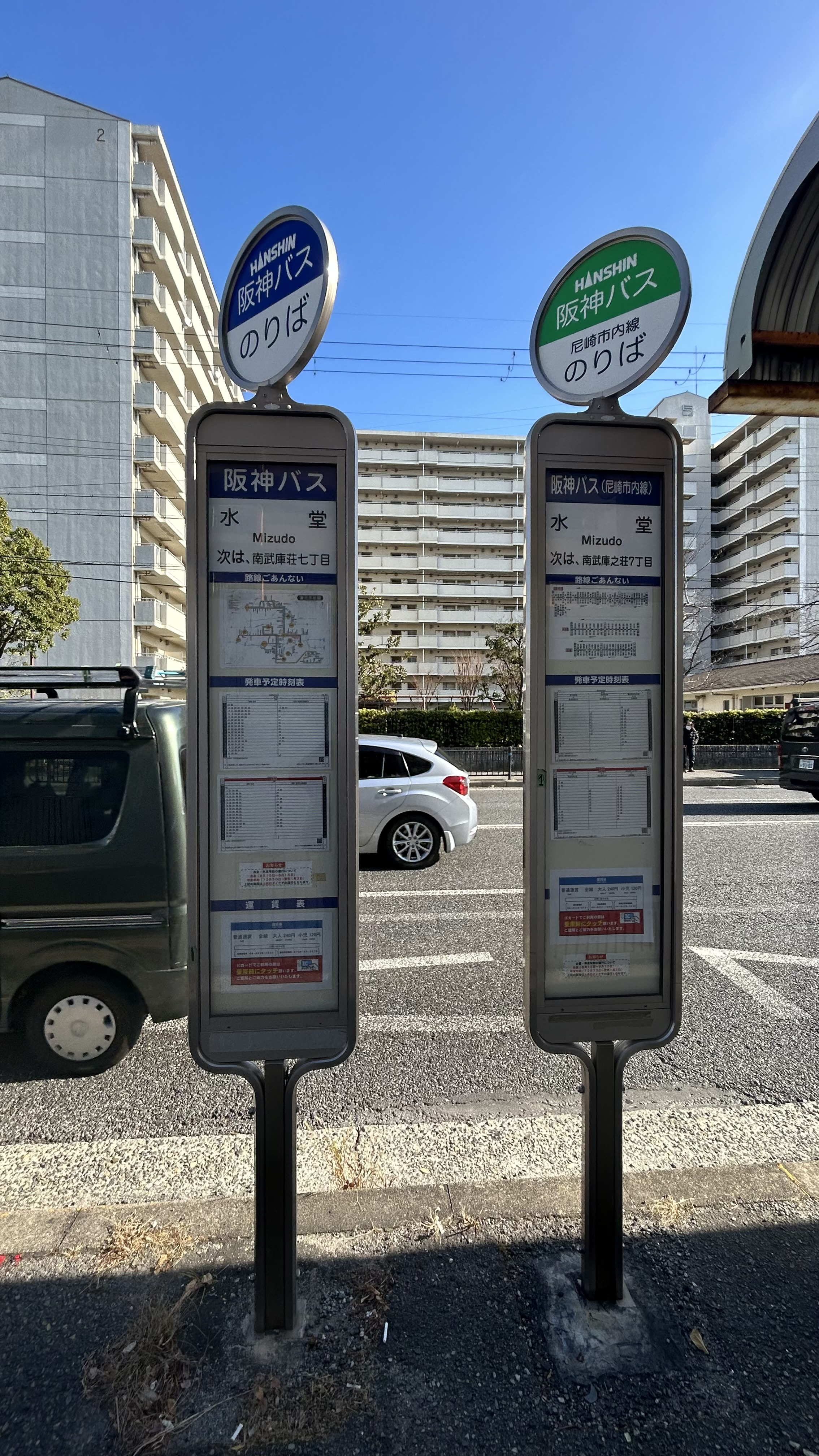
尼崎市内線 (右側) の標柱（水堂）。天端が緑色となっている。左側に阪神線の標柱が見える

停留所名に付記された (北) (南) (上) (下）は、停留所の位置を表すものである。鉄道駅などで停留所が複数設置されている場合に、路線によって発着する場所が異なることから1990年代に旧尼崎市交通局が便宜上つけたものである。(北) (南) については概ね各駅の「北口」「南口」に相当するが、JR立花駅においては線路を跨ぐ形で交差する道意線の陸橋の上に設けられた停留所を (上) 、南口駅前ロータリーに設けられた停留所を (下) としている。ただし、2021年7月改正で、路線図の一部の路線から表記が抹消されていたり、実際の車両の表示機に｢南口」の表記を採用するなど、表記ブレがおきている。
尼崎市交通局時代は施設などの最寄りとなる停留所には基本的に「前」を付けていなかったが（例：労災病院、北図書館）、阪神バス移譲後に新設・改称された停留所には「前」を付けるようになった（例として小田支所→小田南生涯学習プラザ前、尼崎西消防署→尼崎西消防署前）。
また2000年代に、停留所が近接しているにもかかわらず、事業者の違いで名称が異なる場合があること（近接停留所）が問題視されるようになり、阪神バス・阪急バス・旧尼崎市交通局の3社局間で、近接停留所の名称を2009年12月より順次統一する取り決めとなった。移譲後に改称された事例もある。
- 阪神線の水堂停留所と尼崎市内線の水堂町4丁目停留所。2021年7月31日の改正で阪神線に合わせて「水堂」へ改称[49]。

なお一部の近接停留所は、改称されぬまま従前どおり維持されている。
- 阪神線の労災病院前停留所と、尼崎市内線の労災病院停留所（先述）。
- 阪神線の武庫荘駅西口停留所[注釈 20]と、尼崎市内線の武庫之荘西口停留所。武庫之荘3西交差点にそれぞれ設置されている。
- 阪神線の武庫の郷停留所と、尼崎市内線の武庫之郷停留所。武庫之郷交差点にそれぞれ設置されている。
- 阪神線の時友停留所[注釈 21]と、尼崎市内線の時友停留所。同名ではあるが約350m離れており、中間には尼崎市内線の武庫荘総合高校停留所が存在している[注釈 22]。
- 阪神線の尼崎浜田車庫前停留所と、尼崎市内線の浜田車庫停留所（位置は異なる）。2021年7月31日の改正で尼崎市内線の路線が経路変更したことに伴い、浜田車庫停留所が消滅[49]。

#### 尼崎市内線路線一覧
2021年7月31日現在。

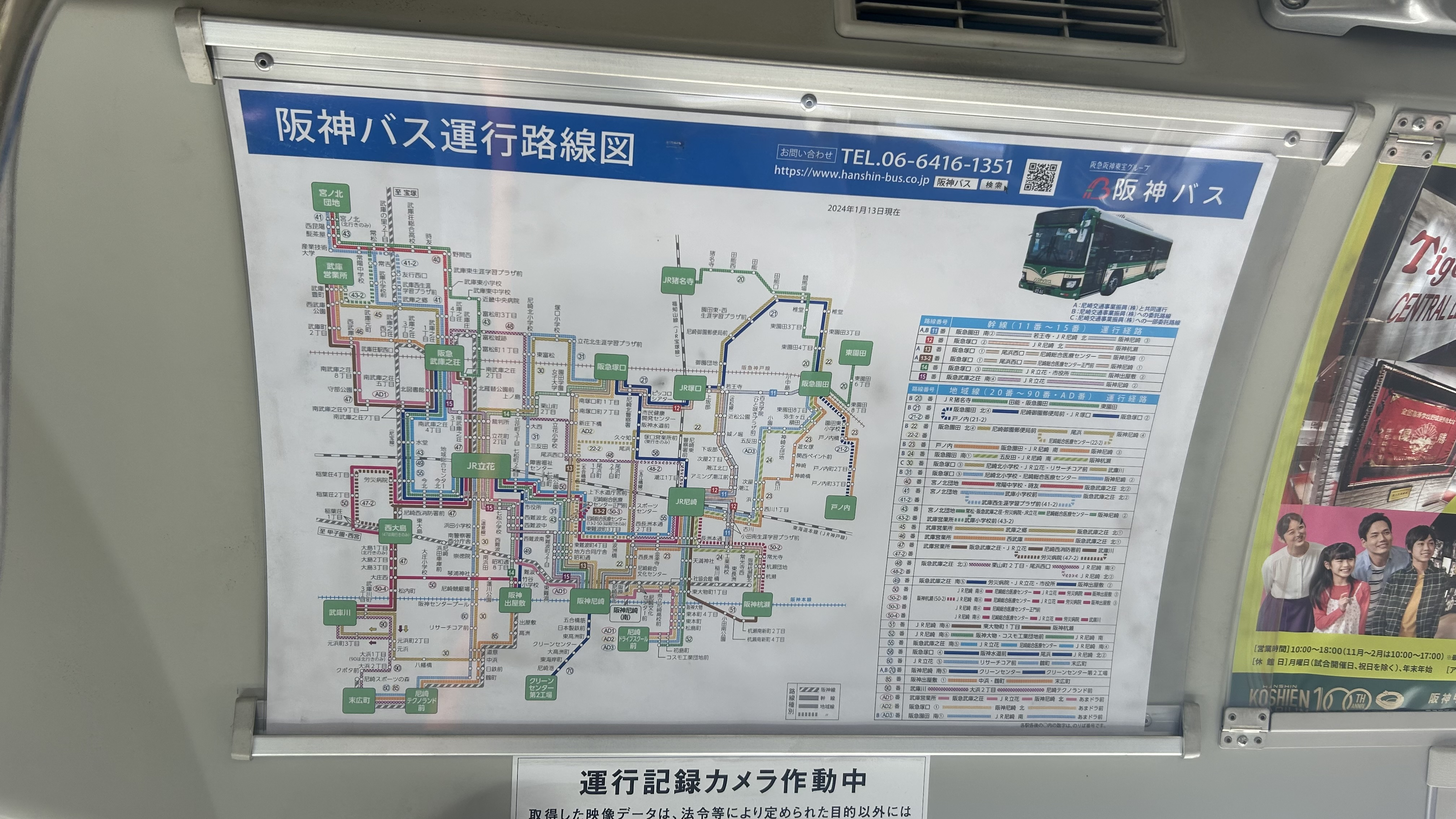
路線図

担当（営業所名）欄のA印は尼崎交通事業振興（ATS社）との共同運行をおこなう路線、B印はATS社へ管理委託をおこなう路線、C印は一部便においてATS社へ管理委託をおこなう路線である。

##### 幹線
阪急神戸本線の駅からJR神戸線（東海道本線）の駅を経て阪神本線の駅を結ぶ。路線番号は10番台。
| 路線番号 | 路線色 | 経路 | 担当       |
| -------- | --- | --- | ---------- |
| 11番     | | 阪急園田 (南) - 百合学院 (ひと咲きプラザ前) - 若王寺 - JR尼崎 (北) - 小田南生涯学習プラザ前 - 金楽寺 - 西長洲 - 阪神尼崎 (北) ※阪急園田 (南) → JR尼崎 (北) 間区間便（11C番）及び阪神尼崎 (北) → 塚口営業所前間区間便（11B番）あり | 塚口A,B    |
| 12番     | | 阪急塚口 - ピッコロシアター - JR塚口 - 若王寺 - JR尼崎 (北) - 小田南生涯学習プラザ前 - 常光寺 - 阪神杭瀬 ※阪急塚口 - JR尼崎 (北) 間区間便（12C番）及び阪急塚口→塚口営業所前間区間便（12B番）あり                                  | 塚口       |
| 13番     | | 阪急塚口 - 尾浜西口 - 上下水道庁舎前 - 尼崎総合医療センター - 東難波町3丁目 - 地方合同庁舎 - 阪神尼崎 (北) | 塚口A      |
| 13-2番   | 阪急塚口 - 尾浜西口 - 上下水道庁舎前 - 尼崎総合医療センター正門前 - 東難波町3丁目 - 地方合同庁舎 - 阪神尼崎 (北) ※阪神バス運行の定期便は平日午前中1往復のみ ※尼崎総合医療センターには阪神尼崎 (北) 行きのみ停車 | | 塚口A      |
| 14番     | | 阪急塚口 - 園田学園女子大学 - 栗山町2丁目 - JR立花 (上) - 市役所 - 昭和通8丁目 - 阪神出屋敷 | 塚口       |
| 15番     | | 阪急武庫之荘 (南) - 北図書館 - JR立花 (上) - 市役所 - 東難波町2丁目 - 東難波町3丁目 - 地方合同庁舎 - 阪神尼崎 (北) | 塚口・武庫 |

##### 地域線
市内各駅と周辺地域を結ぶ。路線番号は20番 - 90番およびAD1番 - 3番。一部の路線では、運行区間の延長や、経由地・経路の一部を変更して運行する便があり、系統番号に枝番（ハイフンと数字）をつける形で分類・運行されている。また、ADから始まる路線は尼崎ドライブスクールと連携し、同スクールが運転していた送迎バスの一部ルートを継承し、幹線の15番、13番、地域線の47番・52番の便の一部を改編・延伸したもの。AD2番については2021年の開設時は阪神尼崎から尼崎ドライブスクールまでは阪神大物のみに停車していたが、2023年3月4日よりAD1番同様に途中各停留所にも停車している。
| 路線番号 | 路線色 | 経路 | 担当       |
| -------- | --- | --- | ---------- |
| 20番     | | JR猪名寺 - 田能口 - 競馬場 - 阪急園田 (北) - 東園田 | 塚口B      |
| 21番     | | 阪急園田 - 競馬場 - 尼崎御園郵便局前 - 若王寺 - JR塚口 - ピッコロシアター - 阪急塚口 ※阪急園田は (北) 発、(南) 着 | 塚口B      |
| 21-2番   | 戸ノ内 - 阪急園田 - 競馬場 - 尼崎御園郵便局前 - 若王寺 - JR塚口 - ピッコロシアター - 阪急塚口 ※平日のみ運行 ※阪急園田は戸ノ内行きが (南) 発着、阪急塚口行きが (北) 発着                                             | | 塚口B      |
| 22番     | | 阪急園田 - 競馬場 - 尼崎御園郵便局前 - 若王寺 - 尾浜 - スポーツセンター - 西長洲 - 阪神尼崎 (北) ※阪急園田 (北) →塚口営業所前間区間便（22A番）及び塚口営業所前 - 阪神尼崎(北) 間区間便（22B番）あり ※平日は朝夕のみ、土休日は終日運行 ※阪急園田は (北) 発、(南) 着 | 塚口B      |
| 22-2番   | 阪急園田 - 競馬場 - 尼崎御園郵便局前 - 若王寺 - 尾浜西口 - 上下水道庁舎前 - 尼崎総合医療センター - 波洲橋 - 西長洲 - 阪神尼崎 (北) ※平日日中のみ運行 ※阪急園田は (北) 発、(南) 着                                   | | 塚口B      |
| 23番     | | 戸ノ内 - 阪急園田 (南) - 弥生ヶ丘 - 遊女塚 - 神崎 - 西川 - 小田南生涯学習プラザ前 - JR尼崎 (南) - 西長洲 - 阪神尼崎 (北) ※戸ノ内 - 阪急園田 (南) 間区間便及びJR尼崎 (南) - 阪神尼崎 (北) 間区間便（23D番）あり                                                     | 塚口B      |
| 24番     | | 阪急園田 (南) - 弥生ヶ丘 - 神崎北団地 - 五反田 - 小田南生涯学習プラザ前 - JR尼崎 (南) - 常光寺 - 阪神杭瀬 | 塚口B      |
| 30番     | | 阪急塚口 - 尼崎北小学校 - 栗山町2丁目 - JR立花 (上) - 南警察署西分庁舎 - 琴浦神社 - 尼崎競艇場 - リサーチコア前 - 武庫川 ※阪急塚口 - リサーチコア前（30A番）及び阪急塚口 - JR立花 (上)（30B番）間区間便あり                                                        | 塚口C      |
| 31番     | | 阪急塚口 - 尼崎北小学校 - 栗山町2丁目 - 市役所 - 尼崎総合医療センター - 東難波町3丁目 - 阪神尼崎 (北) | 塚口B      |
| 40番     | | 宮ノ北団地 - 西昆陽 - 常陽中学校 - 時友 - 武庫東生涯学習プラザ前 - 武庫之荘1丁目 - 阪急武庫之荘 (北) ※常松→阪急武庫之荘 (北) 間区間便（40A番）あり | 武庫       |
| 41番     | | 宮ノ北団地 - 西昆陽 - 常陽中学校 - 武庫小学校前 - 武庫之郷 - 武庫之荘1丁目 - 阪急武庫之荘 (北) | 武庫       |
| 41-2番   | 宮ノ北団地 - 西昆陽 - 常陽中学校 - 武庫西生涯学習プラザ前 - 武庫之郷 - 武庫之荘1丁目 - 阪急武庫之荘 (北) ※平日のみ運行                                                                                              | | 武庫       |
| 43番     | | 阪神尼崎 (北) - 東難波町3丁目 - 尼崎総合医療センター - 上下水道庁舎前 - 市役所 - JR立花 (下) - 労災病院 - 阪急武庫之荘 (南) - 近畿中央病院 - 武庫庫東生涯学習プラザ前 - 常松 - 西昆陽 - 宮ノ北団地 ※阪神尼崎 (北) - 阪急武庫之荘 (南) 間区間便（43A番）あり        | 武庫       |
| 43-2番   | 阪神尼崎 (北) - 東難波町3丁目 - 尼崎総合医療センター - 上下水道庁舎前 - 市役所 - JR立花 (下) - 労災病院 - 阪急武庫之荘 (南) - 近畿中央病院 - 武庫東生涯学習プラザ前 - 常松 - 武庫小学校前 - 西武庫公園 - 武庫営業所 | | 武庫       |
| 45番     | | 阪急武庫之荘 (北) - 武庫之荘1丁目 - 武庫之郷 - 西武庫公園 - 武庫営業所 | 武庫       |
| 46番     | | 阪急武庫之荘 (北) - 武庫之荘3丁目 - 西武庫 - 西武庫公園 - 武庫営業所 | 武庫       |
| 47番     | | 武庫川 - 大庄西 - 尼崎西消防署前 - JR立花 (上) - 北雁替公園前 - 阪急武庫之荘 (南) - 守部公園 - 西武庫公園 - 武庫営業所 ※武庫川 - 阪急武庫之荘 (南) 間区間便（47A番）あり                                                                                           | 武庫       |
| 47-2番   | 武庫川 - 大庄西 - 稲葉荘1丁目 - 労災病院 - JR立花 (上) - 北雁替公園前 - 阪急武庫之荘 (南) - 守部公園 - 西武庫公園 - 武庫営業所 ※平日日中のみ運行                                                                    | | 武庫       |
| 48番     | | JR尼崎 (南) - 金楽寺 - スポーツセンター - 尾浜西口 - 栗山町2丁目 - 富松城跡 - 阪急武庫之荘 (北) ※平日朝夕のみ運行 | 武庫       |
| 48-2番   | JR尼崎 (北) - 尼崎東警察署前 - 尾浜西口 - 栗山町2丁目 - 富松城跡 - 阪急武庫之荘 (北) ※平日は日中のみ、土休日は終日運行                                                                                              | 塚口・武庫 |            |
| 49番     | | 阪急武庫之荘 (南) - 労災病院 - JR立花（下）- 市役所 - 昭和通8丁目 - 阪神出屋敷 ※平日午前2往復のみ運行 | 武庫       |
| 50番     | | JR尼崎 (南) - 波洲橋 - 尼崎総合医療センター - 上下水道庁舎前 - 市役所 - JR立花 (下) - 労災病院 - 稲葉荘1丁目 - 大庄西 - 琴浦神社 - 阪神出屋敷 | 塚口       |
| 50-2番   | 阪神杭瀬 - 常光寺 - JR尼崎 (南) - 波洲橋 - 尼崎総合医療センター - 上下水道庁舎前 - 市役所 - JR立花 (下) - 労災病院 - 稲葉荘1丁目 - 大庄西 - 琴浦神社 - 阪神出屋敷 ※平日日中のみ運行                                 | | 塚口       |
| 50-3番   | JR尼崎 (南) - 波洲橋 - 尼崎総合医療センター - 尼崎総合医療センター正門前 ※平日のみ運行 ※尼崎総合医療センターはJR尼崎行きのみ停車                                                                                    | | 塚口       |
| 50-4番   | JR尼崎 (南) - 波洲橋 - 尼崎総合医療センター - 上下水道庁舎前 - 市役所 - JR立花 (下) - 労災病院 - 稲葉荘1丁目 - 大庄西 - 武庫川                                                                                      | | 塚口       |
| 51番     | | JR尼崎 (南) - 社協会館 - 小田南公園 - 杭瀬南新町2丁目 - 阪神杭瀬 | 塚口       |
| 52番     | | JR尼崎 (南)→社協会館→東大物町1丁目→阪神大物→コスモ工業団地前→阪神大物→東大物町1丁目→社協会館→JR尼崎 (南) ※循環。JR尼崎 - コスモ工業団地前 間区間便（52A番）あり | 塚口・武庫 |
| 55番     | | JR尼崎 (南) - 波洲橋 - 尼崎総合医療センター - 上下水道庁舎前 - 市役所 - JR立花 (下) - 労災病院 - 阪急武庫之荘 (南) | 武庫・塚口 |
| 58番     | | 阪急塚口 - ピッコロシアター - 市民健康開発センター - 阪神水道前 - 尾浜 - 尼崎東警察署前 - JR尼崎 (北) | 塚口       |
| 60番     | | JR立花 - 南警察署西分庁舎 - 琴浦神社 - 尼崎競艇場 - リサーチコア前 - 鶴町 - 尼崎テクノランド前 - 末広町 ※平日（朝は末広町行、夕はJR立花行）のみ運行 ※JR立花は (下) 発、(上) 着                                                                                     | 塚口       |
| 70番     | | 阪神尼崎 (南) - 日本製鉄前 - 東海岸町 - 尼崎港 - クリーンセンター第2工場 | 塚口A,B    |
| 85番     | | 阪神出屋敷 - 高洲 - 中浜 - 鶴町 - 尼崎テクノランド前 - 末広町 ※平日（朝は末広町行、夕は阪神出屋敷行）のみ運行 | 塚口       |
| 90番     | | 武庫川 - 尼崎スポーツの森 - 末広町 - 尼崎テクノランド前 ※1往復（朝は尼崎テクノランド前行、夕は武庫川行）のみ運行 | 塚口       |
| AD1番    | | 武庫営業所 - 西武庫公園 - 守部公園 - 阪急武庫之荘 (南) - 北雁替公園前 - 裁判所 - JR立花 (上) - 市役所 - 昭和通8丁目 - 東難波 - 阪神尼崎 (北) - 県立尼崎高校前 - 東大物町1丁目 - 阪神大物 - コスモ工業団地前 - 尼崎ドライブスクール前                               | 武庫       |
| AD2番    | | 阪急塚口 - 尾浜西口 - 上下水道庁舎前 - 尼崎総合医療センター - 東難波町3丁目 - 地方合同庁舎 - 阪神尼崎 (北) －阪神大物－尼崎ドライブスクール前 | 塚口       |
| AD3番    | | 阪急園田 (南) - 弥生ヶ丘 - 神崎北団地 - 五反田 - 小田南生涯学習プラザ前 - JR尼崎 (南） - 社協会館 - 東大物町1丁目 - 阪神大物 - コスモ工業団地前 - 尼崎ドライブスクール前                                                                                           | 塚口B      |

##### その他

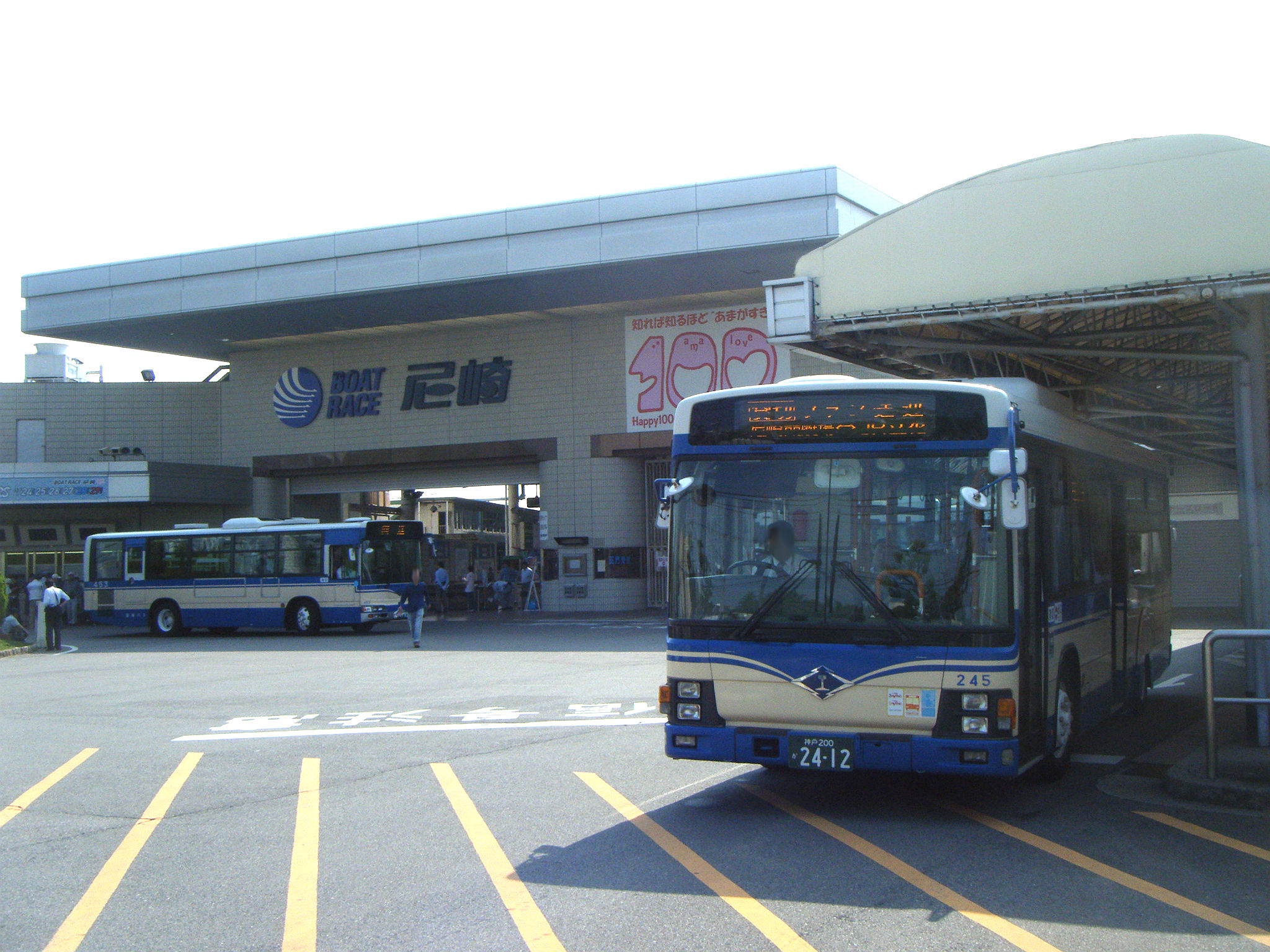
阪神線車両による送迎（尼崎競艇場）

尼崎競艇場とJR立花・阪急塚口を各々直通する、貸切扱いの無料送迎があり、阪神バス移譲後は尼崎市内線車両に混ざって阪神線車両も送迎に使用されている。

## 過去の路線
特記なければ乗降方式や運行車両などは阪神線に準ずる。

### 尼崎神戸線（神戸線）

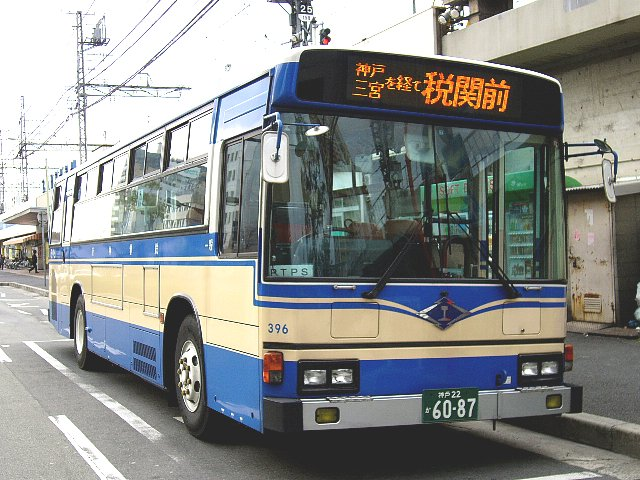
尼崎神戸線のバス（阪神尼崎にて）

- 阪神尼崎 - 西大島 - 上甲子園 - 北今津 - JR西宮駅前 - 西宮戎 - 芦屋駅前 - 芦屋川 - 甲南学園前 - 住吉駅前 - 西灘 - 春日野道 - 三宮駅前 - 神戸税関前
- （区間便）阪神尼崎 - 尼崎浜田車庫前 - 西大島 - 上甲子園 - 北今津 - JR西宮駅前 - 阪神西宮
- （区間便）阪神尼崎 - 尼崎浜田車庫前
- （区間便）尼崎浜田車庫前 - 西大島 - 上甲子園 - 北今津 - JR西宮駅前 - 西宮戎 - 芦屋駅前 - 芦屋川 - 甲南学園前 - 住吉駅前 - 西灘 - 春日野道 - 三宮駅前 - 神戸税関前
- （区間便）阪神西宮 - 西宮戎 - 芦屋駅前 - 芦屋川 - 甲南学園前 - 住吉駅前 - 西灘 - 春日野道 - 三宮駅前 - 神戸税関前
- （区間便）阪神西宮→JR西宮駅前→北今津→西大島→尼崎浜田車庫前
- （臨時便）阪神尼崎 - 尼崎浜田車庫前 - 西大島 - 上甲子園 - 北今津 - JR西宮駅前 - 阪神西宮 - 芦屋川 - 甲南学園前

尼崎・神戸間約24kmの路線。尼崎営業所が担当していた。阪神尼崎および三宮周辺を除き、国道2号を走る。通し利用は少ないが、通過する4市の中心部を通るため、全線を通して利用者が多かった。尼崎市内では尼崎市バス、西宮・芦屋市内では阪急バス、神戸市内では神戸市バスと共有する区間があったものの、以上3事業者は国道2号から途中で別の道に入ってしまう系統が大半のため、実質阪神電鉄バスの独擅場であった。
阪神・淡路大震災直後は、電車代替バスの運行や国道2号の渋滞から運休を余儀なくされ、一時期は阪神西宮折返しとなったりもしたが、震災翌年には震災前の10分毎を12分毎に減じた他は元に戻った。
上記の沿革でも述べられているように、阪神バスの前身である阪国バスが最初に営業を開始した大阪・福島 - 神戸・滝道間（後に神戸税関前まで延長）の路線を踏襲したものであるが、1969年5月5日に大阪側を短縮（大阪ローカル線が代替）し現在の形になった。それでも距離は長く、所要時間も1時間20から30分ほどかかった。しばしば、阪神電鉄国道線の廃止後に代替のため開設された路線だという誤解が見られるが、国道線開通（1927年）の2年後には営業を始めている。
なお、西宮戎停留所は阪神西宮の国道沿いに当たる。停留所名には阪神国道線時代の名称を引き継いでいるものも多かった（他に北今津、甲南学園前など）。甲南学園前（現在の甲南本通）までの臨時便は1月9〜11日の西宮神社の十日えびす期間中に運行された。
2009年4月1日の阪神バス分社化にあたり、定時性向上を目的に阪神尼崎 - 阪神芦屋（尼崎芦屋線・約12km）と阪神西宮 - 神戸税関前（西宮神戸線・約16km）とで系統分割した。西宮以東と芦屋以西での利用者に対する乗り継ぎ割引等の措置は執られていない。

### 尼崎芦屋線
- 阪神尼崎 - 尼崎浜田車庫前 - 西大島 - 国道上甲子園 - JR西宮駅前 - 西宮戎 - JR芦屋駅前 - 阪神芦屋
- （出庫便）尼崎浜田車庫前 → 西大島 → 国道上甲子園 → JR西宮駅前 → 西宮戎 → JR芦屋駅前 → 阪神芦屋

上記尼崎神戸線を分割した際に尼崎芦屋線として上記区間を新設したが、2013年10月1日改正より阪神芦屋発着は朝夕のみとなり昼間は阪神西宮折返しとなり約20分毎への減便も行われていた。2022年12月18日改正で終日、阪神尼崎 - 阪神西宮間の尼崎西宮線に改編されたため尼崎芦屋線および阪神芦屋と業平橋の両停留所は休止となった。阪神芦屋では阪急バス4番のりば（芦屋ハイランド・有馬温泉方面行きと同じ）に併設されていた。尼崎営業所が担当していた。

### 北大阪線
- 野田阪神前 - 鷺州六丁目 - 中津 - 北野 - 天神橋筋六丁目（天六）

路面電車の北大阪線を代替した路線。大阪シティバス（旧・大阪市営バス）の58号系統とは野田阪神前 - 中津間で並行する。その先は、ちゃやまちアプローズなどがある北野を経て、天六の交差点で終点となる。かつては電車の終点を利用した折り返し場があり、バスを後退をさせる必要があったため係員が常駐する小さな小屋が存在し後退補助を笛合図でおこなっていた。廃止（天六交差点付近の一方通行化）された後は天六付近をループ運行としている。かつての停留所に進入する道路は一方通行であるが、バス折り返しの名残で変則的な形の対面通行の区間が中津側に一部残っている。中津付近も野田阪神方向は中津六丁目（国道176号）を経由する形になっている。運行開始後長らく15分毎での運行が続いたが、下記の大阪ローカル線同様に利用者減が進み、2002年2月のダイヤ改正からは30分毎に減便、さらに2007年8月からは、天六乗り入れを朝夕のみに縮小、日中は全便が中津折り返しとなり、運行間隔も40分毎となった。2013年10月1日改正で天六発着は2往復（朝夕1往復ずつ）となり、他はすべて中津止まりとなった上で運転間隔も調整（最大2時間空く）された。2018年12月22日改正では、平日は朝夕のみの運行となり、天六発着は廃止。土休日は昼間（野田阪神前発8時 - 16時台）のみの運行で、天六発着が最終1便のみの運行となった。
2021年7月31日の改正で平日の運行は取りやめとなり、土休日16時台に野田 - 天六間の1往復が残るのみ（いわゆる免許維持路線）となった。2023年11月3日改正で運行時間帯が8時台へ変更されたが、運転手不足を理由に2024年1月13日をもって休止された。
北大阪線の運用は1台のバスで後述の杭瀬駅北-野田阪神との一体運用だが、野田阪神で一旦全ての客を降ろす為、北大阪線と杭瀬駅北発着を跨って利用する場合は野田阪神を境に2乗車分の運賃が必要となる(これは免許維持となる前から変わっていない)。
- （区間便）野田阪神前 - 鷺州六丁目 - 中津

2021年7月31日改正で廃止。廃止直前のダイヤでは天六直通より中津折返し便のほうがメインとなっていた。

### 甲子園なんば線
- 阪神甲子園 → なんば（直行便、阪神甲子園球場でのプロ野球公式戦ナイトゲーム開催日のみの運行で試合終了20分後を基準に発車）

阪神甲子園球場でのプロ野球・阪神タイガースの公式戦開催日のうち、ナイトゲーム開催日のみ運行。試合終了20分後を基準に発車するが、試合時間が長引いた場合は試合終了を待たず23:00に発車する。直行便1便だけだが数台で運行される。高速道路を走行するためリムジンバス車両を使用しており、また定員制のため満席時は乗車できない。
この便はシーズンにより運行する場合と運行しない場合があり、また運行するシーズンでも運行しない日があるなど、利用の際には事前の確認が必要である。
- 阪神なんば線が大阪難波駅まで延伸した2009年以降も、2010年のシーズンまで当路線の運行は継続したが、2011年・2012年は運行を休止した[63]。
- 2013年から2015年度は運行を行った[64] が、2016年は再び運行を休止した[65]。
- 2017年から復活し同年は4月7日から運行した[66]が、2018年と2019年は土曜・休日のナイトゲーム（実質7月から9月上旬のみ）に限定して運行した（甲子園宝塚線の臨時便も同様）[29][30]。
- 2020年以降は運行されていない[67]。

### 野田尼崎甲子園線
- 阪神杭瀬駅北 - 歌島橋 - 野田阪神前
- 阪神甲子園 - 鳴尾高校前 - 西大島 - 尼崎浜田車庫前 - 阪神尼崎駅北 - 県立尼崎高校前 - 長洲本通 - JR尼崎 (南)
- 阪神甲子園 - 鳴尾高校前 - 西大島 - 尼崎浜田車庫前 - 阪神尼崎駅北 - 県立尼崎高校前 - 阪神杭瀬駅北

もとは阪神国道線廃止区間の大阪寄りと、大阪 - 神戸線の大阪側という両方の性格を持った路線である。かつては「大阪ローカル線」（阪神電鉄直営時代）、「野田杭瀬甲子園線」とも称した。もともと大阪は梅田新道からの発着で神戸まで直通していたが、1974年5月に梅田新道 - 野田阪神前を廃止し野田阪神前 - 阪神甲子園に短縮（尼崎以西は尼崎神戸線に分割、現在は尼崎芦屋線と西宮神戸線に再分割）、さらに国道線電車の廃止により増便も行われたが、利用者離れが進み、一時期は野田 - 甲子園間を昼間時16分間隔で運行していた。しかし、JR東西線の開業や歌島橋付近の慢性的な渋滞の影響で大阪市内での利用者減もあり、2002年の改編時に甲子園 - 杭瀬間を20分毎、以遠を倍の40分毎にまで減便した。1990年代後半には中型車も入るようになったが、それ以前も旧年式車が多く非冷房車が最後まで使われていた路線でもあった。2007年8月20日にダイヤを変更し、野田阪神前 - 阪神甲子園間直通は、平日ダイヤで野田阪神前発4回（尼崎浜田車庫止め4回）、阪神甲子園発2回（他は尼崎浜田車庫および阪神杭瀬駅北まで。尼崎浜田車庫発野田阪神前行が他に6回）のみと大幅に減便され、その他区間便も30〜50分毎に減便される。2013年10月1日の改正で野田阪神前 - 阪神杭瀬駅北間はわずか1往復のみとなり、他の便はすべて阪神杭瀬駅北 - 阪神甲子園間（一部尼崎浜田車庫発着）となった。また、全区間通し運行もなくなり、野田阪神前発着尼崎尼崎浜田車庫までの運行となっている（早朝に尼崎浜田車庫→野田阪神前、夜に野田阪神前→尼崎浜田車庫が1回ずつ）。さらに2016年2月1日の改正で、野田阪神前方向は阪神杭瀬駅北始発に短縮したため（平日は別途尼崎浜田車庫前→阪神杭瀬駅北の便を新設。2019年改正で廃止）、野田阪神前 - 尼崎浜田車庫間の系統は夜の野田阪神前発1便だけとなった。
2021年7月31日改正で阪神杭瀬駅北 - 阪神甲子園系統は朝のみの運行となり、それ以外はすべてJR尼崎 - 阪神甲子園系統に変更。「尼崎甲子園線」と呼称されるようになる。また、野田阪神前 - 阪神杭瀬駅北間は北大阪線と同様に土休日1往復（同線の運行に合わせ午後の運行）のみとなり、往復とも阪神杭瀬駅北 - 野田阪神前間の運行となった。2023年11月3日改正で北大阪線の運行時間帯が8時台へ変更された為、これに伴い当路線も阪神杭瀬駅北発7時台、野田阪神前発9時台となっている。運転手不足を理由に2024年1月13日改正をもって、野田阪神前 - 阪神杭瀬駅北間、阪神杭瀬駅北 - 阪神甲子園間、JR尼崎 - 阪神甲子園間の各系統が休止された。

### 大阪ローカル線（野田杭瀬甲子園線）
- 阪神甲子園 - 西大島 - 尼崎浜田車庫前 - 阪神尼崎駅北 - 阪神杭瀬駅北 - 歌島橋 - 野田阪神前

2013年10月1日改正で全線通し系統が廃止された。
- 尼崎浜田車庫前 - 阪神尼崎駅北 - 阪神杭瀬駅北 - 歌島橋 - 野田阪神前

2016年2月1日改正で先述の通り、浜田車庫発野田阪神前行きのみ短縮により廃止された。2021年7月31日改正で、野田阪神前発尼崎浜田車庫前行の便も廃止となり、共に阪神杭瀬駅北 - 野田阪神前間の運行となった。 

### 宝塚ローカル線
- 宝塚 → 安倉 → 西野 → 昆陽里 → 西大島 → 尼崎浜田車庫前 → 昭和通八丁目 → 阪神出屋敷（廃止時）
- 宝塚 → 安倉 → 西野 → 昆陽里 → 西大島 → 尼崎浜田車庫前 → 昭和通八丁目 → 阪神出屋敷 → 高洲 → 末広町 → 尼崎スポーツの森（2016年路線短縮前）

廃止時は平日朝の宝塚発1本のみ運行する路線であった。もともとは阪神電鉄の尼崎海岸線の代替と臨海地区の工場勤務者のための路線とみられるが、便数は最小限であった。もとは尼崎宝塚線の昭和通八丁目（旧：竹谷）で国道2号から右折して出屋敷を経て臨港地区の工場地帯にある高洲まで運行していた。当時は平日と土曜の朝に宝塚発高洲行のみが2便運行され、逆方向の便が存在しない路線であった。2009年4月の改編後は高洲から先、パナソニックPDP前を経て尼崎スポーツの森まで延伸され、平日夕方に逆方向の尼崎スポーツの森発宝塚行1本も設定されたため、尼崎スポーツの森線の区間延長的な路線となった。しかし、2012年10月28日のダイヤ改正で夕方の宝塚行は阪神尼崎発の尼崎宝塚線に振替となったため、宝塚発の朝1便のみになり再び片道のみの路線に戻った。尼崎スポーツの森線同様、2014年4月1日よりパナソニックPDP前が末広町に改称された。さらに、2016年3月22日改正より阪神出屋敷止まりとなり、尼崎スポーツの森へは行かなくなった。そして、2018年3月24日改正で杭瀬宝塚線に振替となる形で路線廃止となった。尼崎営業所が担当していた。

### 甲子園西宮北口線
阪急バス西宮営業所と共同運行。
- 阪神甲子園 - 国道上甲子園 - 高畑町 - 西宮北口
- 阪神甲子園 → 西宮北口（直行便、阪神甲子園球場でのプロ野球公式戦ナイター開催日のみ試合終了20分後を基準に発車）

開設当初は阪神タイガースの試合終了後に運行される観客向けの臨時便であったが、2010年4月3日より土曜・休日に阪神甲子園 - 西宮北口間を9 - 19時台に阪急・阪神が各8往復（合計16往復）する形で定期便としての運行を開始。定期路線としての運行便は臨時運行の便とは異なり途中経路上の停留所にも停車した。阪神甲子園で阪急バスが見られたのはこの路線のみであった。阪急バスは系統番号100を付与していたが阪神バスでは表示がなかった。なお、直行便の運行は2013年以降は休止した。
数少ない、西宮市内を南北に結び、阪急と阪神の駅を結ぶ路線の一つ。西宮市内の南北の移動はバス路線は阪急バスと阪神バスに分かれていたため不便であったが、親会社の経営統合により、両バスでも協力関係が進んだ。この路線開設もその一環であった。
2018年9月30日をもって両社とも運行を廃止した。

### 西宮浜手線（浜手循環）
- 阪神西宮南口→戎神社前→泉町→白鹿博物館前→浜松原町→阪神西宮南口（循環）
- （区間便）阪神西宮南口→戎神社前→泉町→白鹿博物館前

2013年10月1日改正で左回り系統が廃止された。

### 西宮尼崎線（臨港線）
- 阪神西宮 - JR西宮駅南口 - 阪神今津駅前 - 西谷町 - 浜甲子園 - 阪神甲子園 - ららぽーと甲子園南 - 東鳴尾 - 高洲 - 出屋敷 - 難波 - 阪神尼崎（晩年は土休日1往復のみ）

西宮と尼崎との間を、国道2号 - 西宮市道今津西線 - 兵庫県道342号甲子園六湛寺線（通称：臨港線） - 西宮市道中津浜線 - 兵庫県道340号浜甲子園甲子園口停車場線（通称：甲子園筋）- 兵庫県道341号甲子園尼崎線（通称：臨港線、出屋敷線）- 国道2号経由で運行した。同区間では国道2号をそのまま経由する尼崎神戸線（現・尼崎西宮線。当路線とは異なる）が多数運行されているため裏ルートともいえ、尼崎神戸線（のちの尼崎芦屋線）との区別のため「臨港線まわり」の名称が与えられた。長らく平日土曜3往復・休日4往復が西宮 - 尼崎間を往復するだけだったが、阪神バスへの移管に伴い、西宮 - 甲子園間を増便し、同区間では昼間時1時間毎になるように変更された。2006年10月28日の改正からは出庫を兼ねて早朝に西谷町始発の区間便が設定された。その後、2009年12月1日の改正で西宮 - 甲子園 - 尼崎間を走行する全線通し便は平日運休・土休日1往復のみとなり（西宮 - 甲子園間は減便なし）、2013年10月1日改正では土休日は西宮 - 甲子園区間便は全便運休・全線通し便1往復のみとなり、2019年3月23日改正で甲子園 - 尼崎間が終日運休、平日日中の西宮 - 甲子園区間便のみ（土休日は運休）となったため、路線名を西宮甲子園線へと改称した。かつては、今津駅と津門西口の間は駅南口から国道43号を東に行き、阪神久寿川より津門小学校を経由していた。この他、阪神西宮始発で今津駅南口から久寿川、今津港、今津出在家町、浜松原町を経て阪神西宮へ向かう循環系統も存在した。また、方向幕時代の末期はオレンジ色の幕を用意していたが、LED化に伴い、オレンジ幕採用前に前面に掲出していた「出屋敷・浜甲子園まわり」の黄色い標識円盤を復活させた。

### 西宮山手線（迂回時）
上述の通り、2022年5月23日より2023年3月3日まで万葉苑筋の配水管布設替工事に伴い、常盤町停留所付近を迂回し西側の大沢西宮線を通ることになったため、全便がJRさくら夙川経由となっていた。
- （1：西回り）阪神西宮 → JRさくら夙川 → 満池谷 → 甲陽園駅前 → 新甲陽 → 広田神社前 → 阪神西宮
- （1：西回り）阪神西宮 → JRさくら夙川 → 満池谷 → 甲陽園駅前 → 新甲陽 → 広田神社前 → JR西宮 → 阪神西宮
- （2：東回り）阪神西宮 → 広田神社前 → 新甲陽 → 甲陽園駅前 → 満池谷 → JRさくら夙川 → 阪神西宮
- （2：東回り）阪神西宮 → JR西宮 → 広田神社前 → 新甲陽 → 甲陽園駅前 → 満池谷 → JRさくら夙川 → 阪神西宮

### HAT神戸線
- 三宮駅前 → 中央区役所前[注釈 29] → 灘の浜東 → 灘の浜西 → 県立美術館前 → 人と防災未来センター → 日赤病院前（西行バス停） → 脇の浜住宅東 → 脇の浜住宅中央 → 脇の浜住宅西 → 中央区役所前 → 三宮駅前
- （区間便）（西宮出庫） → 灘の浜東 → 灘の浜西 → 県立美術館前 → 人と防災未来センター → 日赤病院前（西行バス停） → 脇の浜住宅東 → 脇の浜住宅中央 → 脇の浜住宅西 → 中央区役所前 → 三宮駅前
- （区間便）三宮駅前 → 中央区役所前 → 灘の浜東 → 灘の浜西 → 県立美術館前 → 人と防災未来センター → 日赤病院前（東行バス停・止まり） → （西宮入庫）

阪神・淡路大震災復興のシンボル事業とされる、神戸市の東部新都心エリア（HAT神戸）と三宮を結ぶ路線。基本的にはノンステップバス・ワンステップバスで運行している。昼間時のみ35分毎の運行。ただし昼頃に区間便があり、車両の取り替えが行われる。なお、三宮からは神戸市バスもHAT神戸方面への路線を持っている（101系統、29系統）。2007年7月1日からは中央区役所前にも停車、さらに脇の浜住宅東・中央・西のバス停が新設。市バス29系統のHAT神戸内での西行きを補完するようになった。2022年5月23日のダイヤ見直しに伴い休止となった。西宮浜営業所が担当していた。

### 六甲山系統
1980年6月15日に六甲摩耶鉄道（現・六甲山観光）に譲渡しており、六甲山上バスとして運行している。さらに六甲山から阪神西宮への車庫へ回送を兼ねた運用をするための路線も存在した。芦有バス#（参考）接続路線も参照。

### 大阪市内
- 野田阪神前 - 淀川大橋北詰 - 大和田 - 辰巳橋 - 五合橋筋 -  出屋敷 - 阪神鳴尾 - 甲子園球場前 - 戎神社前 - 阪神香櫨園 - 浜岩屋 - 神戸税関前

1971年7月1日までは「第2阪神国道」と呼ばれる国道43号線上でも運行していた。
- 野田阪神前 - 出入橋 - 桜橋 - 梅田新道
- 野田阪神前 - 出入橋 - 桜橋 - 肥後橋 - 本町二丁目 - 本町四丁目 - 内本町バスセンター

交通渋滞が悪化したため、都心部乗り入れは1969年12月1日に休止。1974年5月1日改正で創業以来の梅田新道乗り入れを廃止した。
- 長柄橋（南詰） - （淀川右岸） - 淀川大橋北詰 - 野田阪神前
- 長柄橋（南詰） - （淀川右岸） - 淀川大橋北詰 - 歌島橋 - 北杭瀬（阪神杭瀬駅北） - 玉江橋（阪神尼崎駅北） - 東難波 - 出屋敷 - 高洲 - 鳴尾東小学校 - 甲子園八番町 - 阪神甲子園 - 月見里 - 西谷町 - 今津二葉町 - 阪神久寿川 - 津門小学校前 - 津門西口 - 西宮駅前（国道JR西宮駅前） - 阪神西宮

淀川線。西宮からの乗り入れ（臨港線）は1969年4月1日に取りやめ（代わりに阪神尼崎に乗り入れ）。野田阪神前からの路線は同年12月1日に休止。1970年2月1日路線廃止。

### 尼崎市内
1932年6月25日に開業した尼崎築港株式会社のバス路線（大島（東大島）－道意、道意－又兵衛（大浜町）、武庫大橋－平左衛門新田（平左衛門町））を1941年3月15日阪神国道自動車が譲受して承継。立花駅を起点に武庫川駅、道意を経由して鶴町、尼崎築港（平左衛門町）を結んでいたが、尼崎市交通局の拡充に伴い撤退。しかし、再び尼崎市交通局の全路線は2016年3月20日に阪神バスへ譲渡され、尼崎市内線として運転される形となった（一部尼崎交通事業振興株式会社の路線を除く）。

#### 尼崎市内線の廃止路線
- 13A番：尾浜西口→阪急塚口
- 80番：阪神出屋敷 - 琴浦神社 - 大庄西 - 武庫川
- 80-1番：（右回り）阪神出屋敷→高洲→中浜→八幡橋→武庫川→琴浦神社→阪神出屋敷
- 80-1番：（区間便）阪神出屋敷→高洲→中浜→八幡橋→武庫川
- 80-1番：（区間便）阪神出屋敷→高洲→中浜→八幡橋→大浜1丁目
- 80-2番：（左回り）阪神出屋敷→琴浦神社→武庫川→八幡橋→中浜→高洲→阪神出屋敷
- 80-2番：（区間便）阪神出屋敷→琴浦神社→武庫川

尼崎市交通局時代から市南部を循環する系統として80-1番と80-2番を運行していたが、2019年4月1日改編にて先述の通り南半分の区間（阪神出屋敷 - 高洲 - 八幡橋 - 武庫川）を廃止し、北半分のみの上記80番に変更した。2021年7月31日改編で80番も廃止され、代替として50番・50-2番の経路変更（西大島 - 竹谷小学校間を国道2号経由から大庄西・琴浦神社経由にして阪神出屋敷方面の利便性を確保）と50-4番の新設（武庫川方面の利便性を確保）でカバーしている。
また、13A番については塚口営業所からの出庫便として運行していたが、民営化時にサービス向上のために始発停留所の変更という形で事実上13番に統合され廃止となった。

### 西宮市内
甲子園駅を起点として鳴尾御影東線を通る路線もあったが、昭和の末期から平成の初期にかけて休止となった（実質は廃止）。当時使用されたバス停は現在も上部のみカバーが掛けられた状態で残されている。

### 芦屋市内
既述の通り阪急芦屋川駅から芦屋浜まで芦屋川左岸道路を運行していたが、1966年4月1日に不採算のため撤退。

### リムジンバス
- 神戸空港→阪神西宮→JR西宮→西宮北口（早朝の西宮発は2007年5月31日までで、夜の空港発1便のみとなった後、2007年12月1日より運行休止）
- 阪神尼崎・JR尼崎 - 大阪国際空港（大阪空港交通と共同運行、2010年3月24日限りで運行休止）
- 谷上駅・箕谷・神戸三宮（交通センタービル）・六甲アイランド（一部便） - 関西国際空港（大阪空港交通、関西空港交通と共同運行、2012年10月28日より三宮発着に短縮[76]）

### 無料送迎バス路線
いずれも阪神電鉄バス時代に存在したものであり、現存しない。
- リゾ鳴尾浜シャトルバス（リゾ鳴尾浜によるチャーター運行、通常1台のみ）
阪神甲子園 - 武庫川団地中央 - リゾ鳴尾浜（他の停留所はすべて通過。阪神甲子園 - 武庫川団地中央間のみの乗車は不可）
660号が専用塗装で使用されていた。阪神電鉄バス初のラッピング車で、平日の朝ラッシュ時には一般路線に入ることもあり、逆に検査などで660号が使えない時は一般塗装のバスが送迎シャトルバスに使われていた。
2002年3月で運行を終了。その後はリゾ鳴尾浜が所有する中型ノンステップバス（自家用）が送迎バスとなり、のち阪神鳴尾と鳴尾東小学校前にも新たに停車するようになり、2020年11月30日の閉店[77]まで運行が続けられた。
専用塗装の660号は廃車となり、塗装はそのまま（RESOのロゴなどは消された）で他の一般塗装バス3両とともに2002年6月に鞆鉄道に譲渡され、鞆鉄道ではF9-278号として就役したが、3年弱の活躍の後、2005年3月に廃車された。
- 甲子園競輪シャトルバス（兵庫県市町競輪事務組合によるチャーター運行、状況により最高10台以上）
阪神甲子園 - 甲子園競輪場（ノンストップ）
甲子園競輪の開催日に、来場する競輪ファンを輸送するために運行した。阪神甲子園では、現在はおりば専用の14番〜16番付近に発着していた。阪神甲子園発は概ね10時から15時頃まで（満員になり次第随時発車）運行されており、他の競輪場の無料送迎バスと比較すると運行時間は長い方（他の競輪場は概ね13時台まで）であった。
1973年7月より運行開始し、甲子園競輪が廃止された2002年3月に運行終了。
甲子園競輪場跡地に建つ分譲マンションの北側にある道路には、阪神甲子園行きの乗り場とバス待ち客用の雨除け屋根が長らくそのまま残されていた（現在は撤去済み）。甲子園競輪場の項目を参照のこと。

### 期間限定路線

#### もだんるーぷバス
兵庫県阪神南県民局が企画・事業主体となり、2007年11月3日から2008年2月24日までの年末年始を除く土・日・祝日のみに運行された。西宮市と芦屋市の浜手に点在する酒蔵や美術館などを巡る観光ループバスである。「美術館コース」と「酒ぐらコース」が設定された。阪急バスとの共同運行。
乗車は1日乗車券のみで、大人500円、小人250円。
酒ぐらコース
阪神西宮 → 交通公園前（白鷹禄水苑） → 白鹿博物館前（白鹿記念酒造博物館） → 石在町（日本盛煉瓦館） → 今津二葉町（大関関寿庵） → 北今津（アサヒビール工場） → 西宮北口 → JR西宮 → 阪神西宮
阪神西宮発9:40 - 16:40、1時間間隔で1日8本運行。全線乗車の所要時間は約70分。
美術館コース
阪神西宮 → 川東町（市民ギャラリー） → 大谷美術館前（大谷記念美術館） → 緑町（谷崎潤一郎記念館・芦屋市立美術博物館） → 阪神芦屋 → JR芦屋南口 → 開森橋（ヨドコウ迎賓館） → 阪急芦屋川 → 阪神芦屋 → 緑町（谷崎潤一郎記念館・芦屋市立美術博物館） → 川東町（市民ギャラリー・大谷記念美術館） → 阪神西宮
阪神西宮発9:20〜16:20、1時間間隔で1日8本運行。全線乗車の所要時間は約50分。

### 高速バス路線
- USJ直通バス（尼崎線、西宮線、神戸線）
- 神戸三宮 - 横浜・川崎（アンカー・サラダエクスプレス）（当時京浜急行電鉄と共同運行）
- 阪神尼崎・神戸三宮 - 熊本・八代（トワイライト神戸号、九州産交バスと共同運行）
- 阪神尼崎・神戸三宮 - 鹿児島（トワイライト神戸・トロピカルライナー・サラダエクスプレス）
熊本・鹿児島両路線は統合されたのち、尼崎・神戸三宮 - 熊本・鹿児島となったが、阪神がまず撤退その後鹿児島交通改め南九州バスネットワークが撤退、最後に残った九州産交バスも撤退した。
- 神戸・大阪 - 東京駅・東京ディズニーリゾート・千葉（京成バスと共同運行）

- 2010年12月31日をもって運行から撤退（予約・発券業務は2020年1月31日をもって終了）。2011年1月1日から阪神バス運行分は阪急バスに委譲された[78]。2015年には阪急バスも撤退して2018年現在京成バスのみの単独運行。

## 一般路線バスの運賃
2024年10月1日時点。
- 基本の運賃は、大人240円・小児120円の均一制[79]。

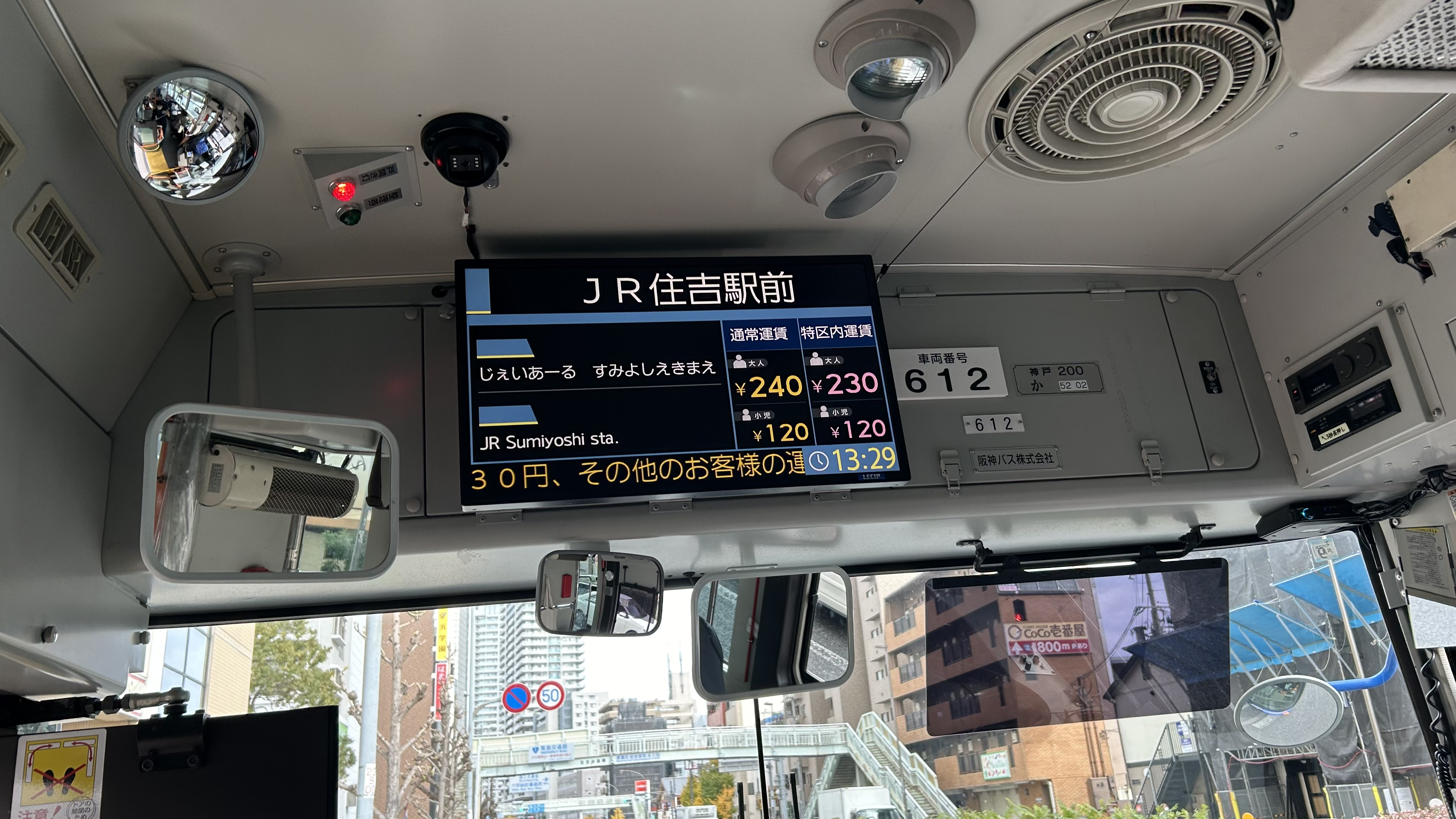
神戸特区内の液晶モニター 右側に通常運賃と特区内運賃が表示される

- 神戸特区内の液晶モニター 右側に通常運賃と特区内運賃が表示されるただし、神戸特区に相当する区間と路線は大人230円・小児110円[79]。
  - 神戸特区（神戸市バスと同調）は、西宮神戸線の甲南本通 - 神戸税関前間
- 神戸特区と神戸特区外をまたがる場合には基本の運賃（大人240円・小児120円）とする。
- 運賃均一化以前は、均一運賃の路線を除き多区間制・整理券方式で、該当路線を運行するバスには整理券発行機が備え付けられていた。なお、現在でも上記230円区間での乗車時（西宮神戸線の神戸税関前方向の甲南本通以西）には全線の特区内の場合を除き整理券を発行する。
プリペイドカード乗車券を導入した際に、カードリーダーの設置に併せて原則均一制を導入した。元々長距離利用の割合が小さかったこともあり、運賃収入の減額というデメリットよりも設備投資額の抑制というメリットを取った[注釈 3]。一般的な整理券方式の車両には、カードリーダーは乗車時用と降車時用の２機あるが、阪神バスの場合は運賃箱に内蔵されている降車時用のみ。この為、特区運賃区間乗車時はカード利用者も整理券を取り、支払い時はカードをリーダーに通す前に整理券を運転手に提示し、運賃箱の運賃設定操作後にカードをリーダーに通すと言う方法を採っていた。何も言わずに通すと基本運賃が差し引かれる。
- 阪神線は後乗り前降りの後払い、尼崎市内線は前乗り後降りの前払いを採用。
- 小学校就学前の幼児は、運賃を支払う大人1名につき、2名まで無料。2009年2月28日までは1名まで無料だったが、阪急バスに合わせる形で変更となった。
- 尼崎ドライブスクールとの連携により、2021年7月31日から同校の教習生は学校から尼崎市内線が全線無料となるパスが支給される（費用は学校が負担）。その他の来校者（高齢者講習や入所申し込み時など）も一旦運賃支払の上、運転手より乗車証明書を受け取り、証明書を学校の受付へ提出することにより往路運賃の払い戻しおよび復路用（学校発の路線のみ有効）の乗車券交付により運賃無料とする扱いを行う[51]。
- 2023年3月31日、利用者の減少やコスト上昇などを理由に、同年9月1日運賃改定を国土交通省に申請すると発表した[注釈 30]。実施運賃（実際に徴収する運賃）は、これまでの220円（大人運賃、以下同じ）または尼崎特区210円を230円の均一運賃とし、尼崎特区は廃止して他市域の運賃と統合する（大阪特区と神戸特区は運賃据置）。2024年秋にはさらに10円引き上げ、申請上の上限運賃である240円とした。[81][注釈 31]。なお、運賃改定は消費税率引き上げによる改定を除き1997年1月9日以来26年ぶりとなる[81]。
- 身体障害者手帳・療育手帳所持者と介護人(第一種と第二種小学生未満)は運賃の5割引が適用される。

### 定期券・カードの取扱
一般路線全線でPiTaPa、ICOCA、hanicaに対応する。2016年4月1日からはSuicaなど全国相互利用サービスにも対応している。PiTaPa利用の場合、1ヶ月の利用額（2,000円以上）に応じて割引となる。
磁気式のスルッとKANSAI対応カードも利用可能だったが、阪神線については2dayチケット・3dayチケット（2016年末廃止）を除き2015年9月30日をもって取扱いを終了した 。尼崎市内線については尼崎市交通局時代から引き続き利用可能であったが、2018年1月31日をもって取扱いを終了した。
尼崎市内線には尼崎市交通局時代から発売されている専用の一日乗車券（大人600円・小児300円、運賃箱横の発行機にて印字される紙券）があり、尼崎市内線で終日利用できる。また、磁気式の尼崎市内線用普通回数カードと昼間時間帯特別割引（ひまわり）回数カードがあり、後者は概ね9 - 17時の時間帯で利用可能で前面に「ひまわり」の表示が出ているバス（時刻表に明記）で使える。
定期券は神戸特区用、全線フリーの2タイプ。
ICカード「hanica」で発券される。
このほか、高齢者用には全線定期の「グランドパス65」が、通学用には全線利用可能な「スクールパス310」と特区のみ利用可能な「スクールパス210」が発売されている。グランドパス65には1年間定期、スクールパスには学期定期券および学年定期（4月1日から翌年3月31日までの1年間有効、ただし310のみ）も設定されている。また、尼崎市内線専用の「寿定期」（65歳以上）も尼崎市交通局時代から設定があったが消費税10％へ改定に伴い2019年9月30日をもって廃止された。
なお、尼崎市交通局からの引き継ぎで、尼崎市に1年以上在住の70歳以上の高齢者に対しては、「グランドパス65」の購入補助（一定額の負担が必要）もしくはhanicaによる運賃割引がある。また、同市在住の障がい者などの利用者には尼崎市内線が無料となる特別乗車証が交付されている。
hanica定期券に限り（グランドパス65・スクールパス310を含む）、2016年2月1日から阪神バス・阪急バスとの間で、同じ運賃区間内であれば相互に利用できるようになっている。
身体障害者手帳・療育手帳所持者と介護人は運賃の3割引が適用される。
これら定期は阪神電車の主要駅定期券売り場（大阪梅田駅・甲子園駅・西宮駅・神戸三宮駅）と阪急バス宝塚駅案内所、阪神バスサービスセンター（阪神尼崎北バスターミナル内）、尼崎市内にある一般商店の委託発売所（尼崎市交通局から引き継ぎ）で購入できる。

### 株主優待の扱い
阪神電鉄が株式を上場していた時代の株主用全線パスは、当時阪神バスが阪神電鉄の直営（阪神電鉄バス）であったこともあり、「電車全線・路線バス全線でご利用いただける優待乗車証（無記名・定期券式）」として路線バスにも乗車可能であった。
2006年10月1日の阪急・阪神経営統合で阪急ホールディングス（当時）以外の阪神電気鉄道株主はすべて株式交換により阪急阪神ホールディングス株主となったことにあわせて株主優待内容が変更されたため、2006年9月30日現在の阪神電気鉄道株主に対して発行された同パスの有効期限満了となる2007年7月10日をもって阪神電鉄バス・阪神バスの利用はできなくなった。これは旧阪急ホールディングス（←阪急電鉄）の株主用全線パスは阪急バスを優待乗車の対象としておらず（阪急バスはその当時で既に阪急電鉄とは別会社となっていたため）、これに合わせることになったためである。

## 車両

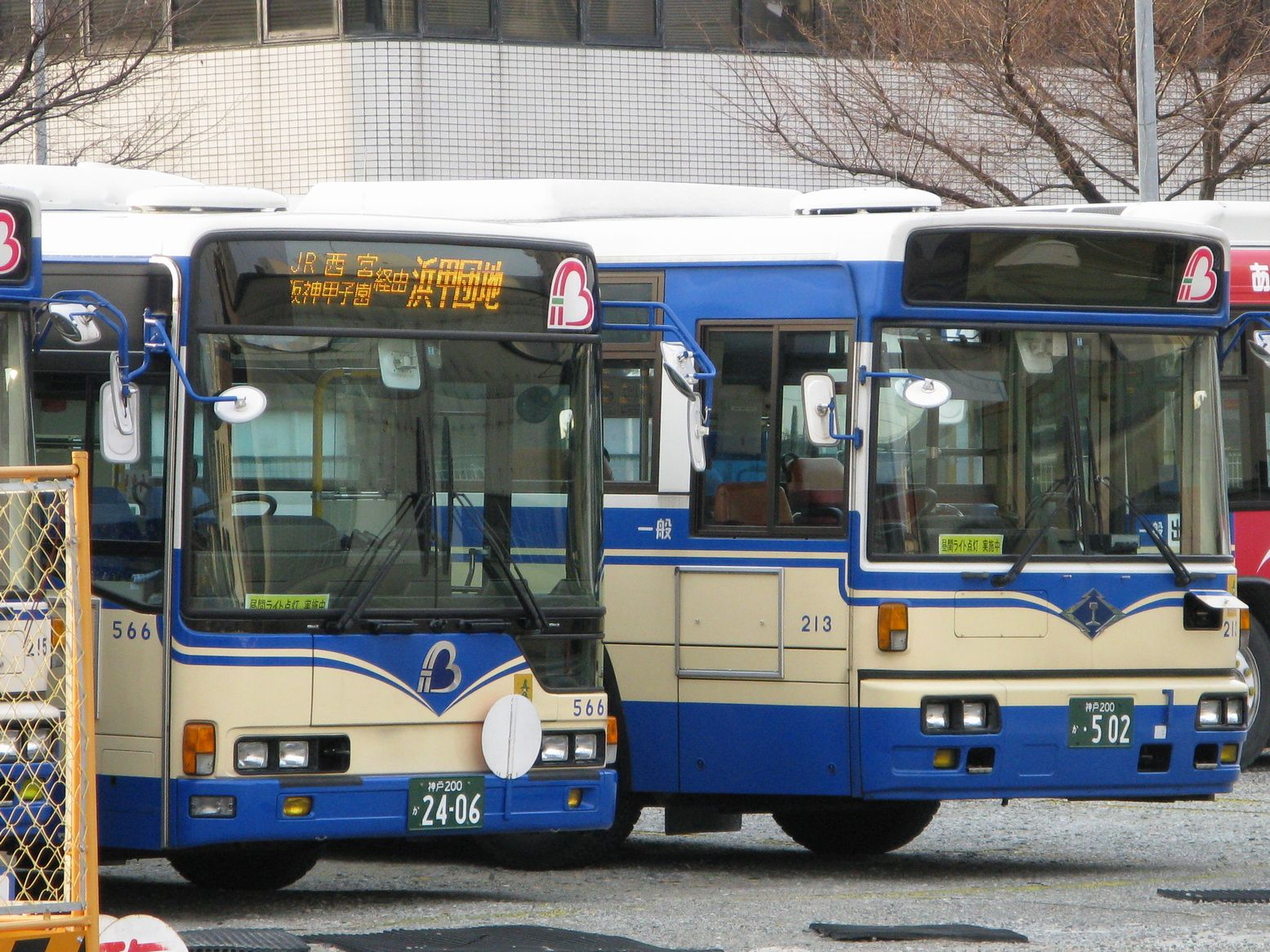
右は阪神電鉄バスからの承継車で、正面下に阪神電鉄の社紋が入る。左は阪神バス自社発注車で、正面下に入るのはロゴマーク。2008年3月、阪神西宮駅前にて

2013年12月時点で全体で196両が在籍していたが、尼崎市交通局の移譲に伴い322両に増加し、2024年4月現在では331両が在籍する。阪神線は三菱ふそう、日野自動車、いすゞ自動車製を、尼崎市内線は前記に加え日産ディーゼル（UD）製も使用する。

### 路線バス

#### 阪神線車両
日野、いすゞ、三菱ふそう製。一時期日野車が多く入っていたが、2022年現在はいすゞや三菱ふそうがメインで投入されている。2023年5月1日からBYD製電動バス（K8）を2台運行に供する（兵庫県内では初採用）。
- ワンステップバスとノンステップバスが在籍。またハイブリッドバスも在籍する。2000年代後半からAT車を採用している。
- ワンステップ車・ノンステップ車の左側後輪には巻き込み防止用のカバーを取り付けている[注釈 35]。
- 塗装は、下半分がクリームと青、上半分が白となる。この塗装は冷房車が導入された際に採用されたもので、それ以前は同じデザインで、青は紺色、クリームは銀色となっていた。このため、冷房の有無の識別が容易であった。
- 全車大型車である。かつては中型車も少数存在し北大阪線など利用者の少ない路線に運用していたが[90]、2000年を最後に導入を中止、2014年までに全車廃車された[注釈 36]。
- 冷房化は1979年7月24日に4両が運行を開始[92]、順次置き換えを実施し1991年5月14日をもって完了した[4]。
- かつては西日本車体工業（西工）製の車体を架装する車をシャーシメーカー問わず多く導入していたが、西工廃業（2010年）より前の2005年が最後の導入となり、以降全て純正車体のみ導入している。
- 阪神電鉄時代に購入した車両の内装はピンク色を基調に、オレンジと茶色の座席となっている。ただし、2007年5月に導入された新車以降、青系の座席になっている。ノンステップバスについては「ノンステップバス標準仕様」に準拠するため青系の座席で阪神タイガースのキャラクターイラスト柄としたものになった。

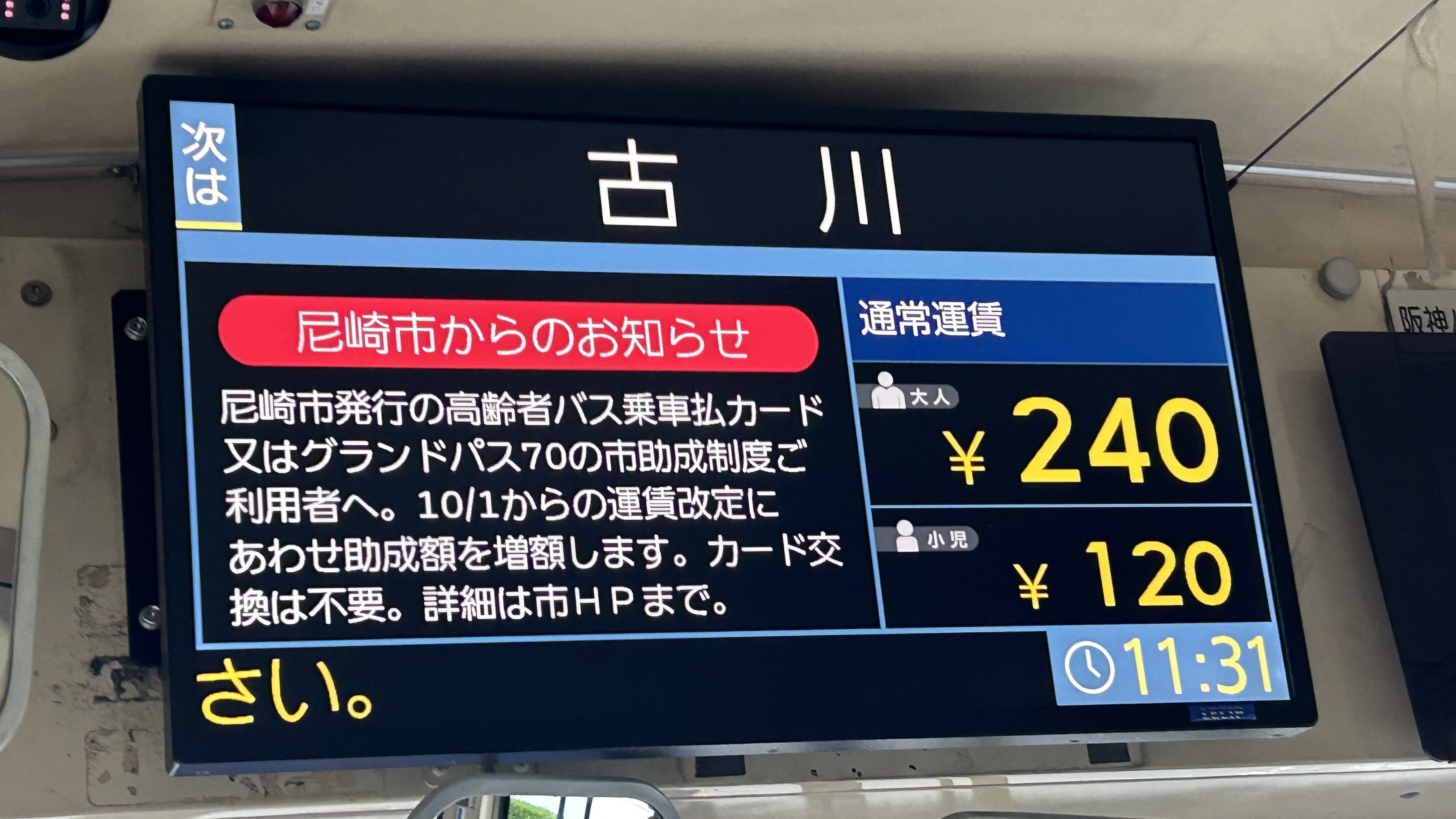
液晶モニター

- 液晶モニターなお、車内放送装置はレゾナント・システムズ（旧・ネプチューン）製[90]、運賃箱と整理券発行機（スタンプ式）は小田原機器製、方向幕巻取器は交通電業社製、運賃表示器はレシップ製である。また、車内にはアナログ時計が取り付けられていたが、2017年に液晶モニターに交換され、モニターに時間を写し出すためアナログ時計は撤去された。後乗り後払いのため、乗車口にICカードリーダーと整理券発行機を設置する。
- 除籍後は、和歌山バス、サンデン交通、瀬戸内運輸、琉球バス交通、沖縄バス、伊江島観光バスなどに譲渡している。

#### 尼崎市内線車両
三菱ふそう、いすゞ、UD、日野製。ただし、UD車はすべて尼崎市交通局（以下、交通局）時代の購入かつ西工製車体である。
- 交通局から引き継いだ時点で全車両がノンステップバスである。大型車（中型幅ロングボディ車も含む）のみである。
- 塗装は、交通局から引き継がれた車両は、交通局時代と同じアイボリーに虹（オレンジ・黄色・黄緑）が描かれている。尼崎交通事業振興の車両も同様であるが前面の社章で区別は可能である。
- 尼崎交通事業振興に運行を委託している当社の車両（塚口営業所所属）は車両前面の社番付近に赤い丸囲みで「A」の表記がされている。
- 車内放送装置はクラリオン製を使用する。運賃箱は移譲前までにICカード対応の小田原機器製となったがそれ以前はレシップ製（ICカード非対応）であった。移譲後も市内線に限り磁気バスカードが利用できるため、運賃箱とは別に磁気カードリーダーを、さらに一日乗車券の発行機も取り付けられている。前乗り先払いのため、整理券発行機は搭載しない。
- 阪神バス移譲後の2017年3月に導入された車両は、阪神バスの他路線車両と同じ塗り分けで青を緑に変更したデザインとなった[93][94]。なお、尼崎交通事業振興が導入する新車は、引き続き旧尼崎市交通局の塗色で納車されている。通路上部の手すり、前乗り・先払いで釣り銭方式などの仕様はそのまま維持された他、車いすスペースが平成14（2002）年度導入車以来15年ぶりに復活した。

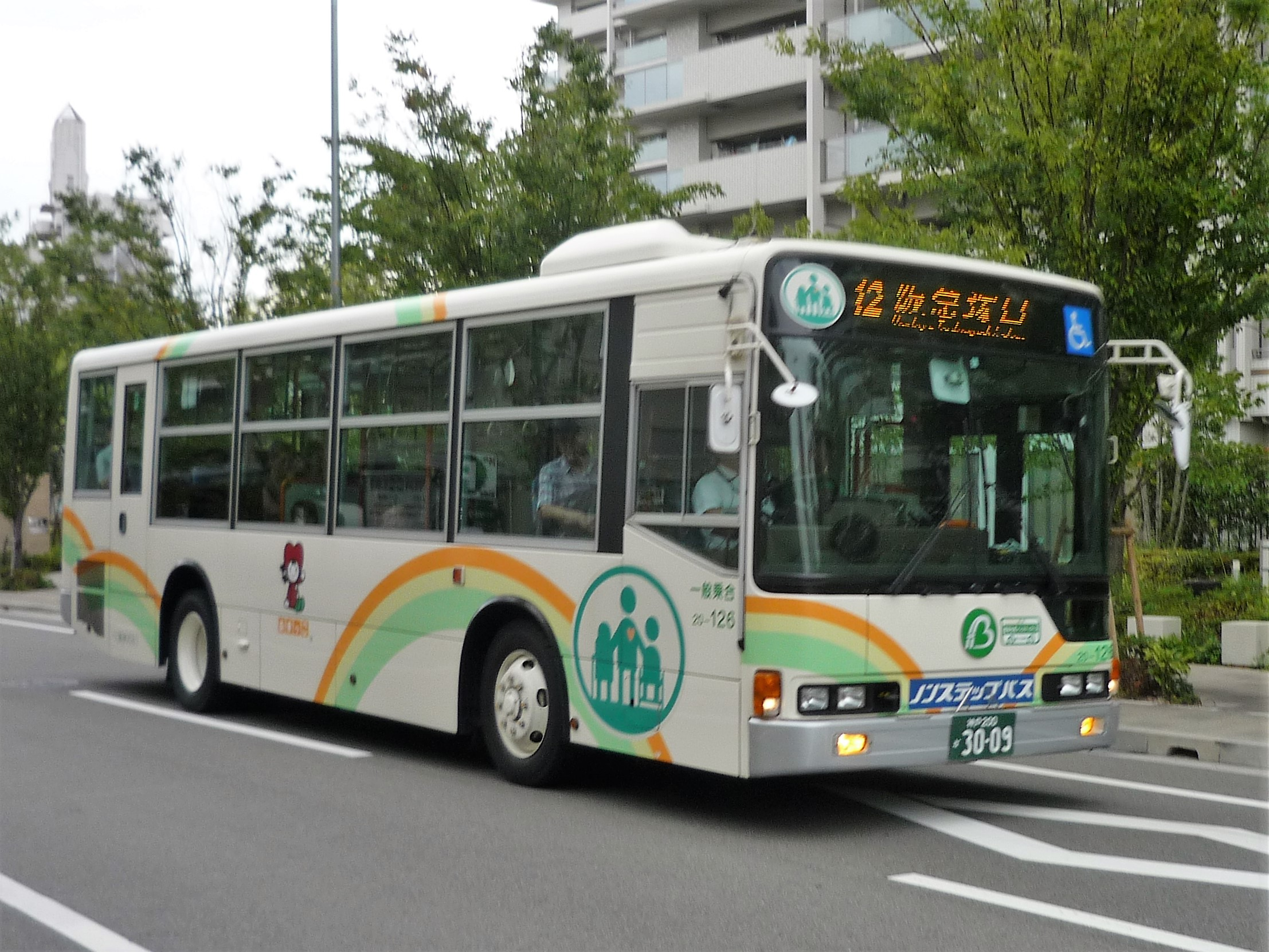
尼崎市内線の従来車両（交通局が導入）
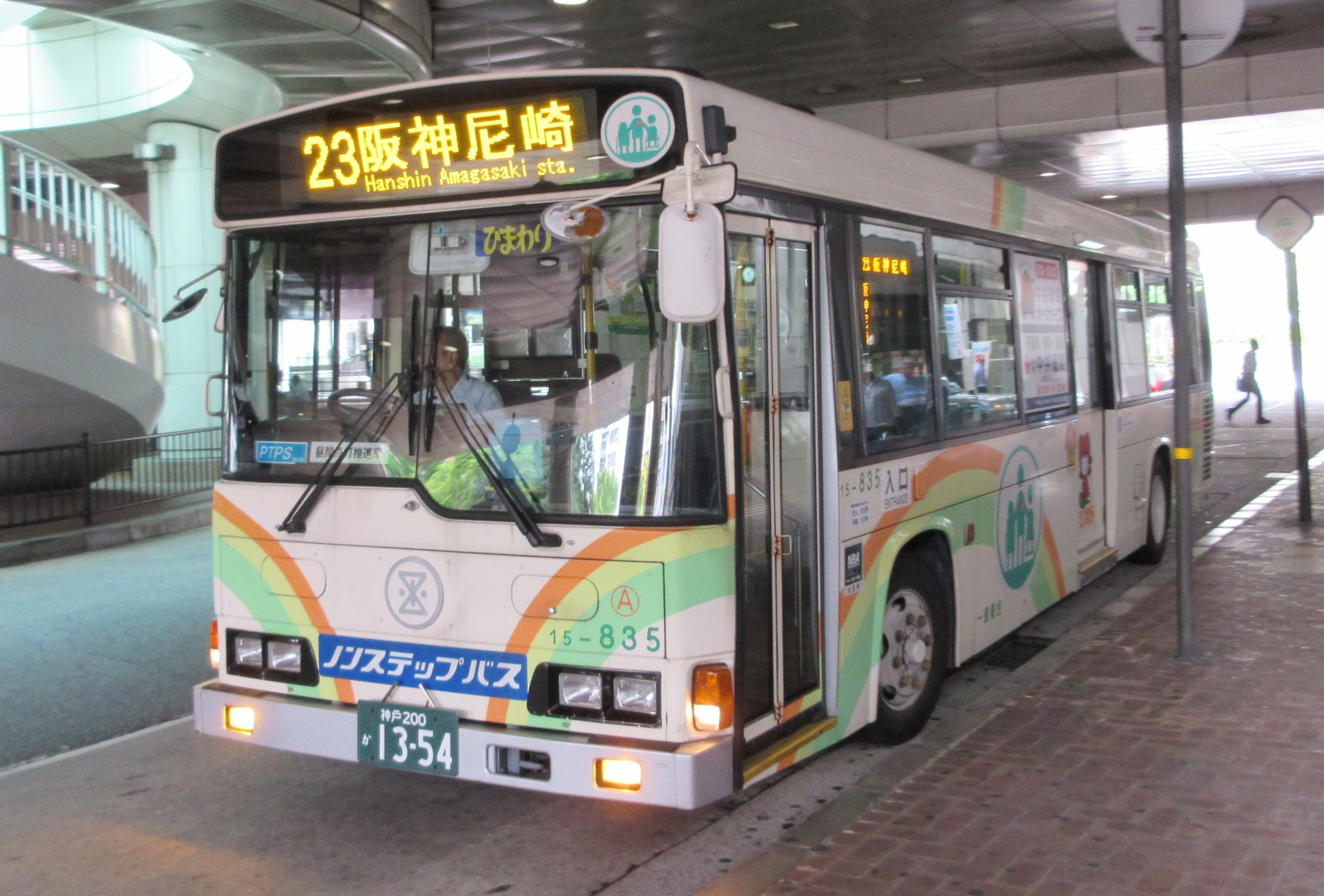
尼崎交通事業振興委託車（前面に赤丸でAの表記）
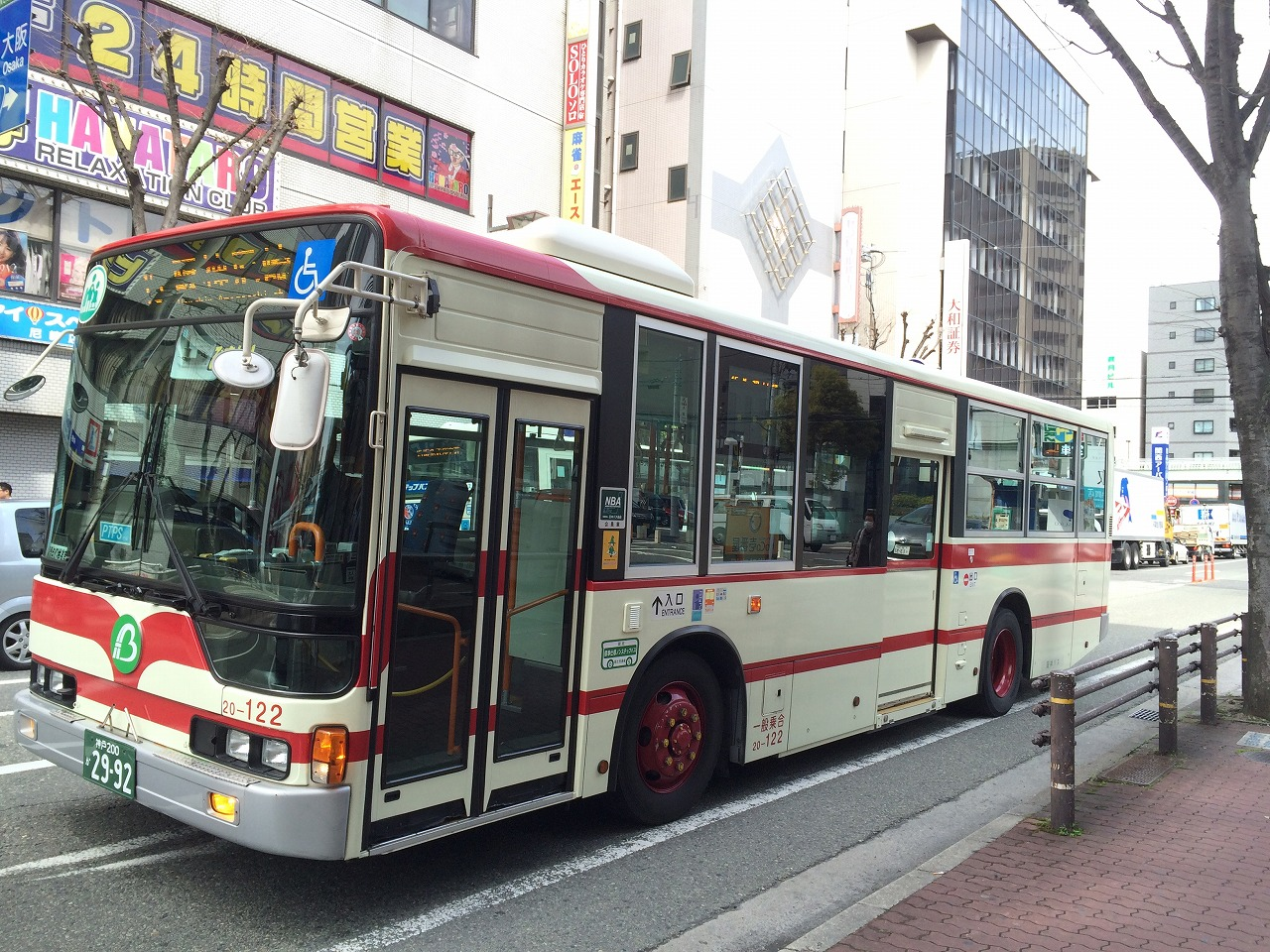
交通局旧塗装（復刻車両）。 現在は原状に復帰（虹塗装）し現存しない。
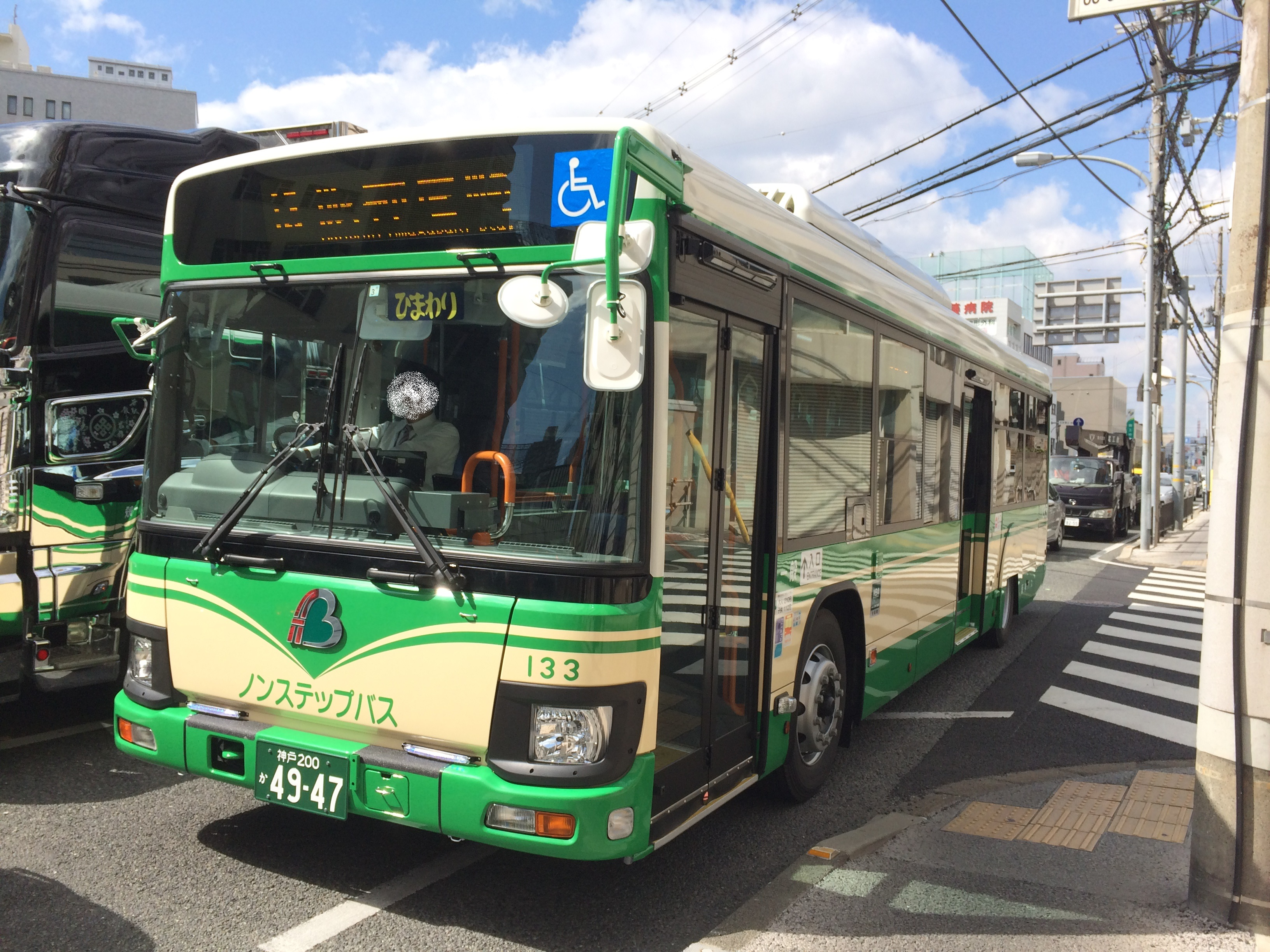
尼崎市内線の新車両（移譲後、阪神バスが導入）

### 空港リムジンバス
三菱ふそう車と日野車が在籍する。かつては一部に西工製車体を採用していた。
- 1990年代までは空港別のカラー・仕様（大阪空港線用は旧貸切色・ハイデッカー、関西空港線用は「関空ピンク」と通称されるマゼンタ色・スーパーハイデッカー）で投入されていたが、2000年代に入り共通して「サラダエクスプレス」のカラーで投入されるようになった。2017年には久々に関空ピンク色の塗装を施した車両が投入され[95]、2018年の車両も関空ピンク色で増備されている[96]。
- 現在では色に関係なくさまざまな路線に投入されている。

### 高速バス車両
長らく三菱ふそう車のみでスーパーハイデッカー主体だったが、昼行路線は一部にハイデッカーも在籍する。2005年には日野車（セレガR）も登場した。塗装は運行開始当時の若手社員の提案による「サラダエクスプレス」と称する野菜のイラストが入ったものである。長距離高速バス用の塗装だったが、前述の通り空港リムジンバスにも存在する。

### 貸切観光バス
三菱ふそう車のハイデッカー車である。1978年に大幅な事業縮小を行って以降台数は少なく、一部は高速・空港バスの応援に入ることもある。塗装は大阪空港線の旧塗装車と同じデザインののち、ダークグリーンにゴールドのライン、白と赤の翼模様が入るものであったが、近年の車両はワインレッドにゴールドのライン（阪神バスの社章をアレンジしたもの）が入ったものとなっている。なお、塗装はそのまま空港リムジンに転用されたものもある。

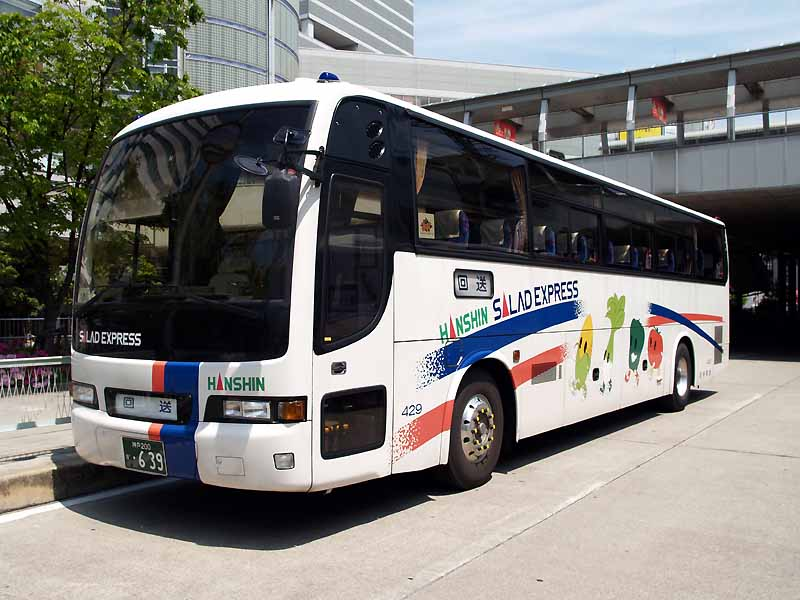
サラダエクスプレス
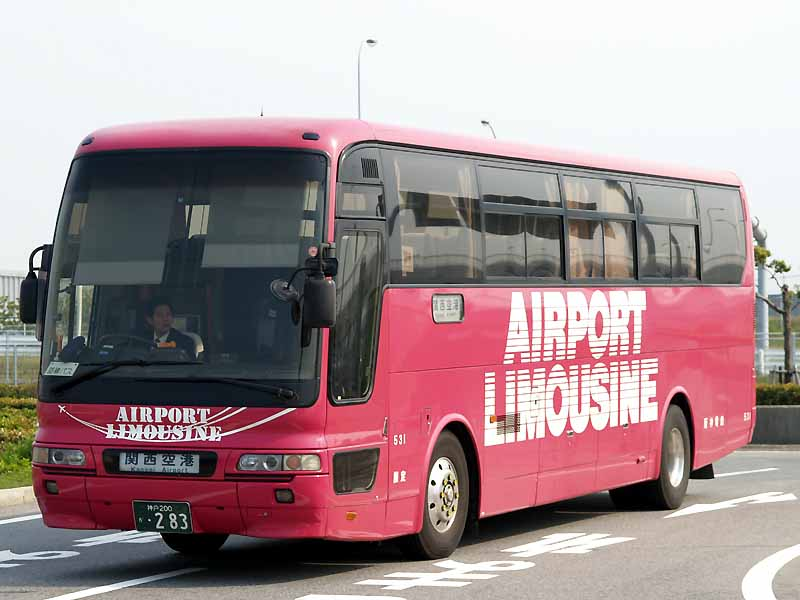
関西空港リムジン

### 社番

#### 阪神線車両
阪神線（既存の阪神バス）と民営化後に導入された尼崎市内線の車両は、ナンバープレートのほかに3桁の社番をつけている。無線番号も社番と一致する。
上一桁の数字が、1・2はいすゞ、3・4は日野、5・6は三菱ふそう、9はBYDである（他に0は社用車を示す）。下二桁は42を除き通し番号である。
路線バスは、車体側面窓下の最後部に大きめに書かれているが、さらに左側面には3002といった数字が書かれている。これは購入した時期を示している（3002は平成30年（2018年）2月）。また、元号が令和に改元された2019年5月以降に購入した車両は、この数字が省略されている。
高速、空港リムジン、貸切車は側面裾に小さな文字で書かれているものと、車体屋根に大きい文字で「阪神(改行)社番」と書かれている。書体は独特のものが使われているが、全車に使われているわけではない。また、高速、空港リムジン、貸切車の前方側面裾の車両表記には一部615-44(1)といった表記がされている場合がある。ハイフンの前の番号は通常の社番、ハイフンの後の番号は座席数で、(1)は車いすリフトの搭載可能数である。車いすリフトがない車両にはこの(1)といった表記はない。

#### 尼崎市内線車両
尼崎市交通局から移籍した車両は、交通局時代の番号をそのまま受け継いでおり改番は行われていない。
ハイフンの前に購入年度（和暦のため、平成20年度なら20となる）、ハイフンの後にメーカー別の番号（100番台：三菱ふそう、500番台：いすゞ、700番台：日産ディーゼル、800番台：日野）となっており、20-122、24-566、19-787、18-857などの番号で示され、下二桁が00、42、49、79、99が欠番でそれ以外は通し番号となる。

## 諸問題

### 労働問題
同社の男性運転手が、1997年に腰の手術を受けた際、排泄行為が困難になる後遺症が残ったため、同社の前身である阪神電気鉄道は、この運転手に対し乗務時間の制限や時間外勤務の回避などの配慮を行っていたが、2009年の分社化後、経営合理化の一環として、これらの配慮を止める方針を決めた。運転手はシフトの継続を求め、神戸地裁尼崎支部に訴訟を起こした。また、同時に仮処分の申立ても行い、これに対し同支部は2012年4月9日付で、仮処分の申立てを認める決定を出した。

### 運転士による乗車券の不正換金
同社の50歳代の男性運転士が、関西国際空港方面へのリムジンバスに乗車した乗客から受け取った乗車券を不正に持ち出して換金を繰り返していたことが、2024年4月に明らかとなった。この運転士は、最終的に2万円を換金し着服していた。同社はこの運転士を懲戒処分とし、運転士は退職したが、同社は一連の不祥事について事実を公表しておらず、第三者（マスコミ用語での「関係者」）への取材により事実が判明している。

### 阪神西宮駅前におけるビル追突事故
2022年12月13日夕方、阪神西宮駅北側の商業施設「エビスタ西宮」1階の店舗に阪神バスの路線バスが衝突した。路上と店舗にいた2人が病院に搬送された。県警は阪神バスの運転士（当時59歳）を自動車運転死傷行為処罰法違反（過失運転致傷）で現行犯逮捕した。運転士の運転歴は14年で、事故当時、男はロータリー内の停留所に停車しようとしたところ、十分に減速しなかったために、旋回して速度を落とそうとした際に、アクセルとブレーキを踏み間違ったという。運行管理状況に法令違反はなかった。

### 路線バス運転士による運賃着服事案
2024年8月4日、阪神バスに対して、利用客からメールでバスの運転士が運賃箱を不正に操作し、正規運賃である大人230円の設定を、小児運賃120円の設定に変更し、お釣りとなる差額110円を着服していたという指摘があった。ドライブレコーダーや運賃箱に投入した金額やお釣りのデータを確認し、運転士にヒヤリングを実施したところ、複数回にわたって運賃を着服していたことが発覚した。同様の手口で運賃を着服していたのは少なくとも4人の運転士で、運賃箱のデータが残ている過去1年間だけで、4人の着服額は86万円に上った。
阪神バスは、プレス発表で、「お客様をはじめ関係の皆様からの信頼を裏切る行為であり、深くお詫び申し上げます」と声明を発表するとともに、再発防止策として、すべての運転士に対するコンプライアンス教育の強化による従業員のコンプライアンス意識の向上に努めるとともに、運賃の適切な取り扱いを遵守させるために監督者による継続的な指導を実施ならびに運賃箱データ及びドライブレコーダーを用いた査察を行うなどのより実効性のある対策を策定することを挙げた。

## その他
- かつては中部地方に進出していた時期もあった。1978年に名古屋市に名古屋阪神観光バス株式会社を設立して阪神電鉄直営から分離の上[98]、愛知県を本拠に貸切バス事業を行っていたが、2002年に人材派遣大手クリスタルに事業を売却し中部地方からは撤退した[7][注釈 37]。
- 阪神タイガースに在籍したランディ・バースは、正確にはファーストネームを「バス」と読むが、好調時に「阪神バス大爆発」、不振時に「阪神バスエンスト」「バス大渋滞」、怪我時に「阪神バス故障」などとメディアに報道される事を憂慮した、当時直営でバス事業をしていた阪神電気鉄道の配慮と要請により、1983年の入団当時より「バース」となった。ただし、これについて阪神タイガース側は「この件での記録が残されていないため、正確な理由は不明」としている[108]。なお、この1983年当時は阪神バスは会社組織としては未設立であったが、一般乗客の間からは、阪神電気鉄道のバス事業を指して「阪神バス」と呼称されており、また阪神電気鉄道での公式にも「阪神電鉄バス」と呼称していた。